# 2007 a jogalkotásban
2007-ben az alábbi fontosabb jogszabályokat alkották meg:

## Magyarország (Forrás:Magyar Közlöny)

### Törvények
- 2007. évi I. törvény a szabad mozgás és tartózkodás jogával rendelkező személyek beutazásáról és tartózkodásáról
- 2007. évi II. törvény a harmadik országbeli állampolgárok beutazásáról és tartózkodásáról
- 2007. évi III. törvény a köztisztviselők jogállásáról szóló 1992. évi XXIII. törvény módosításáról
- 2007. évi IV. törvény az ENSZ Éghajlatváltozási Keretegyezményben Részes Felek Konferenciájának 1997. évi harmadik ülésszakán elfogadott Kiotói Jegyzőkönyv kihirdetéséről
- 2007. évi V. törvény egyrészről az Európai Közösség és tagállamai, másrészről a Marokkói Királyság között létrejött euro-mediterrán légiközlekedési Megállapodás kihirdetéséről
- 2007. évi VI. törvény a konzuli védelemről szóló 2001. évi XLVI. törvény módosításáról
- 2007. évi VII. törvény a Magyar Köztársaság Kormánya, Románia Kormánya és Szerbia és Montenegró Minisztertanácsa között a Magyar Köztársaság, Románia és Szerbia és Montenegró államhatárainak találkozási pontjáról, az azt jelölő hármashatár-jelről és annak karbantartásáról szóló, Újvidéken, 2006. április 19-én aláírt Megállapodás kihirdetéséről
- 2007. évi VIII. törvény a Magyar Köztársaság és Ukrajna között a magyar-ukrán államhatár rendjéről, a határkérdésekben való együttműködésről és kölcsönös segítségnyújtásról szóló, Kijevben, 1995. május 19-én aláírt Szerződés 2. cikk 3. pontja alapján elkészített, és Budapesten, 2003. június 20-án aláírt, a Magyar Köztársaság és Ukrajna közötti államhatár új redemarkációs okmányai kihirdetéséről
- 2007. évi IX. törvény az olajszennyezéssel okozott károk megtérítésére szolgáló nemzetközi alap létrehozataláról szóló 1992. évi egyezmény és az olajszennyezéssel okozott károk megtérítésére szolgáló nemzetközi alap létrehozataláról szóló 1992. évi egyezményhez elfogadott 2003. évi jegyzőkönyv, valamint az olajszennyezéssel okozott károkkal kapcsolatos polgári jogi felelősségről szóló 1992. évi egyezmény kihirdetéséről
- 2007. évi X. törvény a Nemzetközi Polgári Repülésről szóló, Chicagóban, 1944. december 7. napján aláírt Egyezményt módosító, 1980. október 6-án, 1984. május 10-én, 1990. október 26-án, 1995. szeptember 29-én, valamint 1998. október 1-jén kelt Jegyzőkönyvek, illetve a Nemzetközi Polgári Repülésről szóló Egyezmény hiteles öt- és hatnyelvű szövegéről szóló Jegyzőkönyvek kihirdetéséről
- 2007. évi XI. törvény a regisztrációs adóról szóló 2003. évi CX. törvény módosításáról
- 2007. évi XII. törvény a társasági adó és a vállalkozói személyi jövedelemadó egyes előírásai alkalmazásának kizárásáról
- 2007. évi XIII. törvény a nemzetközi bűnügyi jogsegélyről szóló 1996. évi XXXVIII. törvény és az Európai Unió tagállamaival folytatott bűnügyi együttműködésről szóló 2003. évi CXXX. törvény módosításáról
- 2007. évi XIV. törvény a pályakezdő fiatalok, az ötven év feletti munkanélküliek, valamint a gyermek gondozását, illetve a családtag ápolását követően munkát keresők foglalkoztatásának elősegítéséről, továbbá az ösztöndíjas foglalkoztatásról szóló 2004. évi CXXIII. törvény módosításáról
- 2007. évi XV. törvény a Magyar Nemzeti Bankról szóló 2001. évi LVIII. törvény módosításáról
- 2007. évi XVI. törvény egyes agrár tárgyú törvények módosításáról
- 2007. évi XVII. törvény a mezőgazdasági, agrár-vidékfejlesztési, valamint halászati támogatásokhoz és egyéb intézkedésekhez kapcsolódó eljárás egyes kérdéseiről
- 2007. évi XVIII. törvény a Magyar Köztársaság és az Osztrák Köztársaság között az egymás nevében a vízumok kiadásában diplomáciai és konzuli képviseleteik útján történő kölcsönös eljárásról szóló Megállapodás kihirdetéséről
- 2007. évi XIX. törvény egyes munkaügyi tárgyú és más kapcsolódó törvények módosításáról
- 2007. évi XX. törvény a nukleáris terrorcselekmények visszaszorításáról szóló Nemzetközi Egyezmény kihirdetéséről
- 2007. évi XXI. törvény a nagy távolságra jutó, országhatárokon átterjedő levegőszennyezésről szóló 1979. évi Genfi Egyezményhez csatolt, a nehézfémekről szóló, Aarhusban, 1998. június 24-én elfogadott Jegyzőkönyv kihirdetéséről
- 2007. évi XXII. törvény a fogyasztóvédelmi jogszabályok alkalmazásáért felelős nemzeti hatóságok eljárására és együttműködésére vonatkozó közösségi jogi aktusok végrehajtásához szükséges törvénymódosításokról
- 2007. évi XXIII. törvény a fogyatékos személyek jogairól és esélyegyenlőségük biztosításáról szóló 1998. évi XXVI. törvény módosításáról
- 2007. évi XXIV. törvény egyes iparjogvédelmi törvények módosításáról
- 2007. évi XXV. törvény a Polgári perrendtartásról szóló 1952. évi III. törvény, valamint az igazságszolgáltatást érintő egyéb törvények módosításáról
- 2007. évi XXVI. törvény az államot megillető szavazatelsőbbségi részvény jogintézményének megszüntetéséről és egyes törvényeknek a megszüntetéssel összefüggő módosításáról
- 2007. évi XXVII. törvény a Büntető Törvénykönyvről szóló 1978. évi IV. törvény és más büntetőjogi tárgyú törvények módosításáról
- 2007. évi XXVIII. törvény az Európai Újjáépítési és Fejlesztési Bank létrehozásáról szóló Megállapodást módosító, a Bank Kormányzótanácsa által 2004. január 30-án meghozott, és a tagállamok által elfogadott 90. számú határozat kihirdetéséről
- 2007. évi XXIX. törvény egyes környezetvédelmi tárgyú törvények környezeti felelősséggel összefüggő módosításáról
- 2007. évi XXX. törvény az Európai Közösségek és tagállamai, valamint az Albán Köztársaság közötti Stabilizációs és Társulási Megállapodás kihirdetéséről
- 2007. évi XXXI. törvény a személyi jövedelemadóról szóló 1995. évi CXVII. törvény módosításáról
- 2007. évi XXXII. törvény egyes energetikai tárgyú törvények módosításáról
- 2007. évi XXXIII. törvény egyes törvényeknek a tizenharmadik havi illetmény kifizetési rendjével összefüggő módosításáról
- 2007. évi XXXIV. törvény az Európa Tanács keretében Strasbourgban, 1989. november 16-án létrejött, a tiltott teljesítményfokozó szerek és módszerek használata elleni Egyezmény Varsóban, 2002. szeptember 12-én kelt Kiegészítő Jegyzőkönyvének kihirdetéséről
- 2007. évi XXXV. törvény a Magyar Köztársaság és a Szlovén Köztársaság között az egymás nevében a vízumok és tartózkodási engedélyek kiadásában diplomáciai és konzuli képviseleteik útján történő kölcsönös eljárásról szóló Megállapodás kihirdetéséről
- 2007. évi XXXVI. törvény a szabálysértési jogsegélyről
- 2007. évi XXXVII. törvény az állampolgári jogok országgyűlési biztosáról szóló 1993. évi LIX. törvény módosításáról
- 2007. évi XXXVIII. törvény a büntetőeljárásról szóló 1998. évi XIX. törvény módosításáról
- 2007. évi XXXIX. törvény egyes adótörvények módosításáról
- 2007. évi XL. törvény a nemzeti agrárkár-enyhítési rendszerről szóló 2006. évi LXXXVIII. törvény módosításáról
- 2007. évi XLI. törvény a kereskedelemről szóló 2005. évi CLXIV. törvény módosításáról
- 2007. évi XLII. törvény az egyrészről az Európai Közösség és tagállamai, másrészről az Amerikai Egyesült Államok közötti légiközlekedési megállapodás kihirdetéséről
- 2007. évi XLIII. törvény a jövedékiadó- és az energiaadó-bevallás elektronikus benyújtásának bevezetésével kapcsolatos egyes törvények módosításáról
- 2007. évi XLIV. törvény egyes, a gyermek- és fiatalkorúak egészségének védelmét szolgáló törvényi rendelkezések módosításáról
- 2007. évi XLV. törvény a közlekedéssel összefüggő egyes törvények módosításáról
- 2007. évi XLVI. törvény a nemzetközi polgári repülésről Chicagóban, az 1944. évi december hó 7. napján aláírt Egyezmény Függelékeinek kihirdetéséről
- 2007. évi XLVII. törvény a Magyar Köztársaság 2005. évi költségvetésének végrehajtásáról szóló 2006. évi XCIX. törvény módosításáról
- 2007. évi XLVIII. törvény a Közösség területére belépő, illetve a Közösség területét elhagyó készpénz ellenőrzéséről szóló, 2005. október 26-i 1889/2005/EK európai parlamenti és tanácsi rendelet végrehajtásáról
- 2007. évi XLIX. törvény a Pénzügyi Szervezetek Állami Felügyeletéről szóló 1999. évi CXXIV. törvény módosításáról
- 2007. évi L. törvény a biztosítókról és a biztosítási tevékenységről szóló 2003. évi LX. törvény módosításáról
- 2007. évi LI. törvény a hitelintézetekről és a pénzügyi vállalkozásokról szóló 1996. évi CXII. törvény, valamint egyes szakosított hitelintézetekről szóló törvények módosításáról
- 2007. évi LII. törvény a tőkepiacról szóló 2001. évi CXX. törvény módosításáról
- 2007. évi LIII. törvény a szomszédos államokban élő magyarokról szóló 2001. évi LXII. törvény módosításáról
- 2007. évi LIV. törvény az adózás rendjéről szóló 2003. évi XCII. törvény módosításáról
- 2007. évi LV. törvény a lakások és helyiségek bérletére, valamint az elidegenítésükre vonatkozó egyes szabályokról szóló 1993. évi LXXVIII. törvény módosításáról
- 2007. évi LVI. törvény a földgázellátásról szóló 2003. évi XLII. törvény módosításáról
- 2007. évi LVII. törvény a tervező- és szakértő mérnökök, valamint építészek szakmai kamaráiról szóló 1996. évi LVIII. törvény módosításáról
- 2007. évi LVIII. törvény a Magyar Köztársaság 2007. évi költségvetéséről szóló 2006. évi CXXVII. törvény módosításáról
- 2007. évi LIX. törvény a polgármesterek és a helyi önkormányzati képviselők összeférhetetlenségének megállapítására irányuló eljárással összefüggő törvénymódosításokról
- 2007. évi LX. törvény az ENSZ Éghajlatváltozási Keretegyezménye és annak Kiotói Jegyzőkönyve végrehajtási keretrendszeréről
- 2007. évi LXI. törvény a cégnyilvánosságról, a bírósági cégeljárásról és a végelszámolásról szóló 2006. évi V. törvény és egyéb törvények módosításáról
- 2007. évi LXII. törvény az általános forgalmi adóról szóló 1992. évi LXXIV. törvény módosításáról
- 2007. évi LXIII. törvény az államháztartásról szóló 1992. évi XXXVIII. törvény módosításáról
- 2007. évi LXIV. törvény a jogügyletek biztonságának erősítése érdekében szükséges törvénymódosításokról
- 2007. évi LXV. törvény az Európai Unió, valamint az Izlandi Köztársaság és a Norvég Királyság közötti, az Európai Unió tagállamai között 2000. május 29-én létrejött kölcsönös bűnügyi jogsegélyegyezmény és az ahhoz csatolt 2001. évi jegyzőkönyv bizonyos rendelkezéseinek alkalmazásáról szóló Megállapodás kihirdetéséről
- 2007. évi LXVI. törvény az államháztartásról szóló 1992. évi XXXVIII. törvény módosításáról
- 2007. évi LXVII. törvény a rádiózásról és televíziózásról szóló 1996. évi I. törvény jogharmonizációs célú módosításáról
- 2007. évi LXVIII. törvény a Magyar Köztársaság gyorsforgalmi közúthálózatának közérdekűségéről és fejlesztéséről szóló 2003. évi CXXVIII. törvény módosításáról
- 2007. évi LXIX. törvény a Büntető Törvénykönyvről szóló 1978. évi IV. törvény módosításáról
- 2007. évi LXX. törvény az államháztartásról szóló 1992. évi XXXVIII. törvény módosításáról
- 2007. évi LXXI. törvény egyes egészségügyi tárgyú törvények módosításáról
- 2007. évi LXXII. törvény az egészségügyi tevékenység végzésének egyes kérdéseiről szóló *2003. évi LXXXIV. törvény módosításáról
- 2007. évi LXXIII. törvény egyes foglalkoztatási jogviszonyokat szabályozó törvények munka- és pihenőidőre vonatkozó rendelkezéseinek módosításáról
- 2007. évi LXXIV. törvény a műsorterjesztés és a digitális átállás szabályairól
- 2007. évi LXXV. törvény a Magyar Könyvvizsgálói Kamaráról, a könyvvizsgálói tevékenységről, valamint a könyvvizsgálói közfelügyeletről
- 2007. évi LXXVI. törvény a Magyar Fejlesztési Bank Részvénytársaságról szóló 2001. évi XX. törvény módosításáról
- 2007. évi LXXVII. törvény a fogyasztói árkiegészítésről szóló 2003. évi LXXXVII. törvény módosításáról
- 2007. évi LXXVIII. törvény a vállalkozói "körbetartozások" mérséklése céljából történő törvénymódosításokról
- 2007. évi LXXIX. törvény a fegyveres szervek hivatásos állományú tagjainak szolgálati viszonyáról szóló 1996. évi XLIII. törvény módosításáról
- 2007. évi LXXX. törvény a menedékjogról
- 2007. évi LXXXI. törvény a szövetkezetekről szóló 2006. évi X. törvény módosításáról
- 2007. évi LXXXII. törvény egyes jogszabályok és jogszabályi rendelkezések hatályon kívül helyezéséről
- 2007. évi LXXXIII. törvény a köztisztviselők jogállásáról szóló 1992. évi XXIII. törvény módosításáról
- 2007. évi LXXXIV. törvény a rehabilitációs járadékról
- 2007. évi LXXXV. törvény a Magyar Nemzeti Bankról szóló 2001. évi LVIII. törvény módosításáról
- 2007. évi LXXXVI. törvény a villamos energiáról
- 2007. évi LXXXVII. törvény a közoktatásról szóló 1993. évi LXXIX. törvény módosításáról
- 2007. évi LXXXVIII. törvény a Magyar Köztársaság Alkotmányáról szóló 1949. évi XX. törvény módosításáról
- 2007. évi LXXXIX. törvény az államhatárról
- 2007. évi XC. törvény a Rendőrségről szóló 1994. évi XXXIV. törvény módosításáról
- 2007. évi XCI. törvény a Bernben, 1980. május 9-én kelt, Nemzetközi Vasúti Fuvarozási Egyezmény (COTIF) módosításáról szóló, Vilniusban elfogadott, 1999. június 3-án kelt Jegyzőkönyv C Függelék Melléklete módosításainak és kiegészítéseinek kihirdetéséről
- 2007. évi XCII. törvény a Fogyatékossággal élő személyek jogairól szóló egyezmény és az ahhoz kapcsolódó Fakultatív Jegyzőkönyv kihirdetéséről
- 2007. évi XCIII. törvény a Magyar Honvédség hivatásos és szerződéses állományú katonáinak jogállásáról szóló 2001. évi XCV. törvény módosításáról
- 2007. évi XCIV. törvény az elektronikus kereskedelemmel kapcsolatos egyes törvények módosításáról
- 2007. évi XCV. törvény a Magyar Köztársaság Kormánya és a Dán Királyság Kormánya között létrejött, a Magyar Köztársaság kisinyovi nagykövetségén folytatott együttműködésről a vízumkérelmek kezelése és a konzuli munka más területein tárgyú Megállapodás kihirdetéséről
- 2007. évi XCVI. törvény a Magyar Köztársaság Kormánya és a Lett Köztársaság Kormánya között létrejött, a Magyar Köztársaság kisinyovi nagykövetségén folytatott együttműködésről a vízumkiadás és a konzuli munka más területein tárgyú Megállapodás kihirdetéséről
- 2007. évi XCVII. törvény a köziratokról, a közlevéltárakról és a magánlevéltári anyag védelméről szóló 1995. évi LXVI. törvény módosításáról
- 2007. évi XCVIII. törvény a tankönyvpiac rendjéről szóló 2001. évi XXXVII. törvény módosításáról
- 2007. évi XCIX. törvény az európai területi együttműködési csoportosulásról
- 2007. évi C. törvény a közalkalmazottak jogállásáról szóló 1992. évi XXXIII. törvény módosításáról
- 2007. évi CI. törvény a döntéselőkészítéshez szükséges adatok hozzáférhetőségének biztosításáról
- 2007. évi CII. törvény a szak- és felnőttképzést érintő reformprogram végrehajtásához szükséges törvények módosításáról
- 2007. évi CIII. törvény a pénzmosás megelőzéséről és megakadályozásáról szóló 2003. évi XV. törvény módosításáról
- 2007. évi CIV. törvény a felsőoktatásról szóló 2005. évi CXXXIX. törvény módosításáról
- 2007. évi CV. törvény a Schengeni Végrehajtási Egyezmény keretében történő együttműködésről és információcseréről
- 2007. évi CVI. törvény az állami vagyonról
- 2007. évi CVII. törvény a települési önkormányzatok többcélú kistérségi társulásáról szóló 2004. évi CVII. törvény módosításáról
- 2007. évi CVIII. törvény a Magyar Köztársaság és az Azerbajdzsán Köztársaság között a beruházások ösztönzéséről és kölcsönös védelméről szóló, Bakuban, 2007. május 18-án aláírt Megállapodás kihirdetéséről
- 2007. évi CIX. törvény a Magyar Köztársaság és a Jordán Hasemita Királyság között a beruházások ösztönzéséről és kölcsönös védelméről szóló, Budapesten, 2007. június 14-én aláírt Megállapodás kihirdetéséről
- 2007. évi CX. törvény a külföldi bizonyítványok és oklevelek elismeréséről szóló 2001. évi C. törvény módosításáról
- 2007. évi CXI. törvény a Firenzében, 2000. október 20-án kelt, az Európai Táj Egyezmény kihirdetéséről
- 2007. évi CXII. törvény a Belga Királyság, a Németországi Szövetségi Köztársaság, a Spanyol Királyság, a Francia Köztársaság, a Luxemburgi Nagyhercegség, a Holland Királyság és az Osztrák Köztársaság között a határon átnyúló együttműködés fokozásáról, különösen a terrorizmus, a határon átnyúló bűnözés és az illegális migráció leküzdése érdekében létrejött Szerződés (Prümi Szerződés) kihirdetéséről, valamint ehhez kapcsolódóan egyes törvények módosításáról
- 2007. évi CXIII. törvény a Magyar Köztársaság Kormánya és a Moldovai Köztársaság Kormánya között a Moldovai Köztársaságnak a Magyar Köztársaság és a Szovjet Szocialista Köztársaságok Szövetsége között kötött kétoldalú szerződésekben való utódlásáról szóló, Budapesten, 2005. november 17-én aláírt Jegyzőkönyv kihirdetéséről
- 2007. évi CXIV. törvény az agrárgazdaság fejlesztéséről szóló 1997. évi CXIV. törvény módosításáról
- 2007. évi CXV. törvény az egységes élelmiszer-biztonsági szervezetalakítással összefüggő törvények módosításáról
- 2007. évi CXVI. törvény a közellátás biztonsága szempontjából kiemelkedő jelentőségű vállalkozásokat érintő egyes törvények módosításáról
- 2007. évi CXVII. törvény a foglalkoztatói nyugdíjról és intézményeiről
- 2007. évi CXVIII. törvény a Bolgár Köztársaságnak és Romániának az Európai Gazdasági Térségben való részvételéről szóló Megállapodás kihirdetéséről
- 2007. évi CXIX. törvény az egészségügyi ellátórendszer fejlesztéséről szóló 2006. évi CXXXII. törvény módosításáról
- 2007. évi CXX. törvény a Veszélyes Áruk Nemzetközi Közúti Szállításáról szóló Európai Megállapodás (ADR) kihirdetéséről szóló 1979. évi 19. törvényerejű rendelet módosításáról, valamint az ADR "A" és "B" Melléklete 2007. évi módosításainak és kiegészítéseinek kihirdetéséről
- 2007. évi CXXI. törvény egyes szociális tárgyú törvények módosításáról
- 2007. évi CXXII. törvény a szolgálati nyugdíjjal összefüggő egyes törvénymódosításokról
- 2007. évi CXXIII. törvény a kisajátításról
- 2007. évi CXXIV. törvény a termőföldről szóló 1994. évi LV. törvény módosításáról
- 2007. évi CXXV. törvény a személyi jövedelemadó meghatározott részének az adózó rendelkezése szerinti felhasználásáról szóló 1996. évi CXXVI. törvény módosításáról
- 2007. évi CXXVI. törvény egyes adótörvények módosításáról
- 2007. évi CXXVII. törvény az általános forgalmi adóról
- 2007. évi CXXVIII. törvény a Magyar Köztársaság 2006. évi költségvetésének végrehajtásáról
- 2007. évi CXXIX. törvény a termőföld védelméről
- 2007. évi CXXX. törvény az Európai Szabadalmi Egyezmény 2000-ben felülvizsgált szövegének kihirdetéséről
- 2007. évi CXXXI. törvény a Genfben, 2000. június 1-jén elfogadott Szabadalmi Jogi Szerződés kihirdetéséről
- 2007. évi CXXXII. törvény az Európai Unió, az Európai Közösség és a Svájci Államszövetség között, a Svájci Államszövetségnek a schengeni vívmányok végrehajtására, alkalmazására és fejlesztésére irányuló társulásáról szóló Megállapodás kihirdetéséről
- 2007. évi CXXXIII. törvény a bányászatról szóló 1993. évi XLVIII. törvény módosításáról
- 2007. évi CXXXIV. törvény a Magyar Köztársaság 2007. évi költségvetéséről szóló 2006. évi CXXVII. törvény módosításáról
- 2007. évi CXXXV. törvény a Pénzügyi Szervezetek Állami Felügyeletéről
- 2007. évi CXXXVI. törvény a pénzmosás és a terrorizmus finanszírozása megelőzéséről és megakadályozásáról
- 2007. évi CXXXVII. törvény a pénzügyi szolgáltatásokat érintő egyes törvények jogharmonizációs célú módosításáról
- 2007. évi CXXXVIII. törvény a befektetési vállalkozásokról és az árutőzsdei szolgáltatókról, valamint az általuk végezhető tevékenységek szabályairól
- 2007. évi CXXXIX. törvény az Országgyűlés és a Kormány európai uniós ügyekben történő együttműködéséről szóló 2004. évi LIII. törvény módosításáról
- 2007. évi CXL. törvény a tőkeegyesítő társaságok határokon átnyúló egyesüléséről
- 2007. évi CXLI. törvény a felsőoktatásról szóló 2005. évi CXXXIX. törvény módosításáról
- 2007. évi CXLII. törvény egyes iparjogvédelmi törvények módosításáról
- 2007. évi CXLIII. törvény az Országos Rádió és Televízió Testület 2006. évi költségvetésének végrehajtásáról
- 2007. évi CXLIV. törvény az Európa Tanács keretében 2001. november 8-án létrejött, az audiovizuális örökség védelméről szóló Európai Egyezmény kihirdetéséről
- 2007. évi CXLV. törvény az állampolgári jogok országgyűlési biztosáról szóló 1993. évi LIX. törvény módosításáról
- 2007. évi CXLVI. törvény a Magyar Köztársaság 2008. évi költségvetését megalapozó egyes törvények módosításáról
- 2007. évi CXLVII. törvény a mértéktelen sérülést okozónak vagy megkülönböztetés nélkül hatónak tekinthető egyes hagyományos fegyverek alkalmazásának betiltásáról, illetőleg korlátozásáról szóló, Genfben, 1980. október hó 15. napján kelt Egyezmény 1. cikke, Genfben, 2001. december 21-én elfogadott módosításának kihirdetéséről
- 2007. évi CXLVIII. törvény a Magyar Köztársaság Kormánya és az Amerikai Egyesült Államok Kormánya közötti ingatlancseréről szóló megállapodás kihirdetéséről
- 2007. évi CXLIX. törvény a Tisza-völgy árvízi biztonságának növelését, valamint az érintett térség terület- és vidékfejlesztését szolgáló program (a Vásárhelyi-terv továbbfejlesztése) közérdekűségéről és megvalósításáról szóló 2004. évi LXVII. törvény, valamint a vízgazdálkodásról szóló 1995. évi LVII. törvény módosításáról
- 2007. évi CL. törvény a helyi önkormányzatok címzett és céltámogatási rendszeréről szóló 1992. évi LXXXIX. törvény módosításáról
- 2007. évi CLI. törvény a jogi segítségnyújtással kapcsolatos egyes törvények módosításáról
- 2007. évi CLII. törvény egyes vagyonnyilatkozat-tételi kötelezettségekről
- 2007. évi CLIII. törvény a Magyar Köztársaság Kormánya és Ukrajna Miniszteri Kabinetje között a kishatárforgalom szabályozásáról szóló Egyezmény kihirdetéséről
- 2007. évi CLIV. törvény a műsorterjesztés és digitális átállás szabályairól szóló 2007. évi LXXIV. törvény, valamint a rádiózásról és televíziózásról szóló 1996. évi I. törvény módosításáról
- 2007. évi CLV. törvény a hegyközségekről szóló 1994. évi CII. törvény, valamint a szőlőtermesztésről és a borgazdálkodásról szóló 2004. évi XVIII. törvény módosításáról
- 2007. évi CLVI. törvény a társadalombiztosítási nyugellátásról szóló 1997. évi LXXXI. törvény módosításáról
- 2007. évi CLVII. törvény az Országos Rádió és Televízió Testület 2008. évi költségvetéséről
- 2007. évi CLVIII. törvény a nemzeti és etnikai kisebbségek jogairól szóló 1993. évi LXXVII. törvény és a kisebbségi önkormányzati képviselők választásáról, valamint a nemzeti és etnikai kisebbségekre vonatkozó egyes törvények módosításáról szóló 2005. évi CXIV. törvény módosításáról
- 2007. évi CLIX. törvény a viszontbiztosítókról
- 2007. évi CLX. törvény a szabálysértésekről szóló 1999. évi LXIX. törvény módosításáról
- 2007. évi CLXI. törvény a munkavédelemről szóló 1993. évi XCIII. törvény módosításáról
- 2007. évi CLXII. törvény az egyes büntetőjogi tárgyú törvények módosításáról
- 2007. évi CLXIII. törvény a büntető ügyekben alkalmazható közvetítői tevékenységgel összefüggésben egyes törvények módosításáról
- 2007. évi CLXIV. törvény a Londonban, 2001. október 5-én kelt, a hajókon alkalmazott ártalmas antivegetatív bevonatrendszerek ellenőrzéséről szóló 2001. évi nemzetközi egyezmény kihirdetéséről
- 2007. évi CLXV. törvény a Londonban, 2001. március 23-án kelt, a bunkerolaj-szennyezéssel okozott károkkal kapcsolatos polgári jogi felelősségről szóló 2001. évi nemzetközi egyezmény kihirdetéséről
- 2007. évi CLXVI. törvény a bírák jogállásáról és javadalmazásáról szóló 1997. évi LXVII. törvény, valamint a bíróságok szervezetéről és igazgatásáról szóló 1997. évi LXVI. törvény módosításáról
- 2007. évi CLXVII. törvény a Magyar Köztársaság Alkotmányáról szóló 1949. évi XX. törvény módosításáról
- 2007. évi CLXVIII. törvény az Európai Unióról szóló szerződés és az Európai Közösséget létrehozó szerződés módosításáról szóló lisszaboni szerződés kihirdetéséről
- 2007. évi CLXIX. törvény a Magyar Köztársaság 2008. évi költségvetéséről
- 2007. évi CLXX. törvény a Magyar Honvédség hivatásos és szerződéses állományú katonáinak jogállásáról szóló 2001. évi XCV. törvény módosításáról, valamint egyes törvényeknek az egészségkárosodás mértékére vonatkozó új minősítési rendszer és a rehabilitációs járadék bevezetésével összefüggő módosításáról
- 2007. évi CLXXI. törvény a Rendőrségről szóló 1994. évi XXXIV. törvény módosításáról
- 2007. évi CLXXII. törvény a választási eljárásról szóló 1997. évi C. törvény, valamint az országos népszavazásról és népi kezdeményezésről szóló 1998. évi III. törvény módosításáról
- 2007. évi CLXXIII. törvény a közúti közlekedési előéleti pontrendszerről szóló 2000. évi CXXVIII. törvény módosításáról
- 2007. évi CLXXIV. törvény az elektronikus hírközlésről szóló 2003. évi C. törvény módosításáról
- 2007. évi CLXXV. törvény az egyes közlekedési tárgyú törvények módosításáról
- 2007. évi CLXXVI. törvény a Magyar Köztársaság Kormánya és az Észt Köztársaság Kormánya között az egymás nevében a vízumok kiadásában, valamint a biometrikus adatok gyűjtésében diplomáciai és konzuli képviseleteik útján történő kölcsönös eljárásról szóló Megállapodás kihirdetéséről
- 2007. évi CLXXVII. törvény a Magyar Köztársaság Kormánya és a Lett Köztársaság Kormánya között az egymás nevében a vízumok kiadásában, valamint a biometrikus adatok gyűjtésében diplomáciai és konzuli képviseleteik útján történő kölcsönös eljárásról szóló Megállapodás kihirdetéséről
- 2007. évi CLXXVIII. törvény a Magyar Köztársaság Kormánya és a Litván Köztársaság Kormánya között az egymás nevében a vízumok kiadásában, valamint a biometrikus adatok gyűjtésében diplomáciai és konzuli képviseleteik útján történő kölcsönös eljárásról szóló Megállapodás kihirdetéséről
- 2007. évi CLXXIX. törvény egyes munkaügyi tárgyú törvények módosításáról
- 2007. évi CLXXX. törvény az Európai Unió által elrendelt pénzügyi és vagyoni korlátozó intézkedések végrehajtásáról, valamint ehhez kapcsolódóan egyes törvények módosításáról
- 2007. évi CLXXXI. törvény a közpénzekből nyújtott támogatások átláthatóságáról
- 2007. évi CLXXXII. törvény az egyes önkormányzatokat érintő törvények módosításáról
- 2007. évi CLXXXIII. törvény a büntetőeljárásról szóló 1998. évi XIX. törvény és más törvények módosításáról
- 2007. évi CLXXXIV. törvény a bejegyzett élettársi kapcsolatról

### Kormányrendeletek (410)

#### Január (1−8)
- 1/2007. (I. 9.) Korm. rendelet az oktatásügyi közvetítői szolgálat, a könyvtári intézet, a közművelődési szakmai tanácsadó és szolgáltató szerv és a műbíráló szerv kijelöléséről
- 2/2007. (I. 18.) Korm. rendelet az "Ipari Park" címről és az ipari parkok fejlesztését szolgáló rendszer működéséről szóló 186/2005. (IX. 13.) Korm. rendelet módosításáról
- 3/2007. (I. 18.) Korm. rendelet az űrkutatással és űrtevékenységgel kapcsolatos kormányzati feladatokról szóló 300/2005. (XII. 23.) Korm. rendelet módosításáról
- 4/2007. (I. 22.) Korm. rendelet egyes, az egészségügyet érintő kormányrendeleteknek a vizitdíj és a kórházi napidíj bevezetésével kapcsolatos módosításáról
- 5/2007. (I. 24.) Korm. rendelet az Eximbank által folyósítható kötött segélyhitelek feltételeiről és a segélyhitelnyújtás részletes szabályairól szóló 232/2003. (XII. 16.) Korm. rendelet módosításáról
- 6/2007. (I. 24.) Korm. rendelet a kincstári vagyonnal való gazdálkodásról szóló 58/2005. (IV. 4.) Korm. rendelet módosításáról
- 7/2007. (I. 25.) Korm. rendelet az egészségügyi szolgáltatások Egészségbiztosítási Alapból történő finanszírozásának részletes szabályairól szóló 43/1999. (III. 3.) Korm. rendelet módosításáról
- 8/2007. (I. 30.) Korm. rendelet a térítési díj ellenében igénybe vehető egyes egészségügyi szolgáltatások térítési díjáról szóló 284/1997. (XII. 23.) Korm. rendeletet módosító 320/2006. (XII. 23.) Korm. rendelet kiegészítéséről

#### Február (9−31)
- 9/2007. (II. 6.) Korm. rendelet egyes szociális tárgyú kormányrendeletek módosításáról
- 10/2007. (II. 6.) Korm. rendelet az egészségügyi szolgáltatások Egészségbiztosítási Alapból történő finanszírozásának részletes szabályairól szóló 43/1999. (III. 3.) Korm. rendelet módosításáról
- 11/2007. (II. 6.) Korm. rendelet a környezetvédelmi, természetvédelmi, vízügyi hatósági és igazgatási feladatokat ellátó szervek kijelöléséről szóló 347/2006. (XII. 23.) Korm. rendelet módosításáról
- 12/2007. (II. 6.) Korm. rendelet a decentralizált helyi önkormányzati fejlesztési támogatási programok előirányzatai, valamint a vis maior tartalék felhasználásának részletes szabályairól
- 13/2007. (II. 6.) Korm. rendelet a 2007. évi központi költségvetés céltartaléka terhére a központi költségvetési szervek létszámcsökkentési kiadásainak támogatásáról
- 14/2007. (II. 13.) Korm. rendelet a közmunkaprogramok támogatási rendjéről szóló 49/1999. (III. 26.) Korm. rendelet módosításáról
- 15/2007. (II. 13.) Korm. rendelet a "Pályamódosító hitelprogram" keretében nyújtott hitel igénybevételének feltételeiről szóló 212/2006. (X. 27.) Korm. rendelet módosításáról
- 16/2007. (II. 13.) Korm. rendelet a vizitdíjjal és a kórházi napidíjjal kapcsolatos egyes kérdésekről
- 17/2007. (II. 13.) Korm. rendelet a minőségi és hatékony gyógyszerrendelés ösztönzéséről
- 18/2007. (II. 20.) Korm. rendelet a transzeurópai közúthálózatnak a Magyar Köztársaság területén lévő alagútjaira vonatkozó biztonsági minimumkövetelményekről
- 19/2007. (II. 20.) Korm. rendelet egyes egészségügyi tárgyú kormányrendeletek módosításáról
- 20/2007. (II. 20.) Korm. rendelet az utazásszervező és -közvetítő tevékenységről szóló 213/1996. (XII. 23.) Korm. rendelet módosításáról
- 21/2007. (II. 21.) Korm. rendelet a Magyar Köztársaság és a Koreai Köztársaság közötti, a szociális biztonságról szóló Egyezmény végrehajtására szolgáló, 2007. február 16-án aláírt Igazgatási Megállapodás kihirdetéséről
- 22/2007. (II. 28.) Korm. rendelet a Magyar Köztársaság Kormánya és a Szlovák Köztársaság Kormánya között a Szlovák Köztársaság államterületén található földterületeknek a magyar Salgótarján-Somoskőújfalu település által épített szennyvízcsatorna üzemeltetésére és karbantartására történő ideiglenes igénybevételéről szóló Megállapodás kihirdetéséről
- 23/2007. (II. 28.) Korm. rendelet a közszolgálati műsorszolgáltatók 2007. évi létszámcsökkentésének költségvetési támogatásáról
- 24/2007. (II. 28.) Korm. rendelet a hosszú távú kötelezettségek vállalásának egyes szabályairól
- 25/2007. (II. 28.) Korm. rendelet a közbiztonságra különösen veszélyes eszközökről szóló 175/2003. (X. 28.) Korm. rendelet módosításáról
- 26/2007. (II. 28.) Korm. rendelet haditechnikai eszközök és szolgáltatások kivitelének, behozatalának, transzferjének és tranzitjának engedélyezéséről szóló 16/2004. (II. 6.) Korm. rendelet módosításáról
- 27/2007. (II. 28.) Korm. rendelet a tulajdonviszonyok rendezése érdekében, az állam által az állampolgárok tulajdonában igazságtalanul okozott károk részleges kárpótlásáról szóló 1991. évi XXV. törvény végrehajtásáról szóló 104/1991. (VIII. 3.) Korm. rendelet és az egyes értékpapírok előállításának, kezelésének és fizikai megsemmisítésének biztonsági szabályairól szóló 98/1995. (VIII. 24.) Korm. rendelet módosításáról
- 28/2007. (II. 28.) Korm. rendelet a társadalombiztosítás ellátásaira és a magánnyugdíjra jogosultakról, valamint e szolgáltatások fedezetéről szóló 1997. évi LXXX. törvény végrehajtásáról szóló 195/1997. (XI. 5.) Korm. rendelet módosításáról
- 29/2007. (II. 28.) Korm. rendelet a helyi önkormányzatok címzett és céltámogatása felhasználásának részletes szabályairól szóló 19/2005. (II. 11.) Korm. rendelet módosításáról
- 30/2007. (II. 28.) Korm. rendelet az Európai Unió strukturális alapjaiból és Kohéziós Alapjából származó támogatások hazai felhasználásáért felelős intézményekről szóló 1/2004. (I. 5.) Korm. rendelet módosításáról
- 31/2007. (II. 28.) Korm. rendelet a területfejlesztéssel és a területrendezéssel kapcsolatos információs rendszerről és a kötelező adatközlés szabályairól

#### Március (32−63)
- 32/2007. (III. 6.) Korm. rendelet az egyes szabálysértésekről szóló 218/1999. (XII. 28.) Korm. rendelet módosításáról
- 33/2007. (III. 7.) Korm. rendelet doktori iskola létesítésének eljárási rendjéről és a doktori fokozat megszerzésének feltételeiről
- 34/2007. (III. 7.) Korm. rendelet a helyi önkormányzatok által 2002-2005. években jogtalanul igénybe vett közműfejlesztési támogatás visszafizetésének ütemezéséről
- 35/2007. (III. 7.) Korm. rendelet a kötelező egészségbiztosítás ellátásairól szóló 1997. évi LXXXIII. törvény végrehajtásáról szóló 217/1997. (XII. 1.) Korm. rendelet és az egészségügyi szolgáltatások Egészségbiztosítási Alapból történő finanszírozásának részletes szabályairól szóló 43/1999. (III. 3.) Korm. rendelet módosításáról
- 36/2007. (III. 7.) Korm. rendelet a közalkalmazottakról szóló 1992. évi XXXIII. törvény végrehajtásáról a közoktatási intézményekben tárgyú 138/1992. (X. 8.) Korm. rendelet módosításáról
- 37/2007. (III. 7.) Korm. rendelet a villamos energia határon keresztül történő szállításának szabályozásáról szóló 182/2002. (VIII. 23.) Korm. rendelet módosításáról
- 38/2007. (III. 7.) Korm. rendelet az Útravaló Ösztöndíjprogramról szóló 152/2005. (VIII. 2.) Korm. rendelet módosításáról
- 39/2007. (III. 13.) Korm. rendelet a környezetvédelmi, természetvédelmi, vízügyi hatósági és igazgatási feladatokat ellátó szervek kijelöléséről szóló 347/2006. (XII. 23.) Korm. rendelet módosításáról
- 40/2007. (III. 13.) Korm. rendelet az állam által vállalt kezesség előkészítésének és a kezesség beváltásának eljárási rendjéről szóló 110/2006. (V. 5.) Korm. rendelet módosításáról
- 41/2007. (III. 13.) Korm. rendelet az egészségügyi ellátórendszer fejlesztéséről szóló 2006. évi CXXXII. törvény végrehajtásával kapcsolatos egyes finanszírozási, szerződéskötési és eljárási kérdésekről
- 42/2007. (III. 13.) Korm. rendelet a gyümölcsös ültetvények, valamint a gyümölcsös ültetvény méretet el nem érő, gyümölcsfával betelepített területek 2007. évi összeírásának végrehajtásáról
- 43/2007. (III. 14.) Korm. rendelet a Magyar Köztársaság Kormánya és a Moldovai Köztársaság Kormánya közötti nemzetközi fejlesztési együttműködésről szóló Megállapodás kihirdetéséről
- 44/2007. (III. 14.) Korm. rendelet a földgázellátásról szóló 2003. évi XLII. törvény egyes rendelkezéseinek végrehajtásáról szóló 111/2003. (VII. 29.) Korm. rendelet módosításáról
- '45/2007. (III. 20.) Korm. rendelet az egészségügyben dolgozók alap- és működési nyilvántartásának vezetéséről
- 46/2007. (III. 20.) Korm. rendelet a magánszemélyek közműfejlesztési támogatásáról szóló 262/2004. (IX. 23.) Korm. rendelet módosításáról
- 47/2007. (III. 20.) Korm. rendelet az üvegházhatású gázoknak a Magyar Állam kincstári vagyonába tartozó kibocsátási egységeivel való rendelkezés részletes szabályairól szóló 109/2006. (V. 5.) Korm. rendelet módosításáról
- 48/2007. (III. 20.) Korm. rendelet a temetőkről és a temetkezésről szóló 1999. évi XLIII. törvény végrehajtásáról szóló 145/1999. (X. 1.) Korm. rendelet módosításáról
- 49/2007. (III. 26.) Korm. rendelet a 2007-2013 programozási időszakban az Európai Regionális Fejlesztési Alap, valamint az Előcsatlakozási Támogatási Eszköz és az Európai Szomszédsági és Partnerségi Eszköz pénzügyi alapok egyes, a területi együttműködéshez kapcsolódó programjaiból származó támogatások hazai felhasználásának intézményeiről
- 50/2007. (III. 26.) Korm. rendelet az egészségügyi szolgáltatások Egészségbiztosítási Alapból történő finanszírozásának részletes szabályairól szóló 43/1999. (III. 3.) Korm. rendelet
- 51/2007. (III. 26.) Korm. rendelet a felsőoktatásban részt vevő hallgatók juttatásairól és az általuk fizetendő egyes térítésekrőlmódosításáról
- 52/2007. (III. 26.) Korm. rendelet a gazdálkodó szervezetek részére nyújtott 2007. évi egyedi termelési támogatásokról, költségtérítésekről
- 53/2007. (III. 28.) Korm. rendelet az egyes foglalkoztatási és szociális tárgyú kormányrendeletek módosításáról
- 54/2007. (III. 28.) Korm. rendelet a közúti közlekedési szolgáltatásokról és a közúti járművek üzemben tartásáról szóló 89/1988. (XII. 20.) MT rendelet módosításáról
- 55/2007. (III. 28.) Korm. rendelet a Fogyatékos Gyermekek, Tanulók Felzárkóztatásáért Országos Közalapítvánnyal kapcsolatos kormányrendeletek hatályon kívül helyezéséről
- 56/2007. (III. 29.) Korm. rendelet a közbiztonságra különösen veszélyes eszközökről szóló 175/2003. (X. 28.) Korm. rendelet módosításáról szóló 25/2007. (II. 28.) Korm. rendelet módosításáról
- 57/2007. (III. 31.) Korm. rendelet a közúti árufuvarozáshoz és személyszállításhoz kapcsolódó egyes rendelkezések megsértése esetén kiszabható bírságok összegéről
- 58/2007. (III. 31.) Korm. rendelet a közúti közlekedés szabályairól szóló 1/1975. (II. 5.) KPM-BM együttes rendelet módosításáról
- 59/2007. (III. 31.) Korm. rendelet az egyes szabálysértésekről szóló 218/1999. (XII. 28.) Korm. rendelet módosításáról
- 60/2007. (III. 31.) Korm. rendelet a veszélyes áruk közúti szállításának ellenőrzésére vonatkozó egységes eljárásról szóló 1/2002. (I. 11.) Korm. rendelet módosításáról
- 61/2007. (III. 31.) Korm. rendelet a katonai szabványosítás sajátos szabályairól
- 62/2007. (III. 31.) Korm. rendelet az állami közlekedésbiztonsági szerv kijelöléséről
- 63/2007. (III. 31.) Korm. rendelet egyes egészségügyi tárgyú kormányrendeletek módosításáról és az álláskeresési támogatásban részesülők vizitdíj-kompenzációjáról

#### Április (64−93)
- 64/2007. (IV. 3.) Korm. rendelet a száz százalékban állami, illetve helyi önkormányzati tulajdonú közhasznú vagy gazdasági társasági formában működő aktív fekvőbeteg szakellátást biztosító egészségügyi szolgáltatók 2007. évi létszámcsökkentésének költségvetési támogatásáról
- 65/2007. (IV. 3.) Korm. rendelet az államtitkot vagy szolgálati titkot, illetőleg alapvető biztonsági, nemzetbiztonsági érdeket érintő vagy különleges biztonsági intézkedést igénylő beszerzések sajátos szabályairól szóló 143/2004. (IV. 29.) Korm. rendelet módosításáról
- 66/2007. (IV. 4.) Korm. rendelet a közúti szállítást végző egyes járművek személyzete vezetési és pihenőidejének ellenőrzéséről
- 67/2007. (IV. 11.) Korm. rendelet a költségvetési szervek belső ellenőrzéséről szóló 193/2003. (XI. 26.) Korm. rendelet módosításáról
- 68/2007. (IV. 11.) Korm. rendelet a társadalombiztosítás ellátásaira és a magánnyugdíjra jogosultakról, valamint e szolgáltatások fedezetéről szóló 1997. évi LXXX. törvény végrehajtásáról szóló 195/1997. (XI. 5.) Korm. rendelet módosításáról
- 69/2007. (IV. 13.) Korm. rendelet az építésügyi és az építésfelügyeleti hatóságok kijelöléséről és működési feltételeiről szóló 343/2006. (XII. 23.) Korm. rendelet módosításáról
- 70/2007. (IV. 14.) Korm. rendelet egyes munkavédelmi tárgyú kormányrendeletek módosításáról
- 71/2007. (IV. 14.) Korm. rendelet a fás szárú energetikai ültetvényekről
- 72/2007. (IV. 17.) Korm. rendelet a környezetvédelmi és vízügyi hatósági eljárás során felmerülő egyéb eljárási költségekről
- 73/2007. (IV. 17.) Korm. rendelet az átállási költségek meghatározásának és kezelésének részletes szabályairól szóló 183/2002. (VIII. 23.) Korm. rendelet módosításáról
- 74/2007. (IV. 17.) Korm. rendelet a polgári nemzetbiztonsági szolgálatok költségvetése tervezésének, pénzellátásának, előirányzat-felhasználásának, kincstári gazdálkodásának és nyilvántartásának egyes szabályairól szóló 32/2004. (III. 2.) Korm. rendelet módosításáról
- 75/2007. (IV. 17.) Korm. rendelet az Állami Foglalkoztatási Szolgálatról szóló 291/2006. (XII. 23.) Korm. rendelet módosításáról
- 76/2007. (IV. 19.) Korm. rendelet a Nemzetközi Vasúti Árufuvarozásról szóló Megállapodás (SzMGSz) 2006. évi módosításainak és kiegészítéseinek kihirdetéséről
- 77/2007. (IV. 19.) Korm. rendelet az Európai Közösség és tagállamai, valamint a Koreai Köztársaság között a polgári globális navigációs műholdrendszerről (GNSS) szóló Együttműködési Megállapodás kihirdetéséről
- 78/2007. (IV. 24.) Korm. rendelet a környezeti alapnyilvántartásról
- 79/2007. (IV. 24.) Korm. rendelet a tűzvédelmi hatósági feladatokat ellátó szervezetekről és a tűzvédelmi hatósági tevékenység részletes szabályairól
- 80/2007. (IV. 25.) Korm. rendelet a Magyar Köztársaság Kormánya és Ukrajna Miniszterek Kabinetje között a gazdasági együttműködésről szóló megállapodás kihirdetéséről
- 81/2007. (IV. 25.) Korm. rendelet a vizek mezőgazdasági eredetű nitrátszennyezéssel szembeni védelméről szóló 27/2006. (II. 7.) Korm. rendelet módosításáról
- 82/2007. (IV. 25.) Korm. rendelet az Európai Mezőgazdasági Vidékfejlesztési Alapból, az Európai Halászati Alapból, valamint az Európai Mezőgazdasági Garancia Alapból támogatott programok és intézkedések pénzügyi, számviteli és ellenőrzési rendszerek kialakításáról, lebonyolításának rendjéről
- 83/2007. (IV. 25.) Korm. rendelet a számhordozhatóság szabályairól szóló 46/2004. (III. 18.) Korm. rendelet, az elektronikus hírközlési hálózatok azonosítóinak nemzeti felosztási tervéről szóló 164/2005. (VIII. 16.) Korm. rendelet és az elektronikus hírközlő hálózatok azonosítóival kapcsolatos gazdálkodás rendjéről szóló 184/2005. (IX. 13.) Korm. rendelet módosításáról
- 84/2007. (IV. 25.) Korm. rendelet a Központi Elektronikus Szolgáltató Rendszer és a kapcsolódó rendszerek biztonsági követelményeiről
- 85/2007. (IV. 25.) Korm. rendelet a közforgalmú személyszállítási utazási kedvezményekről
- 86/2007. (IV. 25.) Korm. rendelet a Vám- és Pénzügyőrség szervezetéről, valamint egyes szervek kijelöléséről szóló 314/2006. (XII. 23.) Korm. rendelet módosításáról
- 87/2007. (IV. 25.) Korm. rendelet az egészségügyi struktúraváltásból fakadó önkormányzati kötelezettségek támogatása igénylésének, döntési rendszerének, folyósításának, elszámolásának és ellenőrzésének részletes szabályairól
- 88/2007. (IV. 26.) Korm. rendelet a doppingellenes tevékenység szabályairól szóló 55/2004. (III. 31.) Korm. rendelet módosításáról
- 89/2007. (IV. 26.) Korm. rendelet a budapesti 4-es metróvonal Kelenföldi pályaudvar-Bosnyák tér közötti szakasza megvalósításával összefüggő közigazgatási hatósági ügyek kiemelt jelentőségű üggyé nyilvánításáról
- 90/2007. (IV. 26.) Korm. rendelet a környezetkárosodás megelőzésének és elhárításának rendjéről
- 91/2007. (IV. 26.) Korm. rendelet a természetben okozott károsodás mértékének megállapításáról, valamint a kármentesítés szabályairól
- 92/2007. (IV. 26.) Korm. rendelet a felszín alatti vizek védelméről szóló 219/2004. (VII. 21.) Korm. rendelet módosításáról
- 93/2007. (IV. 26.) Korm. rendelet a felszíni vizek minősége védelmének szabályairól szóló 220/2004. (VII. 21.) Korm. rendelet módosításáról

#### Május (94−125)
- 94/2007. (V. 3.) Korm. rendelet az Európai Unió által nyújtott egyes pénzügyi támogatások felhasználásával megvalósuló, és egyes nemzetközi megállapodások alapján finanszírozott programok monitoring rendszerének kialakításáról és működéséről szóló 102/2006. (IV. 28.) Korm. rendelet módosításáról
- 95/2007. (V. 3.) Korm. rendelet a 2007. évi központi költségvetés céltartaléka terhére a központi költségvetési szervek létszámcsökkentési kiadásainak támogatásáról szóló 13/2007. (II. 6.) Korm. rendelet módosításáról
- 96/2007. (V. 3.) Korm. rendelet az áruk, szolgáltatások és anyagi értéket képviselő jogok országhatárt, illetve vámhatárt átlépő kereskedelméről szóló 110/2004. (IV. 28.) Korm. rendelet módosításáról
- 97/2007. (V. 3.) Korm. rendelet egyes egészségügyet érintő kormányrendeletek módosításáról
- 98/2007. (V. 4.) Korm. rendelet a Magyar Köztársaság Kormánya és a Bosznia-Hercegovina Minisztertanácsa közötti gazdasági együttműködésről szóló megállapodás kihirdetéséről
- 99/2007. (V. 8.) Korm. rendelet a sportbeli dopping elleni nemzetközi egyezmény kihirdetéséről
- 100/2007. (V. 8.) Korm. rendelet a felsőoktatási intézmények képzési és fenntartási normatíva alapján történő finanszírozásáról
- 101/2007. (V. 8.) Korm. rendelet a Deák Ferenc Ösztöndíjról
- 102/2007. (V. 9.) Korm. rendelet az önkormányzat által szervezett közcélú foglalkoztatás 2007. évi előirányzatának módosítási rendjéről és a többlettámogatás igényléséről, továbbá a pénzbeli és természetbeni szociális ellátások igénylésének és megállapításának, valamint folyósításának részletes szabályairól szóló 63/2006. (III. 27.) Korm. rendelet módosításáról
- 103/2007. (V. 9.) Korm. rendelet a terület- és régiófejlesztési célelőirányzat felhasználásának részletes szabályairól szóló 90/2004. (IV. 25.) Korm. rendelet módosításáról
- 104/2007. (V. 9.) Korm. rendelet a Nemzeti Fejlesztési Terv operatív programjai és az EQUAL Közösségi Kezdeményezés Program esetében alkalmazandó biztosítékokkal kapcsolatos szabályokról szóló 54/2005. (III. 26.) Korm. rendelet módosításáról
- 105/2007. (V. 9.) Korm. rendelet a 2007-2013 programozási időszakban az Európai Regionális Fejlesztési Alapból, az Európai Szociális Alapból és a Kohéziós Alapból származó támogatások felhasználásának alapvető szabályairól és felelős intézményeiről szóló 255/2006. (XII. 8.) Korm. rendelet módosításáról
- 106/2007. (V. 9.) Korm. rendelet a környezetvédelmi, természetvédelmi, vízügyi hatósági és igazgatási feladatokat ellátó szervek kijelöléséről szóló 347/2006. (XII. 23.) Korm. rendelet módosításáról
- 107/2007. (V. 9.) Korm. rendelet az egyes fluortartalmú üvegházhatású gázokkal kapcsolatos tevékenységekre vonatkozó bírságról
- 108/2007. (V. 9.) Korm. rendelet a kettős felhasználású termékek és technológiák külkereskedelmi forgalmának engedélyezéséről szóló 50/2004. (III. 23.) Korm. rendelet módosításáról
- 109/2007. (V. 15.) Korm. rendelet az egységes digitális rádió-távközlő rendszerről
- 110/2007. (V. 23.) Korm. rendelet a hajózási hatóságok feladat- és hatásköréről, valamint illetékességéről szóló 237/2002. (XI. 8.) Korm. rendelet módosításáról
- 111/2007. (V. 23.) Korm. rendelet a száz százalékban állami, illetve helyi önkormányzati tulajdonú közhasznú vagy gazdasági társasági formában működő aktív fekvőbeteg szakellátást biztosító egészségügyi szolgáltatók 2007. évi létszámcsökkentésének költségvetési támogatásáról szóló 64/2007. (IV. 3.) Korm. rendelet módosításáról
- 112/2007. (V. 24.) Korm. rendelet a hosszú távú kötelezettségek vállalásának egyes szabályairól szóló 24/2007. (II. 28.) Korm. rendelet módosításáról
- 113/2007. (V. 24.) Korm. rendelet a szabad mozgás és tartózkodás jogával rendelkező személyek beutazásáról és tartózkodásáról szóló 2007. évi I. törvény végrehajtásáról
- 114/2007. (V. 24.) Korm. rendelet a harmadik országbeli állampolgárok beutazásáról és tartózkodásáról szóló 2007. évi II. törvény végrehajtásáról
- 115/2007. (V. 24.) Korm. rendelet a szabad mozgás és tartózkodás jogával rendelkező személyek beutazásáról és tartózkodásáról szóló 2007. évi I. törvénnyel, valamint a harmadik országbeli állampolgárok beutazásáról és tartózkodásáról szóló 2007. évi II. törvénnyel összefüggő egyes kormányrendeletek módosításáról
- 116/2007. (V. 24.) Korm. rendelet a magyar állampolgárságról szóló 1993. évi LV. törvény végrehajtásáról szóló 125/1993. (IX. 22.) Korm. rendelet módosításáról
- 117/2007. (V. 31.) Korm. rendelet az Észak-atlanti Szerződés Szervezete Biztonsági Beruházási Programja keretében kiírásra kerülő pályázatokon való részvételi jogosultság feltételeiről, a jogosultság megszerzésével kapcsolatos eljárás szabályairól és az eljáró szervezetről szóló 164/2002. (VIII. 2.) Korm. rendelet módosításáról
- 118/2007. (V. 31.) Korm. rendelet az Európai Közösség tagállamai közötti adóbehajtási jogsegély részletes szabályairól szóló 7/2004. (I. 22.) Korm. rendelet módosításáról
- 119/2007. (V. 31.) Korm. rendelet az Adó- és Pénzügyi Ellenőrzési Hivatalról szóló 273/2006. (XII. 23.) Korm. rendelet módosításáról
- 120/2007. (V. 31.) Korm. rendelet a kötelező egészségbiztosítás ellátásairól szóló 1997. évi LXXXIII. törvény végrehajtásáról szóló 217/1997. (XII. 1.) Korm. rendelet és az egészségügyi szolgáltatások Egészségbiztosítási Alapból történő finanszírozásának részletes szabályairól szóló 43/1999. (III. 3.) Korm. rendelet módosításáról
- 121/2007. (V. 31.) Korm. rendelet a kiemelt építésügyi igazgatási ügyekben eljáró hatóságok illetékességi területéről, a kijelölési eljárásról, valamint a szakmai feltételekről szóló 220/1997. (XII. 5.) Korm. rendelet, valamint az építésügyi és az építésfelügyeleti hatóságok kijelöléséről és működési feltételeiről szóló 343/2006. (XII. 23.) Korm. rendelet módosításáról
- 122/2007. (V. 31.) Korm. rendelet a közbeszerzési és tervpályázati hirdetmények elektronikus megküldésével kapcsolatos egyes jogszabályok módosításáról
- 123/2007. (V. 31.) Korm. rendelet a felnőttképzési normatív támogatás részletes szabályairól
- 124/2007. (V. 31.) Korm. rendelet a mezőgazdasági termékek és az élelmiszerek földrajzi árujelzőinek oltalmára és a termékek ellenőrzésére vonatkozó részletes szabályokról
- 125/2007. (V. 31.) Korm. rendelet az államháztartás működési rendjéről szóló 217/1998. (XII. 30.) Korm. rendelet módosításáról

#### Június  (126−175)
- 126/2007. (VI. 1.) Korm. rendelet a települési önkormányzat részére szociális nyári gyermekétkeztetés céljából nyújtott támogatás igénylésének, folyósításának és elszámolásának részletes szabályairól, valamint egyes kormányrendeleteknek a közforgalmú személyszállítási utazási kedvezményre való jogosultság igazolásával összefüggő módosításáról, továbbá a társadalombiztosítás ellátásaira és a magánnyugdíjra jogosultakról, valamint e szolgáltatások fedezetéről szóló 1997. évi LXXX. törvény végrehajtásáról szóló 195/1997. (XI. 5.) Korm. rendelet módosításáról
- 127/2007. (VI. 8.) Korm. rendelet a Magyar Köztársaság Kormánya és az Etióp Demokratikus Szövetségi Köztársaság Kormánya között a fejlesztési együttműködésről szóló, Addis Abebában, 2005. június 28-án aláírt Megállapodás szövegének kihirdetéséről
- 128/2007. (VI. 8.) Korm. rendelet a telepengedély alapján gyakorolható ipari és szolgáltató tevékenységekről, valamint a telepengedélyezés rendjéről szóló 80/1999. (VI. 11.) Korm. rendelet módosításáról
- 129/2007. (VI. 8.) Korm. rendelet az egyes szabálysértésekről szóló 218/1999. (XII. 28.) Korm. rendelet módosításáról
- 130/2007. (VI. 12.) Korm. rendelet a magyar igazolvány és a magyar hozzátartozói igazolvány kiadásával kapcsolatos eljárásról szóló 318/2001. (XII. 29.) Korm. rendelet módosításáról
- 131/2007. (VI. 12.) Korm. rendelet a szomszédos államokban élő magyarokról szóló 2001. évi LXII. törvény pedagógusokat és oktatókat érintő rendelkezéseinek végrehajtásáról szóló 206/2003. (XII. 10.) Korm. rendelet módosításáról
- 132/2007. (VI. 12.) Korm. rendelet a szomszédos államokban élő magyarokról szóló 2001. évi LXII. törvény hatálya alá tartozó személyek diákkedvezményeiről szóló 319/2001. (XII. 29.) Korm. rendelet módosításáról
- 133/2007. (VI. 13.) Korm. rendelet az üzletek működésének rendjéről, valamint az egyes üzlet nélkül folytatható kereskedelmi tevékenységek végzésének feltételeiről
- 134/2007. (VI. 13.) Korm. rendelet a gépjármű üzemben tartójának kötelező felelősségbiztosításáról szóló 190/2004. (VI. 8.) Korm. rendelet módosításáról
- 135/2007. (VI. 13.) Korm. rendelet az életüktől és szabadságuktól politikai okból jogtalanul megfosztottak kárpótlásáról szóló 1992. évi XXXII. törvény végrehajtásáról
- 136/2007. (VI. 13.) Korm. rendelet a falusi és agroturisztikai szolgáltató tevékenységről
- 137/2007. (VI. 15.) Korm. rendelet az egészségügyi ellátórendszer fejlesztéséről szóló 2006. évi CXXXII. törvény végrehajtásával kapcsolatos egyes finanszírozási, szerződéskötési és eljárási kérdésekről szóló 41/2007. (III. 13.) Korm. rendelet módosításáról
- 138/2007. (VI. 18.) Korm. rendelet az egységes élelmiszer-biztonsági szervezetalakítással összefüggő kormányrendeletek módosításáról
- 139/2007. (VI. 18.) Korm. rendelet a tűzvédelemmel kapcsolatos piacfelügyeleti hatósági feladatokat ellátó szerv kijelöléséről
- 140/2007. (VI. 18.) Korm. rendelet a tűzvédelmi bírságnak, valamint a biztosítók tűzvédelmi hozzájárulásának a központi költségvetésbe történő befizetése és elszámolása rendjéről, valamint felhasználásának és ellenőrzésének módjáról szóló 180/1998. (XI. 6.) Korm. rendelet módosításáról
- 141/2007. (VI. 20.) Korm. rendelet egyes géntechnológiai tárgyú kormányrendeletek módosításáról
- 142/2007. (VI. 20.) Korm. rendelet a központosított közbeszerzési rendszerről, valamint a központi beszerző szervezet feladat- és hatásköréről szóló 168/2004. (V. 25.) Korm. rendelet módosításáról
- '143/2007. (VI. 20.) Korm. rendelet az Agrár Fejlesztési Hitelprogram szabályozásáról szóló 39/2005. (III. 10.) Korm. rendelet hatályon kívül helyezéséről
- 144/2007. (VI. 22.) Korm. rendelet az európai közösségi jelentőségű természetvédelmi rendeltetésű területekről szóló 275/2004. (X. 8.) Korm. rendelet módosításáról
- 145/2007. (VI. 25.) Korm. rendelet a költségvetési szerveknél foglalkoztatottak 2007. év után járó tizenharmadik havi illetménye ez évi részletének finanszírozásáról
- 146/2007. (VI. 26.) Korm. rendelet a Kutatási és Technológiai Innovációs Alapból nyújtott állami támogatások szabályairól
- 147/2007. (VI. 26.) Korm. rendelet egyes iparjogvédelmi beadványok elektronikus úton való benyújtására vonatkozó részletes szabályokról
- 148/2007. (VI. 26.) Korm. rendelet az egészségügyi ellátórendszer fejlesztéséről szóló 2006. évi CXXXII. törvény végrehajtásáról szóló 361/2006. (XII. 28.) Korm. rendelet és az egészségügyi szolgáltatások Egészségbiztosítási Alapból történő finanszírozásának részletes szabályairól szóló 43/1999. (III. 3.) Korm. rendelet módosításáról
- 149/2007. (VI. 26.) Korm. rendelet a mezőgazdaságban felhasznált gázolaj utáni jövedéki adó visszatérítés feltételeiről és szabályairól szóló 216/1997. (XII. 1.) Korm. rendelet módosításáról
- 150/2007. (VI. 26.) Korm. rendelet az ózdi martinsalak felhasználásával készült lakóépületek tulajdonosainak kárenyhítéséről szóló 40/2003. (III. 27.) Korm. rendelet módosításáról
- 151/2007. (VI. 26.) Korm. rendelet az építési műszaki ellenőri, valamint a felelős műszaki vezetői szakmagyakorlási jogosultság részletes szabályairól szóló 244/2006. (XII. 5.) Korm. rendelet és a településtervezési és az építészeti-műszaki tervezési, valamint az építésügyi műszaki szakértői jogosultság szabályairól szóló 104/2006. (IV. 28.) Korm. rendelet módosításáról
- 152/2007. (VI. 26.) Korm. rendelet a balatoni vízpart-rehabilitációs szabályozás követelményeiről szóló 283/2002. (XII. 21.) Korm. rendelet módosításáról
- 153/2007. (VI. 27.) Korm. rendelet az Élelmiszersegély Egyezmény kihirdetéséről
- 154/2007. (VI. 27.) Korm. rendelet a Bosznia és Hercegovina Minisztertanácsa, valamint a Magyar Köztársaság Kormánya közötti oktatási, tudományos és kulturális együttműködésről szóló Egyezmény kihirdetéséről
- 155/2007. (VI. 27.) Korm. rendelet a Magyar Köztársaság Kormánya és a Horvát Köztársaság Kormánya közötti kulturális, oktatási és tudományos együttműködésről szóló Egyezmény kihirdetéséről
- 156/2007. (VI. 27.) Korm. rendelet a Magyar Köztársaság Kormánya és a Kubai Köztársaság Kormánya között Havannában, 2006. február 14-én aláírt, a kulturális, az oktatási és a tudományos cserekapcsolatokról szóló egyezmény kihirdetéséről
- 157/2007. (VI. 27.) Korm. rendelet a Magyar Népköztársaságban és a Lengyel Népköztársaságban kiállított, iskolai végzettséget, valamint tudományos fokozatot tanúsító okiratok egyenértékűségének kölcsönös elismeréséről szóló, Varsóban, 1980. évi április hó 25. napján aláírt megállapodás kihirdetéséről szóló 60/1980. (XII. 27.) MT rendelet hatályon kívül helyezéséről
- 158/2007. (VI. 27.) Korm. rendelet a Magyar Köztársaság Kormánya és a Lett Köztársaság Kormánya között a kulturális, tudományos és oktatási együttműködésről szóló Egyezmény kihirdetéséről
- 159/2007. (VI. 27.) Korm. rendelet a Magyar Köztársaság Kormánya és a Litván Köztársaság Kormánya között a kulturális, tudományos és oktatási együttműködésről szóló egyezmény kihirdetéséről
- 160/2007. (VI. 27.) Korm. rendelet a Magyar Köztársaság Kormánya és a Macedón Köztársaság Kormánya közötti oktatási, tudományos és kulturális együttműködésről szóló Egyezmény kihirdetéséről
- 161/2007. (VI. 27.) Korm. rendelet a Magyar Köztársaság Kormánya és Mongólia Kormánya között a kultúra, az oktatás, a tudomány és a sport területén történő együttműködésről szóló egyezmény kihirdetéséről
- 162/2007. (VI. 27.) Korm. rendelet a Magyar Köztársaság és a Portugál Köztársaság között az oktatás, a tudomány, a felsőoktatás, a kultúra, az ifjúság, a sport és a társadalmi kommunikáció területén történő együttműködésről szóló egyezmény kihirdetéséről
- 163/2007. (VI. 27.) Korm. rendelet a Magyar Köztársaság Kormánya, valamint Szerbia és Montenegró Minisztertanácsa közötti oktatási, tudományos, kulturális, sport- és ifjúsági együttműködésről szóló Egyezménynek a Montenegrói Köztársaság vonatkozásában történő kihirdetéséről
- 164/2007. (VI. 27.) Korm. rendelet a Magyar Köztársaság Kormánya, valamint Szerbia és Montenegró Minisztertanácsa közötti oktatási, tudományos, kulturális, sport- és ifjúsági együttműködésről szóló Egyezmény Szerbia Köztársaság vonatkozásában történő kihirdetéséről
- 165/2007. (VI. 28.) Korm. rendelet a Magyar Köztársaság Kormánya és az Albán Köztársaság Kormánya között Budapesten, 1996. január 24-én aláírt, a nemzetközi közúti személyszállításról és árufuvarozásról szóló Egyezmény módosításáról szóló, jegyzékváltás útján létrejött Megállapodás kihirdetéséről
- 166/2007. (VI. 28.) Korm. rendelet a Nemzeti Közlekedési Hatóságról szóló 263/2006. (XII. 20.) Korm. rendelet módosításáról
- 167/2007. (VI. 28.) Korm. rendelet a Közlekedésbiztonsági Szervezetről szóló 278/2006. (XII. 23.) Korm. rendelet módosításáról
- 168/2007. (VI. 28.) Korm. rendelet egyes kormányrendeleteknek a Nemzeti Közlekedési Hatósággal összefüggő módosításáról
- 169/2007. (VI. 28.) Korm. rendelet a települési hulladékkezelési közszolgáltatási díj megállapításának részletes szakmai szabályairól szóló 242/2000. (XII. 23.) Korm. rendelet módosításáról
- 170/2007. (VI. 29.) Korm. rendelet az egyes önkéntes kölcsönös egészség és önsegélyező pénztári tárgyú kormányrendeletek módosításáról
- 171/2007. (VI. 29.) Korm. rendelet a kormányzati fejlesztéspolitikai tevékenység irányításáról
- 172/2007. (VI. 29.) Korm. rendelet egyes, az egészségügyet érintő kormányrendeletek módosításáról
- 173/2007. (VI. 29.) Korm. rendelet a térítési díj ellenében igénybe vehető egyes egészségügyi szolgáltatások térítési díjáról szóló 284/1997. (XII. 23.) Korm. rendelet módosításáról
- 174/2007. (VI. 29.) Korm. rendelet az egészségügyi ellátórendszer fejlesztéséről szóló 2006. évi CXXXII. törvény végrehajtásával kapcsolatos egyes finanszírozási, szerződéskötési és eljárási kérdésekről szóló 41/2007. (III. 13.) Korm. rendelet módosításáról
- 175/2007. (VI. 30.) Korm. rendelet egyes központosított egészségügyi szolgáltatók által nyújtott szolgáltatások igénybevételéről, valamint a külön meghatározott személyek tekintetében fennálló egészségügyi ellátás rendjéről

#### Július (176−203)
- 176/2007. (VII. 1.) Korm. rendelet a Miniszterelnöki Hivatalról, valamint a Miniszterelnöki Hivatalt vezető miniszter feladat- és hatásköréről
- 177/2007. (VII. 1.) Korm. rendelet a polgári nemzetbiztonsági szolgálatokat irányító tárca nélküli miniszter feladat- és hatásköréről
- 178/2007. (VII. 1.) Korm. rendelet a kormányzati igazgatás összehangolásáért felelős tárca nélküli miniszter feladat- és hatásköréről
- 179/2007. (VII. 2.) Korm. rendelet a Magyar Köztársaság Művészeti Alapjának megszüntetéséről és a Magyar Alkotóművészeti Alapítvány létesítéséről szóló 117/1992. (VII. 29.) Korm. rendelet módosításáról
- 180/2007. (VII. 3.) Korm. rendelet az országhatárt átlépő hulladékszállításról
- 181/2007. (VII. 6.) Korm. rendelet a harmadik országbeli állampolgár kutatókat fogadó kutatószervezetek akkreditációjáról, valamint a fogadási megállapodásról
- 182/2007. (VII. 10.) Korm. rendelet a központi elektronikus szolgáltató rendszerről
- 183/2007. (VII. 13.) Korm. rendelet a Magyar Köztársaság Kormánya és a Cseh Köztársaság Kormánya közötti, Budapesten, 2005. június 21-én aláírt Kulturális, Oktatási, Tudományos, Sport- és Ifjúsági Egyezmény kihirdetéséről
- 184/2007. (VII. 13.) Korm. rendelet a gyógyszerek és a gyógyászati segédeszközök reklámozásával és ismertetésével kapcsolatosan eljáró hatóságok által kiszabott bírság pénzügyi teljesítésének feltételeiről
- 185/2007. (VII. 18.) Korm. rendelet a Magyar Köztársaság Kormánya és a Srí Lanka-i Demokratikus Szocialista Köztársaság Kormánya közötti pénzügyi együttműködési keretprogram kialakításáról szóló megállapodás kötelező hatályának elismerésére adott felhatalmazásról és kihirdetéséről
- 186/2007. (VII. 18.) Korm. rendelet váratlan légitámadás esetén a légiriasztás rendszeréről
- 187/2007. (VII. 18.) Korm. rendelet az Európai Unió Szolidaritási Alapjából a helyi önkormányzatok részére nyújtható támogatás igénylésének, döntési rendszerének, folyósításának, elszámolásának és ellenőrzésének szabályairól
- 188/2007. (VII. 18.) Korm. rendelet a Magyar Köztársaság által az Európai Unióhoz történő csatlakozást követően alkalmazandó munkaerőpiaci viszonosság és védintézkedés szabályairól szóló 93/2004. (IV. 27.) Korm. rendelet módosításáról
- 189/2007. (VII. 18.) Korm. rendelet a Bolgár Köztársaságnak és Romániának az Európai Unióhoz történő csatlakozását követően a Magyar Köztársaság által alkalmazandó, a munkavállalók szabad áramlására vonatkozó átmeneti szabályokról szóló 354/2006. (XII. 23.) Korm. rendelet módosításáról
- 190/2007. (VII. 23.) Korm. rendelet az állambiztonsági iratok átadása teljesítésének értékeléséről
- 191/2007. (VII. 25.) Korm. rendelet a kötelező egészségbiztosítás ellátásairól szóló 1997. évi LXXXIII. törvény végrehajtásáról szóló 217/1997. (XII. 1.) Korm. rendelet és az egészségügyi ellátórendszer fejlesztéséről szóló 2006. évi CXXXII. törvény végrehajtásáról szóló 361/2006. (XII. 28.) Korm. rendelet módosításáról
- 192/2007. (VII. 25.) Korm. rendelet az egészségügyi ellátórendszer fejlesztéséről szóló 2006. évi CXXXII. törvény végrehajtásával kapcsolatos egyes finanszírozási, szerződéskötési és eljárási kérdésekről szóló 41/2007. (III. 13.) Korm. rendelet és az egészségügyi szolgáltatások Egészségbiztosítási Alapból történő finanszírozásának részletes szabályairól szóló 43/1999. (III. 3.) Korm. rendelet módosításáról
- 193/2007. (VII. 25.) Korm. rendelet a helyi önkormányzatok által 2002-2005. években jogtalanul igénybe vett közműfejlesztési támogatás visszafizetésének ütemezéséről szóló 34/2007. (III. 7.) Korm. rendelet módosításáról
- 194/2007. (VII. 25.) Korm. rendelet az Európai Szennyezőanyag-kibocsátási és -szállítási Nyilvántartás létrehozásáról, valamint a 91/689/EGK és a 96/61/EK tanácsi irányelv módosításáról szóló 166/2006/EK Európai Parlamenti és Tanácsi rendelethez (E-PRTR) kapcsolódó kormányrendeletek módosításáról
- 195/2007. (VII. 27.) Korm. rendelet a Magyar Köztársaság Kormánya és a Szlovák Köztársaság Kormánya között a közös államhatáron lévő közúti határhidak és határút-szakaszok üzemeltetéséről, fenntartásáról és rekonstrukciójáról szóló Megállapodás kihirdetéséről
- 196/2007. (VII. 30.) Korm. rendelet a hitelezési kockázat kezeléséről és tőkekövetelményéről
- 197/2007. (VII. 30.) Korm. rendelet az ingatlanértékelést végző természetes személy és szervezet felelősségbiztosítási szerződésének minimális tartalmi követelményeire vonatkozó részletes szabályokról
- 198/2007. (VII. 30.) Korm. rendelet a tagállamok és harmadik országok közötti légiközlekedési szolgáltatásokra vonatkozó megállapodások tárgyalásáról és végrehajtásáról szóló 2004. április 29-i 847/2004/EK európai parlamenti és tanácsi rendelet 5. cikkében foglalt eljárási szabályok megállapításáról
- 199/2007. (VII. 30.) Korm. rendelet a településrendezési és az építészeti-műszaki tervtanácsokról szóló 252/2006. (XII. 7.) Korm. rendelet módosításáról
- 200/2007. (VII. 30.) Korm. rendelet a működési kockázat kezeléséről és tőkekövetelményéről
- 201/2007. (VII. 30.) Korm. rendelet a Kulturális Örökségvédelmi Hivatalról szóló 308/2006. (XII. 23.) Korm. rendelet módosításáról
- 202/2007. (VII. 31.) Korm. rendelet a Nemzeti alaptanterv kiadásáról, bevezetéséről és alkalmazásáról szóló 243/2003. (XII. 17.) Korm. rendelet módosításáról
- 203/2007. (VII. 31.) Korm. rendelet a Magyar Köztársaság Kormánya és az Egyesült Nemzetek Élelmezési és Mezőgazdasági Szervezete (FAO) között a FAO Európai és Közép-Ázsiai Regionális Hivatala, a FAO Közép- és Kelet-Európai Alregionális Hivatala, valamint a Közös Szolgáltató Központ felállításáról szóló megállapodás kihirdetéséről

#### Augusztus (204−230)
- 204/2007. (VIII. 2.) Korm. rendelet a Cotonouban, 2000. június 23-án, egyrészről az afrikai, karibi és csendes-óceáni államok, másrészről az Európai Közösség és tagállamai között aláírt Partnerségi Megállapodás, annak módosítása, valamint az ehhez kapcsolódó Belső Megállapodások kihirdetéséről
- 205/2007. (VIII. 2.) Korm. rendelet az Európai Közösség és azok tagállamai, valamint az Amerikai Egyesült Államok közötti, a GALILEO és a GPS műholdas helymeghatározó rendszerek és kapcsolódó alkalmazások elterjesztéséről, nyújtásáról és használatáról szóló Megállapodás kihirdetéséről
- 206/2007. (VIII. 7.) Korm. rendelet a környezetvédelmi termékdíj-mentesség, a termékdíj visszaigénylésének és átvállalásának, valamint a használt gumiabroncs behozatalának feltételeiről szóló 53/2003. (IV. 11.) Korm. rendelet módosításáról
- 207/2007. (VIII. 7.) Korm. rendelet a főbb nemzetközi vasútvonalakról szóló Európai Megállapodás (AGC) kihirdetéséről
- 208/2007. (VIII. 7.) Korm. rendelet a Magyar Köztársaság Kormánya és a Horvát Köztársaság Kormánya között az V/B. összeurópai közlekedési folyosó Letenye és Goričan közötti autópálya határhídjának a Mura folyón történő építéséről szóló, Budapesten, 2004. december 16-án aláírt Egyezmény kihirdetéséről
- 209/2007. (VIII. 7.) Korm. rendelet a Nemzeti Fejlesztési Terv operatív programjai és az EQUAL Közösségi Kezdeményezés Program esetében alkalmazandó biztosítékokkal kapcsolatos szabályokról szóló 54/2005. (III. 26.) Korm. rendelet módosításáról, valamint a 2007-2013. programozási időszakban az Európai Regionális Fejlesztési Alapból, az Európai Szociális Alapból és a Kohéziós Alapból származó támogatások fogadásához kapcsolódó pénzügyi lebonyolítási és ellenőrzési rendszerek kialakításáról szóló 281/2006. (XII. 23.) Korm. rendelet módosításáról
- 210/2007. (VIII. 7.) Korm. rendelet a gazdálkodó szervezetek részére nyújtott 2007. évi egyedi termelési támogatásokról, költségtérítésekről szóló 52/2007. (III. 26.) Korm. rendelet módosításáról
- 211/2007. (VIII. 7.) Korm. rendelet a közalkalmazottakról szóló 1992. évi XXXIII. törvény végrehajtásáról a közoktatási intézményekben tárgyú 138/1992. (X. 8.) Korm. rendelet módosításáról
- 212/2007. (VIII. 7.) Korm. rendelet az egészségügyi struktúraváltásból fakadó önkormányzati kötelezettségek támogatása igénylésének, döntési rendszerének, folyósításának, elszámolásának és ellenőrzésének részletes szabályairól szóló 87/2007. (IV. 25.) Korm. rendelet módosításáról
- 213/2007. (VIII. 7.) Korm. rendelet az Országos Rehabilitációs és Szociális Szakértői Intézetről, valamint eljárásának részletes szabályairól
- 214/2007. (VIII. 7.) Korm. rendelet a növényvédelmi bírság tételes mértékéről szóló 187/2006. (IX. 5.) Korm. rendelet módosításáról
- 215/2007. (VIII. 14.) Korm. rendelet a Nemzeti Földalappal kapcsolatos egyes kormányrendeletek módosításáról
- 216/2007. (VIII. 15.) Korm. rendelet a hosszú távú kötelezettségek vállalásának egyes szabályairól szóló 24/2007. (II. 28.) Korm. rendelet módosításáról
- 217/2007. (VIII. 15.) Korm. rendelet az energiafelhasználó termékek öko-tervezési kötelezettségének előírásáról, valamint forgalomba hozatalának és megfelelőségértékelésének általános feltételeiről
- 218/2007. (VIII. 15.) Korm. rendelet a nem üzleti célú közösségi, szabadidős szálláshely-szolgáltatásról szóló 173/2003. (X. 28.) Korm. rendelet módosításáról
- 219/2007. (VIII. 15.) Korm. rendelet a folyami információs szolgáltatásokról
- 220/2007. (VIII. 23.) Korm. rendelet a Magyar Köztársaság Kormánya és az Amerikai Egyesült Államok Kormánya között a magyarországi levéltárakban őrzött, és az Egyesült Államok Holocaust Emlékmúzeuma részére átadott Holocaust-dokumentumokban található személyes adatok védelme tárgyában Washingtonban, 2003. november 5-én létrejött adatvédelmi szerződés mellékletének kiegészítéséről
- 221/2007. (VIII. 23.) Korm. rendelet a Magyarország folyóin 2006 tavaszán kialakult rendkívüli árvíz, valamint az ország egyes területein ezen év első hónapjaiban bekövetkezett jelentős belvíz miatt keletkezett károk enyhítéséről szóló 155/2006. (VII. 26.) Korm. rendelet módosításáról
- 222/2007. (VIII. 29.) Korm. rendelet a cirkuszi menazséria létesítése és működtetése engedélyezésének, valamint fenntartásának részletes szabályairól
- 223/2007. (VIII. 29.) Korm. rendelet a közalkalmazottak jogállásáról szóló 1992. évi XXXIII. törvény egészségügyi ágazatban történő végrehajtásáról szóló 233/2000. (XII. 23.) Korm. rendelet módosításáról
- 224/2007. (VIII. 31.) Korm. rendelet a közalkalmazottak jogállásáról szóló 1992. évi XXXIII. törvénynek a szociális, valamint a gyermekjóléti és gyermekvédelmi ágazatban történő végrehajtásáról szóló 257/2000. (XII. 26.) Korm. rendelet módosításáról
- 225/2007. (VIII. 31.) Korm. rendelet a Nemzeti Fogyasztóvédelmi Hatóságról
- 226/2007. (VIII. 31.) Korm. rendelet egyes kormányrendeleteknek a Nemzeti Fogyasztóvédelmi Hatóság létrehozásával kapcsolatos módosításáról
- 227/2007. (VIII. 31.) Korm. rendelet a közforgalmú személyszállítási utazási kedvezményekről szóló 85/2007. (IV. 25.) Korm. rendelet módosításáról
- 228/2007. (VIII. 31.) Korm. rendelet a Magyar Köztársaság Kormánya és a Szlovák Köztársaság Kormánya között az államhatáron átvezető turistaútvonalakon turisztikai céllal történő államhatár-átlépésről szóló, Budapesten, 2006. május 10-én aláírt Megállapodás módosításáról szóló Megállapodás kihirdetéséről
- 229/2007. (VIII. 31.) Korm. rendelet egyes, a közoktatási területet érintő kormányrendeletek módosításáról
- 230/2007. (VIII. 31.) Korm. rendelet az elektronikus hírközlő hálózatok azonosítóinak nemzeti felosztási tervéről szóló 164/2005. (VIII. 16.) Korm. rendelet és az elektronikus hírközlő hálózatok azonosítóival kapcsolatos gazdálkodás rendjéről szóló 184/2005. (IX. 13.) Korm. rendelet módosításáról

#### Szeptember (231−251)
- 231/2007. (IX. 4.) Korm. rendelet a vízbázisok, a távlati vízbázisok, valamint az ivóvízellátást szolgáló vízilétesítmények védelméről szóló 123/1997. (VII. 18.) Korm. rendelet módosításáról
- 232/2007. (IX. 4.) Korm. rendelet a települési hulladékkal kapcsolatos tevékenységek végzésének feltételeiről szóló 213/2001. (XI. 14.) Korm. rendelet módosításáról
- 233/2007. (IX. 4.) Korm. rendelet a közalkalmazottak jogállásáról szóló 1992. évi XXXIII. törvény felsőoktatásban való végrehajtásáról és a felsőoktatási intézményekben történő foglalkoztatás egyes kérdéseiről szóló 53/2006. (III. 14.) Korm. rendelet módosításáról
- 234/2007. (IX. 4.) Korm. rendelet a hitelintézetek nyilvánosságra hozatali követelményének teljesítéséről
- 235/2007. (IX. 4.) Korm. rendelet a robbanóanyagok Közösségen belüli szállítási okmányáról szóló határozat rendelkezéseivel összefüggő egyes kormányrendeletek módosításáról
- 236/2007. (IX. 12.) Korm. rendelet a Magyar Köztársaság Kormánya és a Horvát Köztársaság Kormánya között az V/B. összeurópai közlekedési folyosó Letenye és Goričan közötti autópálya határhídjának építéséről a Mura folyón 2004. december 16-án, Budapesten aláírt Egyezmény módosításáról szóló, Zágrábban, 2007. május 17-én aláírt Egyezmény kihirdetéséről
- 237/2007. (IX. 12.) Korm. rendelet a földművelésügyi és vidékfejlesztési miniszter feladat- és hatásköréről szóló 162/2006. (VII. 28.) Korm. rendelet módosításáról
- 238/2007. (IX. 12.) Korm. rendelet a Mezőgazdasági Szakigazgatási Hivatal létrehozásáról és működéséről szóló 274/2006. (XII. 23.) Korm. rendelet módosításáról
- 239/2007. (IX. 12.) Korm. rendelet a közfeladatot ellátó szervek iratkezelésének általános követelményeiről szóló 335/2005. (XII. 29.) Korm. rendelet módosításáról
- 240/2007. (IX. 19.) Korm. rendelet a mezőgazdasági és élelmiszeripari termékek exportjával összefüggő intézkedések végrehajtásának általános szabályairól szóló 29/2004. (II. 28.) Korm. rendelet módosításáról
- 241/2007. (IX. 21.) Korm. rendelet a közalkalmazottak jogállásáról szóló 1992. évi XXXIII. törvény végrehajtásáról a művészeti, a közművelődési és a közgyűjteményi területen foglalkoztatott közalkalmazottak jogviszonyával összefüggő egyes kérdések rendezéséről szóló 150/1992. (XI. 20.) Korm. rendelet módosításáról
- 242/2007. (IX. 21.) Korm. rendelet az N.SIS informatikai központ feladatait ellátó szerv kijelöléséről, a SIS-be történő adatbevitel elrendelésének és végrehajtásának, valamint az N.SIS Hivatal és a SIRENE Iroda technikai és adminisztratív feladatai ellátásának részletes szabályairól
- 243/2007. (IX. 25.) Korm. rendelet a közalkalmazottak jogállásáról szóló 1992. évi XXXIII. törvénynek a központi költségvetési szervként működő kutató- és kutatást kiegészítő intézeteknél és kutatókat foglalkoztató egyes intézményeknél történő végrehajtásáról szóló 49/1993. (III. 26.) Korm. rendelet módosításáról
- 244/2007. (IX. 25.) Korm. rendelet a gazdálkodó szervezetek részére nyújtott 2007. évi egyedi termelési támogatásokról, költségtérítésekről szóló 52/2007. (III. 26.) Korm. rendelet módosításáról
- 245/2007. (IX. 25.) Korm. rendelet az egészségügyi ellátórendszer fejlesztéséről szóló 2006. évi CXXXII. törvény végrehajtásával kapcsolatos egyes finanszírozási, szerződéskötési és eljárási kérdésekről szóló 41/2007. (III. 13.) Korm. rendelet módosításáról
- 246/2007. (IX. 26.) Korm. rendelet az összkormányzati projektről
- 247/2007. (IX. 26.) Korm. rendelet az Európai Közösséget létrehozó Szerződés 87. cikkének (1) bekezdése szerinti állami támogatásokkal kapcsolatos eljárásról és a regionális támogatási térképről szóló 85/2004. (IV. 19.) Korm. rendelet módosításáról
- 248/2007. (IX. 26.) Korm. rendelet a kötelező egészségbiztosítás ellátásairól szóló 1997. évi LXXXIII. törvény végrehajtásáról szóló 217/1997. (XII. 1.) Korm. rendelet és az egészségügyi szolgáltatások Egészségbiztosítási Alapból történő finanszírozásának részletes szabályairól szóló 43/1999. (III. 3.) Korm. rendelet módosításáról
- 249/2007. (IX. 26.) Korm. rendelet a környezetvédelmi és vízügyi miniszter feladat- és hatásköréről szóló 165/2006. (VII. 28.) Korm. rendelet módosításáról
- 250/2007. (IX. 26.) Korm. rendelet a minőségi és hatékony gyógyszerrendelés ösztönzéséről szóló 17/2007. (II. 13.) Korm. rendelet módosításáról
- 251/2007. (IX. 26.) Korm. rendelet az állambiztonsági iratok átadása teljesítésének értékeléséről szóló 190/2007. (VII. 23.) Korm. rendelet módosításáról

#### Október (252−292)
- 252/2007. (X. 1.) Korm. rendelet a Miniszterelnöki Hivatalról, valamint a Miniszterelnöki Hivatalt vezető miniszter feladat- és hatásköréről szóló 176/2007. (VII. 1.) Korm. rendelet módosításáról
- 253/2007. (X. 3.) Korm. rendelet a Magyar Köztársaság Kormánya és az Egyiptomi Arab Köztársaság Kormánya között a gazdasági együttműködésről szóló megállapodás kötelező hatályának elismerésére adott felhatalmazásról és kihirdetéséről
- 254/2007. (X. 4.) Korm. rendelet az állami vagyonnal való gazdálkodásról
- 255/2007. (X. 4.) Korm. rendelet az építésügy körébe tartozó egyes hatósági nyilvántartásokról
- 256/2007. (X. 4.) Korm. rendelet a Mezőgazdasági és Vidékfejlesztési Hivatalról
- 257/2007. (X. 4.) Korm. rendelet a közbeszerzési eljárásokban elektronikusan gyakorolható eljárási cselekmények szabályairól, valamint az elektronikus árlejtés alkalmazásáról
- 258/2007. (X. 4.) Korm. rendelet a nyugellátások és a baleseti járadék 2007. évi kiegészítő emeléséről
- 259/2007. (X. 4.) Korm. rendelet a nyugdíjszerű rendszeres szociális ellátások 2007. évi kiegészítő emeléséről
- 260/2007. (X. 4.) Korm. rendelet a szociális, gyermekjóléti és gyermekvédelmi szolgáltatások 2008. évi irányított területi kiegyenlítési rendszeréről
- 261/2007. (X. 4.) Korm. rendelet az államháztartás működési rendjéről szóló 217/1998. (XII. 30.) Korm. rendelet módosításáról
- 262/2007. (X. 4.) Korm. rendelet a 2007-2013 programozási időszakban az Európai Regionális Fejlesztési Alapból, az Európai Szociális Alapból és a Kohéziós Alapból származó támogatások felhasználásának alapvető szabályairól és felelős intézményeiről szóló 255/2006. (XII. 8.) Korm. rendelet módosításáról
- 263/2007. (X. 5.) Korm. rendelet a Nemzetközi Vasúti Árufuvarozásról szóló Megállapodás (SzMGSz) 2007. évi módosításainak és kiegészítéseinek kihirdetéséről
- 264/2007. (X. 10.) Korm. rendelet az egyes termékek kiegészítő oltalmára vonatkozó európai közösségi rendeletek végrehajtásához szükséges szabályokról szóló 26/2004. (II. 26.) Korm. rendelet módosításáról
- 265/2007. (X. 10.) Korm. rendelet az EGT Finanszírozási Mechanizmus és a Norvég Finanszírozási Mechanizmus végrehajtási rendjéről szóló 242/2006. (XII. 5.) Korm. rendelet módosításáról
- 266/2007. (X. 10.) Korm. rendelet az egyes egészségbiztosítással összefüggő kormányrendeletek módosításáról
- 267/2007. (X. 15.) Korm. rendelet az egyes szabálysértésekről szóló 218/1999. (XII. 28.) Korm. rendelet módosításáról
- 268/2007. (X. 18.) Korm. rendelet a Nemzetközi Tengerészeti Szervezet magyar nemzeti bizottságának feladatairól és működésének rendjéről
- 269/2007. (X. 18.) Korm. rendelet a NATURA 2000 gyepterületek fenntartásának földhasználati szabályairól
- 270/2007. (X. 18.) Korm. rendelet a Kutatási és Technológiai Innovációs Tanácsról szóló 255/2003. (XII. 24.) Korm. rendelet módosításáról
- 271/2007. (X. 19.) Korm. rendelet a vasúti társaságok kötelező baleseti kárfedezeti képességének biztosításáról
- 272/2007. (X. 19.) Korm. rendelet a Magyar Köztársaság Kormánya és a Szingapúri Köztársaság Kormánya között a gazdasági együttműködésről szóló megállapodás kötelező hatályának elismerésére adott felhatalmazásról és kihirdetéséről
- 273/2007. (X. 19.) Korm. rendelet a villamos energiáról szóló 2007. évi LXXXVI. törvény egyes rendelkezéseinek végrehajtásáról
- 274/2007. (X. 20.) Korm. rendelet a Magyar Köztársaság Kormánya és az Osztrák Szövetségi Kormány között Hegyeshalom-Nickelsdorfban közös kapcsolattartási szolgálati helyen történő együttműködésről szóló Megállapodás kihirdetéséről
- 275/2007. (X. 20.) Korm. rendelet a Magyar Köztársaság Kormánya és az Osztrák Szövetségi Kormány között határforgalmi ellenőrző helyek létesítéséről és a határforgalom ellenőrzésében való együttműködésről szóló, Bécsben, 2004. április 29-én aláírt Megállapodás módosításáról és kiegészítéséről szóló Megállapodás kihirdetéséről
- 276/2007. (X. 20.) Korm. rendelet a Magyar Köztársaság Kormánya és az Osztrák Szövetségi Kormány között a közös államhatáron átvezető turistaútvonalakon történő államhatár-átlépésről szóló Megállapodás módosításáról és kiegészítéséről szóló Megállapodás kihirdetéséről
- 277/2007. (X. 20.) Korm. rendelet a Lengyel Köztársaság Kormánya és a NATO Repülőgépfedélzeti Korai Előrejelző és Ellenőrző Program Kezelő Szervezete (NAPMO) Igazgató Tanácsa közötti, a NAPMO-hoz történő csatlakozásról szóló nemzetközi megállapodások kihirdetéséről
- 278/2007. (X. 20.) Korm. rendelet a szénipari szerkezetátalakítási támogatás meghatározásának és kezelésének részletes szabályairól
- 279/2007. (X. 20.) Korm. rendelet a közalkalmazottak jogállásáról szóló 1992. évi XXXIII. törvény végrehajtásáról a helyi önkormányzatok által fenntartott egyes intézményeknél, valamint a testnevelés és a sport területén
- 280/2007. (X. 25.) Korm. rendelet az egészségügyi felsőfokú szakirányú szakképzésben résztvevők számára szervezett központi gyakornoki rendszerről szóló 125/1999. (VIII. 6.) Korm. rendelet módosításáról
- 281/2007. (X. 25.) Korm. rendelet a muzeális intézmények látogatóit megillető kedvezményekről szóló 194/2000. (IX. 24.) Korm. rendelet módosításáról
- 282/2007. (X. 26.) Korm. rendelet a szakterületek ágazati követelményeiért felelős szervek kijelöléséről, valamint a meghatározott szakkérdésekben kizárólagosan eljáró és egyes szakterületeken szakvéleményt adó szervekről
- 283/2007. (X. 26.) Korm. rendelet térítési díj ellenében igénybe vehető egyes egészségügyi szolgáltatások térítési díjáról szóló 284/1997. (XII. 23.) Korm. rendelet módosításáról
- 284/2007. (X. 29.) Korm. rendelet a környezeti zaj és rezgés elleni védelem egyes szabályairól
- 285/2007. (X. 29.) Korm. rendelet a villamosenergia-rendszer jelentős zavara és a villamosenergia-ellátási válsághelyzet esetén szükséges intézkedésekről
- 286/2007. (X. 29.) Korm. rendelet az Egészségbiztosítási Felügyelet egyes eljárásainak, valamint a felügyeleti díj befizetésének és a felügyeleti bírság felhasználásának szabályairól
- 287/2007. (X. 29.) Korm. rendelet a volt egyházi ingatlanok tulajdoni helyzetének rendezésére létrejött egyeztető bizottság kormányzati képviselőit megbízó miniszterek kijelöléséről
- 288/2007. (X. 31.) Korm. rendelet a Prümi Szerződésben meghatározott Nyilatkozatok megtételéről, valamint a Prümi Szerződés Adminisztratív és Technikai Végrehajtási Megállapodásának kihirdetéséről
- 289/2007. (X. 31.) Korm. rendelet a lakossági vezetékes gázfogyasztás és távhőfelhasználás szociális támogatásáról
- 290/2007. (X. 31.) Korm. rendelet az építőipari kivitelezési tevékenységről, az építési naplóról és a kivitelezési dokumentáció tartalmáról
- 291/2007. (X. 31.) Korm. rendelet az építésfelügyeleti tevékenységről
- 292/2007. (X. 31.) Korm. rendelet az egészségügyi szolgáltatások Egészségbiztosítási Alapból történő finanszírozásának részletes szabályairól szóló 43/1999. (III. 3.) Korm. rendelet és az egészségügyi miniszter feladat- és hatásköréről szóló 161/2006. (VII. 28.) Korm. rendelet módosításáról

#### November (293−318)
- 293/2007. (XI. 8.) Korm. rendelet a Magyar Köztársaság Kormánya, valamint Szerbia és Montenegró Minisztertanácsa között az állampolgáraik utazásának feltételeiről szóló, Budapesten, 2003. október 21. napján aláírt Megállapodás módosításáról szóló, jegyzékváltás útján létrejött Megállapodás kihirdetéséről
- 294/2007. (XI. 8.) Korm. rendelet a Magyar Köztársaság Kormánya és Ukrajna Miniszteri Kabinetje között az állampolgárok utazásának feltételeiről szóló, Kijevben, 2003. október 9. napján aláírt Megállapodás módosításáról szóló, jegyzékváltás útján létrejött Megállapodás kihirdetéséről
- 295/2007. (XI. 9.) Korm. rendelet a frekvenciasávok nemzeti felosztásának megállapításáról szóló 346/2004. (XII. 22.) Korm. rendelet és egyes további hírközlési tárgyú kormányrendeletek módosításáról
- 296/2007. (XI. 9.) Korm. rendelet az egészségügyi ellátórendszer fejlesztéséről szóló 2006. évi CXXXII. törvény végrehajtásával kapcsolatos egyes finanszírozási, szerződéskötési és eljárási kérdésekről szóló 41/2007. (III. 13.) Korm. rendelet módosításáról
- 297/2007. (XI. 9.) Korm. rendelet a gazdálkodó szervezetek részére nyújtott 2007. évi egyedi termelési támogatásokról, költségtérítésekről szóló 52/2007. (III. 26.) Korm. rendelet módosításáról
- 298/2007. (XI. 9.) Korm. rendelet a vízbázisok, a távlati vízbázisok, valamint az ivóvízellátást szolgáló vízilétesítmények védelméről szóló 123/1997. (VII. 18.) Korm. rendelet módosításáról
- 299/2007. (XI. 9.) Korm. rendelet a felszín alatti vizek védelméről szóló 219/2004. (VII. 21.) Korm. rendelet módosításáról
- 300/2007. (XI. 9.) Korm. rendelet a 2008. évre vonatkozó Országos Statisztikai Adatgyűjtési Program módosított és új adatgyűjtéseiről
- 301/2007. (XI. 9.) Korm. rendelet a menedékjogról szóló 2007. évi LXXX. törvény végrehajtásáról
- 302/2007. (XI. 13.) Korm. rendelet a Magyar Köztársaság Kormánya és a Szlovén Köztársaság Kormánya között a Tanács 2003. február 18-i, 343/2003/EK rendeletének alkalmazása érdekében történő együttműködésről szóló Közigazgatási Megállapodás kihirdetéséről
- 303/2007. (XI. 14.) Korm. rendelet a magyarországi hivatalos földrajzi nevek megállapításáról és nyilvántartásáról
- 304/2007. (XI. 14.) Korm. rendelet a betéti kamat, az értékpapírok hozama és a teljes hiteldíj mutató számításáról és közzétételéről szóló 41/1997. (III. 5.) Korm. rendelet módosításáról
- 305/2007. (XI. 14.) Korm. rendelet a Kutatási és Technológiai Innovációs Alap kezeléséről és felhasználásáról szóló 133/2004. (IV. 29.) Korm. rendelet módosításáról
- 306/2007. (XI. 14.) Korm. rendelet a Schengen Alap felhasználásának pénzügyi tervezési, lebonyolítási és ellenőrzési rendjének kialakításáról szóló 179/2004. (V. 26.) Korm. rendelet módosításáról
- 307/2007. (XI. 14.) Korm. rendelet az önkormányzati és területfejlesztési miniszter feladat- és hatásköréről szóló 168/2006. (VII. 28.) Korm. rendelet módosításáról
- 308/2007. (XI. 14.) Korm. rendelet a Magyar Köztársaság Kormánya és a Mexikói Egyesült Államok Kormánya közötti gazdasági együttműködésről szóló megállapodás kötelező hatályának elismerésére adott felhatalmazásról és kihirdetéséről
- 309/2007. (XI. 15.) Korm. rendelet a Magyar Köztársaság Kormánya és a Szlovén Köztársaság Kormánya között a hadisírok rendezéséről szóló Megállapodás kihirdetéséről
- 310/2007. (XI. 16.) Korm. rendelet a Közigazgatási és Elektronikus Közszolgáltatások Központi Hivatala létrehozásáról, feladatairól és hatásköréről szóló 276/2006. (XII. 23.) Korm. rendelet módosításáról
- 311/2007. (XI. 17.) Korm. rendelet a kedvezményezett térségek besorolásáról
- 312/2007. (XI. 17.) Korm. rendelet az egyes egészségbiztosítási tárgyú kormányrendeletek módosításáról
- 313/2007. (XI. 17.) Korm. rendelet a villamos energia határon keresztül történő szállításának szabályozásáról szóló 182/2002. (VIII. 23.) Korm. rendelet módosításáról

szóló 37/2007. (III. 7.) Korm. rendelet módosításáról
- 314/2007. (XI. 21.) Korm. rendelet a gyümölcsültetvény telepítését engedélyező telepítési hatóság kijelöléséről
- 315/2007. (XI. 22.) Korm. rendelet a köztisztviselői teljesítményértékelés és jutalmazás szabályairól szóló 301/2006. (XII. 23.) Korm. rendelet módosításáról
- 316/2007. (XI. 23.) Korm. rendelet a Magyar Köztársaság Kormánya és a Szlovák Köztársaság Kormánya között a két ország közös államhatárán, Ráróspuszta és Rároš települések közötti közúti Ipoly-híd és a kapcsolódó létesítmények megépítéséről szóló Egyezmény kihirdetéséről
- 317/2007. (XI. 23.) Korm. rendelet a Magyar Köztársaság Kormánya és a Szlovák Köztársaság Kormánya között a két ország közös államhatárán, Szécsény és Pető (Pet'ov) települések közötti közúti Ipoly-híd és a kapcsolódó létesítmények megépítéséről szóló Egyezmény kihirdetéséről
- 318/2007. (XI. 23.) Korm. rendelet a Magyar Köztársaság Kormánya, az Osztrák Köztársaság Kormánya és a Szlovén Köztársaság Kormánya közötti, Dolga Vason Rendészeti Együttműködési Központ működtetéséről szóló Megállapodás kihirdetéséről

#### December (319−410)
- 319/2007. (XII. 5.) Korm. rendelet az Európai Szabadalmi Egyezmény 2000-ben felülvizsgált szövegéhez kapcsolódó Végrehajtási Szabályzat kihirdetéséről
- 320/2007. (XII. 5.) Korm. rendelet a Szabadalmi Jogi Szerződés mellékletét képező Végrehajtási Szabályzat kihirdetéséről
- 321/2007. (XII. 5.) Korm. rendelet a komplex rehabilitációról
- 322/2007. (XII. 5.) Korm. rendelet a kölcsönös megfeleltetési szabályok betartását ellenőrző szervekről
- 323/2007. (XII. 11.) Korm. rendelet az ENSZ Éghajlatváltozási Keretegyezménye és annak Kiotói Jegyzőkönyve végrehajtási keretrendszeréről szóló 2007. évi LX. törvény végrehajtásának egyes szabályairól
- 324/2007. (XII. 11.) Korm. rendelet a környezetvédelmi termékdíjmentesség, a termékdíj visszaigénylésének és átvállalásának, valamint a használt gumiabroncs behozatalának feltételeiről szóló 53/2003. (IV. 11.) Korm. rendelet módosításáról
- 325/2007. (XII. 11.) Korm. rendelet a védett állatfajok védelmére, tartására, hasznosítására és bemutatására vonatkozó részletes szabályokról szóló 348/2006. (XII. 23.) Korm. rendelet módosításáról
- 326/2007. (XII. 11.) Korm. rendelet a kistérségek megállapításáról, lehatárolásáról és megváltoztatásának rendjéről szóló 244/2003. (XII. 18.) Korm. rendelet módosításáról
- 327/2007. (XII. 11.) Korm. rendelet a szabad mozgás és tartózkodás jogával rendelkező személyek beutazásáról és tartózkodásáról szóló 2007. évi I. törvény végrehajtásáról szóló 113/2007. (V. 24.) Korm. rendelet, valamint a harmadik országbeli állampolgárok beutazásáról és tartózkodásáról szóló 2007. évi II. törvény végrehajtásáról szóló 114/2007. (V. 24.) Korm. rendelet módosításáról
- 328/2007. (XII. 11.) Korm. rendelet a harmadik országbeli állampolgárok részére kiállított, magyarországi beutazás céljából elismert okmányok meghatározásáról
- 329/2007. (XII. 13.) Korm. rendelet a Rendőrség szerveiről és a Rendőrség szerveinek feladat- és hatásköréről
- 330/2007. (XII. 13.) Korm. rendelet a határterületről, valamint a határátkelőhely területére nem határátlépés céljából történő belépés és tartózkodás szabályairól
- 331/2007. (XII. 13.) Korm. rendelet a Rendőrség és a Határőrség integrációjával összefüggő egyes kormányrendeletek felülvizsgálatáról
- 332/2007. (XII. 13.) Korm. rendelet a határátkelőhely és az ideiglenes határátkelőhely megnyitásáról és működtetéséről, valamint a határátlépési pontról
- 333/2007. (XII. 13.) Korm. rendelet a belső határon a határellenőrzés ideiglenes visszaállításának feltételeinek szabályairól
- 334/2007. (XII. 13.) Korm. rendelet a fegyveres biztonsági őrségek engedélyezésére jogosult szerv kijelöléséről
- 335/2007. (XII. 13.) Korm. rendelet a döntéselőkészítéshez szükséges adatok hozzáférhetőségének biztosításáról szóló 2007. évi CI. törvény végrehajtásáról
- 336/2007. (XII. 13.) Korm. rendelet a Nemzeti Fogyasztóvédelmi Hatóság által kiszabott egyes bírságok felhasználásáról
- 337/2007. (XII. 13.) Korm. rendelet a Mezőgazdasági Szakigazgatási Hivatal felállításával összefüggő kormányrendeletek módosításáról
- 338/2007. (XII. 14.) Korm. rendelet a Vám- és Pénzügyőrség szervezetéről, valamint egyes szervek kijelöléséről szóló 314/2006. (XII. 23.) Korm. rendelet módosításáról
- 339/2007. (XII. 15.) Korm. rendelet egyes szociális tárgyú kormányrendeletek módosításáról
- 340/2007. (XII. 15.) Korm. rendelet a személyes gondoskodás igénybevételével kapcsolatos eljárásokban közreműködő szakértőkre, szakértői szervekre vonatkozó részletes szabályokról
- 341/2007. (XII. 15.) Korm. rendelet a mezőgazdaságban felhasznált gázolaj utáni jövedékiadó-visszatérítés feltételeiről és szabályairól
- 342/2007. (XII. 19.) Korm. rendelet a korkedvezmény-biztosítási járulék megfizetése alól történő mentesítés eljárási szabályairól
- 343/2007. (XII. 19.) Korm. rendelet az egészségügyi ellátórendszer fejlesztéséről szóló 2006. évi CXXXII. törvény végrehajtásával kapcsolatos egyes finanszírozási, szerződéskötési és eljárási kérdésekről szóló 41/2007. (III. 13.) Korm. rendelet és az egészségügyi szolgáltatások Egészségbiztosítási Alapból történő finanszírozásának részletes szabályairól szóló 43/1999. (III. 3.) Korm. rendelet módosításáról
- 344/2007. (XII. 19.) Korm. rendelet a Kistérségi Koordinációs Hálózatról
- 345/2007. (XII. 19.) Korm. rendelet a kereskedési könyvben nyilvántartott pozíciók, kockázatvállalások, a devizaárfolyam kockázat és nagykockázatok fedezetéhez szükséges tőkekövetelmény megállapításának szabályairól és a kereskedési könyv vezetésének részletes szabályairól szóló 244/2000. (XII. 24.) Korm. rendelet módosításáról
- 346/2007. (XII. 20.) Korm. rendelet a 2007-2013. programozási időszakban az Európai Regionális Fejlesztési Alapból, az Európai Szociális Alapból és a Kohéziós Alapból származó támogatások fogadásához kapcsolódó pénzügyi lebonyolítási és ellenőrzési rendszerek kialakításáról szóló 281/2006. (XII. 23.) Korm. rendelet módosításáról
- 347/2007. (XII. 20.) Korm. rendelet az államháztartás működési rendjéről szóló 217/1998. (XII. 30.) Korm. rendelet módosításáról
- 348/2007. (XII. 20.) Korm. rendelet a kibővült Európai Unió gazdasági és társadalmi egyenlőtlenségei csökkentését célzó, a Svájci Szövetségi Tanács és a Magyar Kormány között létrejött Svájci-Magyar Együttműködési Program végrehajtásáról szóló Keretmegállapodás kihirdetéséről
- 349/2007. (XII. 21.) Korm. rendelet a közoktatásról szóló 1993. évi LXXIX. törvény végrehajtásáról szóló 20/1997. (II. 13.) Korm. rendelet módosításáról
- 350/2007. (XII. 22.) Korm. rendelet a polgári célú pirotechnikai tevékenységek felügyeletéről szóló 155/2003. (X. 1.) Korm. rendelet módosításáról
- 351/2007. (XII. 23.) Korm. rendelet a nyugdíjszerű rendszeres szociális ellátások emeléséről
- 352/2007. (XII. 23.) Korm. rendelet a nyugellátások és a baleseti járadék emeléséről
- 353/2007. (XII. 23.) Korm. rendelet a személyes gondoskodást nyújtó szociális intézmény és a falugondnoki szolgálat működésének engedélyezéséről, továbbá a szociális vállalkozás engedélyezéséről szóló 188/1999. (XII. 16.) Korm. rendelet módosításáról
- 354/2007. (XII. 23.) Korm. rendelet az Igazságügyi Hivatalról szóló 303/2006. (XII. 23.) Korm. rendelet módosításáról
- 355/2007. (XII. 23.) Korm. rendelet a Magyar Köztársaság által a szabad mozgás és tartózkodás jogával rendelkező személyek tekintetében alkalmazott, a munkaerő szabad áramlásával összefüggő átmeneti szabályokról
- 356/2007. (XII. 23.) Korm. rendelet a földhasználati nyilvántartás részletes szabályairól
- 357/2007. (XII. 23.) Korm. rendelet a földhivatalokról, a Földmérési és Távérzékelési Intézetről, a Földrajzinév Bizottságról és az ingatlan-nyilvántartási eljárás részletes szabályairól szóló 338/2006. (XII. 23.) Korm. rendelet módosításáról
- 358/2007. (XII. 23.) Korm. rendelet az Adó- és Pénzügyi Hivatalról szóló 273/2006. (XII. 23.) Korm. rendelet módosításáról és egyes kormányrendeletek hatályon kívül helyezéséről
- 359/2007. (XII. 23.) Korm. rendelet a Vám- és Pénzügyőrség szervezetéről, valamint egyes szervek kijelöléséről szóló 314/2006. (XII. 23.) Korm. rendelet módosításáról
- 360/2007. (XII. 23.) Korm. rendelet a központosított közbeszerzési rendszerről, valamint a központi beszerző szervezet feladat- és hatásköréről szóló 168/2004. (V. 25.) Korm. rendelet módosításáról
- 361/2007. (XII. 23.) Korm. rendelet a fejlesztési adókedvezményről szóló 206/2006. (X. 16.) Korm. rendelet módosításáról
- 362/2007. (XII. 23.) Korm. rendelet a gazdálkodó szervezetek részére nyújtott 2007. évi egyedi termelési támogatásokról, költségtérítésekről szóló 52/2007. (III. 26.) Korm. rendelet módosításáról
- 363/2007. (XII. 23.) Korm. rendelet az Országos Labdarúgópálya Létesítési Program keretében megvalósuló beruházások támogatásáról
- 364/2007. (XII. 23.) Korm. rendelet az egyes egészségügyi tárgyú kormányrendeletek módosításáról
- 365/2007. (XII. 23.) Korm. rendelet a társadalombiztosítási nyugellátásról szóló 1997. évi LXXXI. törvény végrehajtásáról szóló 168/1997. (X. 6.) Korm. rendelet módosításáról
- 366/2007. (XII. 23.) Korm. rendelet a társadalombiztosítás ellátásaira és a magánnyugdíjra jogosultakról, valamint e szolgáltatások fedezetéről szóló 1997. évi LXXX. törvény végrehajtásáról szóló 195/1997. (XI. 5.) Korm. rendelet módosításáról
- 367/2007. (XII. 23.) Korm. rendelet az önkéntes kölcsönös egészség- és önsegélyező pénztárak egyes gazdálkodási szabályairól szóló 268/1997. (XII. 22.) Korm. rendelet módosításáról
- 368/2007. (XII. 23.) Korm. rendelet az önkéntes kölcsönös nyugdíjpénztárak befektetési és gazdálkodási szabályairól szóló 281/2001. (XII. 26.) Korm. rendelet módosításáról
- 369/2007. (XII. 23.) Korm. rendelet a magánnyugdíjpénztárak befektetési és gazdálkodási tevékenységéről szóló 282/2001. (XII. 26.) Korm. rendelet módosításáról
- 370/2007. (XII. 23.) Korm. rendelet a várólista alapján nyújtható ellátások részletes szabályairól szóló 287/2006. (XII. 23.) Korm. rendelet módosításáról
- 371/2007. (XII. 23.) Korm. rendelet a szociális foglalkoztatás engedélyezéséről és a szociális foglalkoztatási támogatásról szóló 112/2006. (V. 12.) Korm. rendelet módosításáról
- 372/2007. (XII. 23.) Korm. rendelet a felsőoktatás területét érintő egyes kormányrendeletek módosításáról
- 373/2007. (XII. 23.) Korm. rendelet a felnőttképzést folytató intézmények és a felnőttképzési programok akkreditációjának szabályairól szóló 22/2004. (II. 16.) Korm. rendelet módosításáról
- 374/2007. (XII. 23.) Korm. rendelet az Európai Unió soros magyar elnökségben közvetlenül résztvevők kiválasztásáról, képzéséről és anyagi elismeréséről
- 375/2007. (XII. 23.) Korm. rendelet a kisebbségi önkormányzatoknak a központi költségvetésből nyújtott feladatarányos támogatások feltételrendszeréről és elszámolásának rendjéről
- 376/2007. (XII. 23.) Korm. rendelet a kisebbségi önkormányzatok gazdálkodásáról
- 377/2007. (XII. 23.) Korm. rendelet egyes környezetvédelmi és vízügyi tárgyú jogszabályok módosításáról
- 378/2007. (XII. 23.) Korm. rendelet a környezetvédelmi, természetvédelmi és tájvédelmi szakértői tevékenységről
- 379/2007. (XII. 23.) Korm. rendelet a vizek hasznosítását, védelmét és kártételeinek elhárítását szolgáló tevékenységekre és létesítményekre vonatkozó szabályokról
- 380/2007. (XII. 23.) Korm. rendelet a hitelintézetek értékpapírosítási tőkekövetelményéről
- 381/2007. (XII. 23.) Korm. rendelet a hitelintézet partnerkockázatának kezeléséről
- 382/2007. (XII. 23.) Korm. rendelet a villamosenergia-ipari építésügyi hatósági engedélyezési eljárásokról
- 383/2007. (XII. 23.) Korm. rendelet az 1989. október 23-át megelőzően alkotott rendeleti szintű jogszabályok rendezéséről
- 384/2007. (XII. 23.) Korm. rendelet a Rendőrség által alkalmazott kényszerítő eszközök rendszeresítésének szakmai követelményeiről és eljárási szabályairól
- 385/2007. (XII. 23.) Korm. rendelet a közúti közlekedési előéleti pontrendszerről szóló 2000. évi CXXVIII. törvény végrehajtásáról szóló 236/2000. (XII. 23.) Korm. rendelet módosításáról
- 386/2007. (XII. 23.) Korm. rendelet egyes fejlesztéspolitikai tárgyú kormányrendeletek módosításáról
- 387/2007. (XII. 23.) Korm. rendelet az egészségkárosodott személyek szociális járadékairól
- 388/2007. (XII. 23.) Korm. rendelet a közalkalmazotti pályázatnak a kormányzati személyügyi igazgatási feladatokat ellátó szerv honlapján történő közzétételére vonatkozó részletes szabályokról
- 389/2007. (XII. 23.) Korm. rendelet a megújuló energiaforrásból vagy hulladékból nyert energiával termelt villamos energia, valamint a kapcsoltan termelt villamos energia kötelező átvételéről és átvételi áráról
- 390/2007. (XII. 23.) Korm. rendelet a fegyveres szervek hivatásos állományú tagjainak szolgálati viszonyáról szóló 1996. évi XLIII. törvény végrehajtásáról szóló 140/1996. (VIII. 31.) Korm. rendelet módosításáról
- 391/2007. (XII. 23.) Korm. rendelet a lakáscélú állami támogatásokról szóló 12/2001. (I. 31.) Korm. rendelet módosításáról
- 392/2007. (XII. 27.) Korm. rendelet az egyes, tudomány- és innovációpolitikával összefüggő jogszabályok módosításáról
- 393/2007. (XII. 27.) Korm. rendelet az építésügyi és az építésfelügyeleti hatóságok kijelöléséről és működési feltételeiről szóló 343/2006. (XII. 23.) Korm. rendelet módosításáról
- 394/2007. (XII. 27.) Korm. rendelet a családok támogatásáról szóló 1998. évi LXXXIV. törvény végrehajtásáról rendelkező 223/1998. (XII. 30.) Korm. rendelet módosításáról
- 395/2007. (XII. 27.) Korm. rendelet a pénzbeli és természetbeni szociális ellátásokkal kapcsolatos egyes kormányrendeletek módosításáról
- 396/2007. (XII. 27.) Korm. rendelet a magánnyugdíjpénztárak, az önkéntes nyugdíjpénztárak, valamint az önkéntes kölcsönös egészség- és önsegélyező pénztárak beszámolókészítési és könyvvezetési kötelezettségének sajátosságairól szóló kormányrendeletek módosításáról
- 397/2007. (XII. 27.) Korm. rendelet a hitelintézetek és a pénzügyi vállalkozások, valamint a biztosítók éves beszámoló készítési és könyvvezetési kötelezettségének sajátosságairól szóló kormányrendeletek módosításáról
- 398/2007. (XII. 27.) Korm. rendelet egyes, a számvitelről szóló 2000. évi C. törvényhez kapcsolódó, sajátos számviteli szabályokat tartalmazó kormányrendeletek módosításáról
- 399/2007. (XII. 27.) Korm. rendelet a foglalkoztatói nyugdíjszolgáltató intézmények éves beszámoló készítési és könyvvezetési kötelezettségének sajátosságairól
- 400/2007. (XII. 27.) Korm. rendelet az államháztartás szervezetei beszámolási és könyvvezetési kötelezettségének sajátosságairól szóló 249/2000. (XII. 24.) Korm. rendelet, valamint a kincstári elszámolások beszámolási és könyvvezetési kötelezettségének sajátosságairól szóló 240/2003. (XII. 17.) Korm. rendelet módosításáról
- 401/2007. (XII. 27.) Korm. rendelet az államháztartás működési rendjéről szóló 217/1998. (XII. 30.) Korm. rendelet módosításáról
- 402/2007. (XII. 27.) Korm. rendelet a 2007-2013. programozási időszakban az Európai Regionális Fejlesztési Alapból, az Európai Szociális Alapból és a Kohéziós Alapból származó támogatások fogadásához kapcsolódó pénzügyi lebonyolítási és ellenőrzési rendszerek kialakításáról szóló 281/2006. (XII. 23.) Korm. rendelet módosításáról
- 403/2007. (XII. 27.) Korm. rendelet a Nemzeti Fejlesztési Terv operatív programjai, az EQUAL Közösségi Kezdeményezés program és a Kohéziós Alap projektek támogatásainak fogadásához kapcsolódó pénzügyi lebonyolítási, számviteli és ellenőrzési rendszerek kialakításáról szóló 360/2004. (XII. 26.) Korm. rendelet módosításáról
- 404/2007. (XII. 27.) Korm. rendelet az Európai Uniós előcsatlakozási eszközök és az Átmeneti Támogatás felhasználásának pénzügyi tervezési, lebonyolítási, számviteli és ellenőrzési rendjéről szóló 119/2004. (IV. 29.) Korm. rendelet módosításáról
- 405/2007. (XII. 27.) Korm. rendelet a Kormányzati Ellenőrzési Hivatalról szóló 312/2006. (XII. 23.) Korm. rendelet módosításáról
- 406/2007. (XII. 27.) Korm. rendelet a kormányzati személyügyi igazgatási feladatokat ellátó szerv által lefolytatott pályáztatás rendjéről, annak szervezéséről és lebonyolításáról, a pályázati eljárás alól adott mentesítésről, a kompetencia-vizsgálatról és a toborzási adatbázisról, valamint a pályázati eljáráshoz kapcsolódó nyilvántartás szabályairól
- 407/2007. (XII. 29.) Korm. rendelet az Európai Unió által elrendelt pénzügyi és vagyoni korlátozó intézkedésekkel összefüggő egyes kormányrendeletek módosításáról
- 408/2007. (XII. 29.) Korm. rendelet a légiközlekedésről szóló 1995. évi XCVII. törvény végrehajtásáról szóló 141/1995. (XI. 30.) Korm. rendelet és az Egyenlő Bánásmód Hatóságról és eljárásának részletes szabályairól szóló 362/2004. (XII. 26.) Korm. rendelet módosításáról
- 409/2007. (XII. 29.) Korm. rendelet a közúti közlekedésbiztonság egyes állami feladatainak teljesítéséhez szükséges pénzügyi forrásokról és azok felhasználásának módjáról szóló 188/1996. (XII. 17.) Korm. rendelet módosításáról
- 410/2007. (XII. 29.) Korm. rendelet a közigazgatási bírsággal sújtandó közlekedési szabályszegések köréről, az e tevékenységekre vonatkozó rendelkezések megsértése esetén kiszabható bírságok összegéről, felhasználásának rendjéről és az ellenőrzésben történő közreműködés feltételeiről

### Országgyűlési határozatok (113)
- 1/2007. (II. 13.) OGY határozat az Észak-atlanti Szerződés Szervezetének rigai csúcstalálkozója idejére nyújtott NATO támogatáshoz történő magyar katonai hozzájárulásról szóló beszámoló elfogadásáról
- 2/2007. (II. 13.) OGY határozat a Magyar Köztársaság Kormányának a NATO iraki Kiképző Missziójában történő magyar katonai részvétellel kapcsolatos döntéséről szóló beszámoló elfogadásáról
- 3/2007. (II. 13.) OGY határozat egy magyar vezetésű afganisztáni tartományi újjáépítési csoport létesítéséről szóló beszámoló elfogadásáról
- 4/2007. (II. 13.) OGY határozat Irak demokratikus újjáépítéséhez szükséges stabilizációs és humanitárius műveletekben résztvevő külföldi fegyveres erők Magyar Köztársaság területén történő áthaladásáról szóló jelentés elfogadásáról
- 5/2007. (II. 13.) OGY határozat a helyi önkormányzati képviselők és polgármesterek, valamint a települési kisebbségi önkormányzati képviselők 2006. október 1-jén megtartott választásáról szóló - az Országos Választási Bizottság által benyújtott - jelentés elfogadásáról
- 6/2007. (II. 13.) OGY határozat a helyi önkormányzati képviselők és polgármesterek, valamint a települési kisebbségi önkormányzati képviselők 2006. október 1-jei választásának megszervezésével és lebonyolításával kapcsolatos állami feladatok végrehajtásáról szóló, az önkormányzati és területfejlesztési miniszter által benyújtott jelentés elfogadásáról
- 7/2007. (II. 13.) OGY határozat az Országgyűlés bizottságainak létrehozásáról, tisztségviselőinek és tagjainak megválasztásáról szóló 14/2006. (V. 31.) OGY határozat módosításáról
- 8/2007. (II. 21.) OGY határozat az Alkotmánybíróság két tagjának megválasztásáról
- 9/2007. (II. 21.) OGY határozat dr. Lázár János országgyűlési képviselő mentelmi ügyében
- 10/2007. (II. 21.) OGY határozat társadalmi bűnmegelőzés nemzeti stratégiájáról szóló 115/2003. (X. 28.) OGY határozat módosításáról
- 11/2007. (III. 7.) OGY határozat a Fogyasztóvédelmi eseti bizottság tisztségviselőinek és tagjainak megválasztásáról
- 12/2007. (III. 7.) OGY határozat „Fogyasztóvédelmi eseti bizottság” létrehozásáról
- 13/2007. (III. 7.) OGY határozat a Kábítószerügyi eseti bizottság tisztségviselőinek és tagjainak megválasztásáról
- 14/2007. (III. 7.) OGY határozat „Kábítószerügyi eseti bizottság” létrehozásáról
- 15/2007. (III. 7.) OGY határozat a második Nemzeti Környezetvédelmi Program 2003-2004. évi végrehajtásának helyzetéről szóló jelentés elfogadásáról
- 16/2007. (III. 7.) OGY határozat a Magyar Köztársaság területén élő nemzeti és etnikai kisebbségek helyzetéről (2003. február-2005. február) szóló beszámoló elfogadásáról
- 17/2007. (III. 14.) OGY határozat a Magyar-Lengyel Barátság Napjáról
- 18/2007. (III. 14.) OGY határozat a Magyar Televízió Közalapítvány Kuratóriuma Elnöksége tisztségviselőinek és tagjainak választásáról
- 19/2007. (III. 14.) OGY határozat az Országgyűlés bizottságainak létrehozásáról, tisztségviselőinek és tagjainak megválasztásáról szóló 14/2006. (V. 31.) OGY határozat módosításáról
- 20/2007. (III. 14.) OGY határozat dr. Lázár János országgyűlési képviselő mentelmi ügyében
- 21/2007. (III. 14.) OGY határozat Tóth József országgyűlési képviselő mentelmi ügyében
- 22/2007. (III. 20.) OGY határozat az Alkotmánybíróság két tagjának megválasztásáról
- 23/2007. (III. 20.) OGY határozat az Emberi Jogok Európai Bírósága ítéleteinek végrehajtásáról és a Kormányképviselet tevékenységéről
- 24/2007. (III. 20.) OGY határozat a világ kulturális és természeti örökségének védelméről szóló 1972. évi UNESCO Világörökség Egyezmény 2002-2006. közötti magyarországi végrehajtásáról szóló jelentés elfogadásáról
- 25/2007. (III. 20.) OGY határozat az Országgyűlés felhatalmazásának megadásáról az államháztartásról szóló 1992. évi XXXVIII. törvény 22. § (2) bekezdése alapján az M6-os autópályává fejleszthető autóút Szekszárd-Bóly közötti szakaszának és az M60-as autópályává fejleszthető autóút Bóly-Pécs közötti szakaszának koncesszióba adására vonatkozó közbeszerzési eljárás megkezdéséhez
- 26/2007. (III. 28.) OGY határozat a 125 éves MTI - Éves jelentés 2005. című beszámolójáról
- 27/2007. (III. 28.) OGY határozat a Magyar Távirati Iroda Részvénytársaság létrehozásáról szóló 70/1997. (VII. 15.) OGY határozat módosításáról
- 28/2007. (III. 28.) OGY határozat az Országos Rádió és Televízió Testület 2006. évi tevékenységéről szóló beszámoló elfogadásáról
- 29/2007. (IV. 5.) OGY határozat a Kábítószerügyi eseti bizottság tisztségviselőinek és tagjainak megválasztásáról szóló 13/2007. (III. 7.) OGY határozat módosításáról
- 30/2007. (IV. 5.) OGY határozat a „Fogyasztóvédelmi eseti bizottság” létrehozásáról szóló 12/2007. (III. 7.) OGY határozat, valamint a „Kábítószerügyi eseti bizottság” létrehozásáról szóló 14/2007. (III. 7.) OGY határozat módosításáról
- 31/2007. (IV. 19.) OGY határozat az Új Magyarország Fejlesztési Terv végrehajtását felügyelő eseti bizottság tisztségviselőinek és tagjainak megválasztásáról szóló 56/2006. (XII. 20.) OGY határozat módosításáról
- 32/2007. (IV. 19.) OGY határozat a Nemzetközi Munkaügyi Szervezet Általános Konferenciája 95. ülésszakán elfogadott, a munkavédelemről szóló 187. számú Keretegyezményről és a munkavédelemről szóló 197. számú Ajánlásról, valamint a munkaviszonyról szóló 198. számú Ajánlásról szóló beszámoló elfogadásáról
- 33/2007. (IV. 19.) OGY határozat a Hungária Televízió Közalapítvány működésének 2004. január 1-jétől 2004. december 31-ig terjedő időszakáról szóló beszámoló elfogadásáról
- 34/2007. (IV. 19.) OGY határozat a Hungária Televízió Közalapítvány működésének 2005. január 1-jétől 2005. december 31-ig terjedő időszakáról szóló beszámoló elfogadásáról
- 35/2007. (IV. 25.) OGY határozat az Országgyűlés bizottságainak létrehozásáról, tisztségviselőinek és tagjainak megválasztásáról szóló 14/2006. (V. 31.) OGY határozat módosításáról
- 36/2007. (V. 3.) OGY határozat a Fogyasztóvédelmi eseti bizottság tisztségviselőinek és tagjainak megválasztásáról szóló 11/2007. (III. 7.) OGY határozat módosításáról
- 37/2007. (V. 9.) OGY határozat népi kezdeményezésről
- 38/2007. (V. 9.) OGY határozat a kábítószer-probléma visszaszorítása érdekében készített nemzeti stratégiai program megvalósulásáról, az ellátó-intézményrendszer átvilágításáról és hatékonyságvizsgálatáról (2003-2005. évek vonatkozásában) szóló jelentés elfogadásáról, valamint a kábítószer-probléma visszaszorítása érdekében készített nemzeti stratégiai program elfogadásáról szóló 96/2000. (XII. 11.) OGY határozat módosításáról
- 39/2007. (V. 9.) OGY határozat a nemzeti és etnikai kisebbségi szervezetek költségvetési támogatásáról
- 40/2007. (V. 9.) OGY határozat az Országgyűlés bizottságainak létrehozásáról, tisztségviselőinek és tagjainak megválasztásáról szóló 14/2006. (V. 31.) OGY határozat módosításáról
- 41/2007. (V. 23.) OGY határozat az Állami Számvevőszék 2006. évi tevékenységéről szóló jelentés elfogadásáról
- 42/2007. (V. 23.) OGY határozat a Gazdasági Versenyhivatal 2005. évi tevékenységéről és a versenytörvény alkalmazása során szerzett, a verseny tisztaságának és szabadságának érvényesülésével kapcsolatos tapasztalatokról szóló jelentés elfogadásáról
- 43/2007. (V. 23.) OGY határozata a Gazdasági Versenyhivatal 2006. évi tevékenységéről és a versenytörvény alkalmazása során szerzett, a verseny tisztaságának és szabadságának érvényesülésével kapcsolatos tapasztalatokról szóló jelentés elfogadásáról
- 44/2007. (V. 31.) OGY határozat az állampolgári jogok országgyűlési biztosának és általános helyettesének 2006. évi tevékenységéről szóló beszámoló elfogadásáról
- 45/2007. (V. 31.) OGY határozat az adatvédelmi biztos 2006. évi tevékenységéről szóló beszámoló elfogadásáról
- 46/2007. (V. 31.) OGY határozat a nemzeti és etnikai kisebbségi jogok országgyűlési biztosának 2006. évi tevékenységéről szóló beszámoló elfogadásáról
- 47/2007. (V. 31.) OGY határozat a „Legyen jobb a gyermekeknek!” Nemzeti Stratégiáról, 2007-2032
- 48/2007. (V. 31.) OGY határozat az Országgyűlés felhatalmazásának megadásáról az államháztartásról szóló 1992. évi XXXVIII. törvény 22. §-a alapján a Kormányzati Negyed beruházás részeként létrejövő Kormányzati Épület(együttes) megvalósítását célzó közbeszerzési eljárás megkezdéséhez és az eredményes közbeszerzési eljárás esetén a szerződéskötéshez
- 49/2007. (V. 31.) OGY határozat Sándor István országgyűlési képviselő mentelmi ügyében
- 50/2007. (VI. 6.) OGY határozat a Fogyasztóvédelmi eseti bizottság tisztségviselőinek és tagjainak megválasztásáról szóló 11/2007. (III. 7.) OGY határozat módosításáról
- 51/2007. (VI. 6.) OGY határozat a Magyar Honvédség további fejlesztésének irányairól
- 52/2007. (VI. 13.) OGY határozat országgyűlési biztos választásáról
- 53/2007. (VI. 13.) OGY határozat az ENSZ libanoni békefenntartó missziójában (UNIFIL) való magyar részvételről szóló 44/2006. (X. 10.) OGY határozat módosításáról
- 54/2007. (VI. 20.) OGY határozat az Új Magyarország Fejlesztési Terv végrehajtását felügyelő eseti bizottság tisztségviselőinek és tagjainak megválasztásáról szóló 56/2006. (XII. 20.) OGY határozat módosításáról
- 55/2007. (VI. 20.) OGY határozat az Országgyűlés bizottságainak létrehozásáról, tisztségviselőinek és tagjainak megválasztásáról szóló 14/2006. (V. 31.) OGY határozat módosításáról
- 56/2007. (VI. 20.) OGY határozat „Kutatási és innovációs eseti bizottság” létrehozásáról
- 57/2007. (VI. 26.) OGY határozat a műsorterjesztés és a digitális átállás szabályairól szóló törvényben meghatározott pályázati eljárás országgyűlési ellenőrzését szolgáló eseti bizottság felállításáról
- 58/2007. (VI. 26.) OGY határozat a műsorterjesztés és a digitális átállás szabályairól szóló törvényben meghatározott pályázati eljárás országgyűlési ellenőrzését szolgáló eseti bizottság tisztségviselőinek és tagjainak megválasztásáról
- 59/2007. (VI. 26.) OGY határozat az audiovizuális média szabályozásának reformjáról
- 60/2007. (VI. 27.) OGY határozat az Országgyűlés bizottságainak létrehozásáról, tisztségviselőinek és tagjainak megválasztásáról szóló 14/2006. (V. 31.) OGY határozat módosításáról
- 61/2007. (VI. 27.) OGY határozat a Kutatási és innovációs eseti bizottság tisztségviselőinek és tagjainak megválasztásáról
- 62/2007. (VI. 27.) OGY határozat az állami intézményeknek és szervezeteknek az „Együtt Egymásért, Egy-másért Alapítvány” működésével kapcsolatos korrupciógyanús ügyekben való részvételének körülményeit és az „Együtt Egymásért, Egy-másért Alapítvány” működésének nemzetbiztonsági kockázatait vizsgáló bizottság létrehozásáról
- 63/2007. (VI. 27.) OGY határozat dr. Lomnici Zoltán, a Legfelsőbb Bíróság elnöke mentelmi ügyében
- 64/2007. (VI. 27.) OGY határozat a Magyar Távirati Iroda Zrt. 2006. évi tevékenységéről szóló beszámoló elfogadásáról
- 65/2007. (VI. 27.) OGY határozat a Sport XXI. Nemzeti Sportstratégiáról
- 66/2007. (VI. 27.) OGY határozat a Szentgotthárd és térsége környezeti állapotának megóvásáról és javításáról
- 67/2007. (VI. 28.) OGY határozat a területfejlesztési támogatásokról és a decentralizáció elveiről, a kedvezményezett térségek besorolásának feltételrendszeréről
- 68/2007. (VI. 28.) OGY határozat a Roma Integráció Évtizede Program Stratégiai Tervről
- 69/2007. (VI. 28.) OGY határozat az úthasználattal arányos elektronikus díjfizetési rendszer magyarországi bevezetéséről
- 70/2007. (IX. 13.) OGY határozat az Irak demokratikus újjáépítéséhez szükséges stabilizációs és humanitárius műveletekben résztvevő külföldi fegyveres erők Magyar Köztársaság területén 2006. évben végrehajtott áthaladásáról szóló jelentés elfogadásáról
- 71/2007. (IX. 21.) OGY határozat az Országgyűlés bizottságainak létrehozásáról, tisztségviselőinek és tagjainak megválasztásáról szóló 14/2006. (V. 31.) OGY határozat módosításáról
- 72/2007. (IX. 21.) OGY határozat a Közbeszerzések Tanácsának a közbeszerzések tisztaságával és átláthatóságával kapcsolatos tapasztalatairól, valamint a 2006. január 1.-december 31. közötti időszakban végzett tevékenységéről szóló beszámoló elfogadásáról
- 73/2007. (IX. 21.) OGY határozat a Magyar Köztársaság Kormányának a NATO iraki Kiképző Missziójában történő magyar katonai részvétellel kapcsolatos döntéséről szóló beszámoló elfogadásáról
- 74/2007. (IX. 28.) OGY határozat országgyűlési biztos választásáról
- 75/2007. (IX. 28.) OGY határozat az Országgyűlés tisztségviselőinek megválasztásáról szóló 13/2006. (V. 16.) OGY határozat módosításáról
- 76/2007. (IX. 28.) OGY határozat a „Fogyasztóvédelmi eseti bizottság” létrehozásáról szóló 12/2007. (III. 7.) OGY határozat módosításáról
- 77/2007. (IX. 28.) OGY határozat a „Kábítószerügyi eseti bizottság” létrehozásáról szóló 14/2007. (III. 7.) OGY határozat módosításáról
- 78/2007. (IX. 28.) OGY határozat az 1998-2006 közötti költségvetési éveket érintően, az Országgyűlés, a Miniszterelnöki Hivatal és a minisztériumok hatáskörében hozott döntéssel, államháztartáson kívüli szervezetek részére történt ingyenes vagyoni juttatásokkal kapcsolatos eljárások szabályszerűségének kivizsgálására parlamenti vizsgálóbizottság felállításáról
- 79/2007. (IX. 28.) OGY határozat Bencsik János országgyűlési képviselő mentelmi ügyében
- 80/2007. (IX. 28.) OGY határozat dr. Fodor Gábor országgyűlési képviselő mentelmi ügyében
- 81/2007. (IX. 28.) OGY határozat Gyurcsány Ferenc országgyűlési képviselő mentelmi ügyében
- 82/2007. (IX. 28.) OGY határozat dr. Juhászné Lévai Katalin országgyűlési képviselő mentelmi ügyében
- 83/2007. (IX. 28.) OGY határozat dr. Kupper András országgyűlési képviselő mentelmi ügyében
- 84/2007. (X. 5.) OGY határozat az Országgyűlés bizottságainak létrehozásáról, tisztségviselőinek és tagjainak megválasztásáról szóló 14/2006. (V. 31.) OGY határozat módosításáról
- 85/2007. (X. 5.) OGY határozat a Magyar Rádió Közalapítvány Ellenőrző Testülete és a Hungária Televízió Közalapítvány Ellenőrző Testülete elnökeinek és tagjainak választásáról szóló 3/2004. (III. 2.) OGY határozat módosításáról
- 86/2007. (X. 5.) OGY határozat a Szülőföld Alap 2005-2006. évi tevékenységéről szóló beszámoló elfogadásáról
- 87/2007. (X. 12.) OGY határozat az Országgyűlés bizottságainak létrehozásáról, tisztségviselőinek és tagjainak megválasztásáról szóló 14/2006. (V. 31.) OGY határozat módosításáról
- 88/2007. (X. 12.) OGY határozat Tóth András országgyűlési képviselő mentelmi ügyében
- 89/2007. (X. 12.) OGY határozat a Fogyasztóvédelmi eseti bizottság tisztségviselőinek és tagjainak megválasztásáról szóló 11/2007. (III. 7.) OGY határozat módosításáról
- 90/2007. (X. 12.) OGY határozat az Új Magyarország Fejlesztési Terv végrehajtását felügyelő eseti bizottság tisztségviselőinek és tagjainak megválasztásáról szóló 56/2006. (XII. 20.) OGY határozat módosításáról
- 91/2007. (X. 18.) OGY határozat népi kezdeményezésről
- 92/2007. (X. 18.) OGY határozat az Országgyűlés bizottságainak létrehozásáról, tisztségviselőinek és tagjainak megválasztásáról szóló 14/2006. (V. 31.) OGY határozat módosításáról
- 93/2007. (X. 18.) OGY határozat Lengyel Zoltán országgyűlési képviselő mentelmi ügyében
- 94/2007. (X. 31.) OGY határozat az Országgyűlés bizottságainak létrehozásáról, tisztségviselőinek és tagjainak megválasztásáról szóló 14/2006. (V. 31.) OGY határozat módosításáról
- 95/2007. (X. 31.) OGY határozat a gyermekek és az ifjúság helyzetéről, életkörülményeinek alakulásáról és az ezzel összefüggésben a 2005. évben megtett kormányzati intézkedésekről szóló jelentés elfogadásáról
- 96/2007. (X. 31.) OGY határozat az államháztartásról szóló 1992. évi XXXVIII. törvény 22. § (2) bekezdése alapján az M6-os autópálya Dunaújváros-Szekszárd közötti szakaszának koncesszióba adására vonatkozó közbeszerzési eljárás megkezdéséhez szükséges országgyűlési felhatalmazás megadásáról
- 97/2007. (X. 31.) OGY határozat a 25/2007. (III. 20.) OGY határozat alapján az M6-os autópálya Szekszárd-Bóly közötti szakaszának és az M60-as autópálya Bóly-Pécs közötti szakaszának koncesszióba adására vonatkozó közbeszerzési eljárás eredménye vonatkozásában az Országgyűlés jóváhagyásának megadásáról
- 98/2007. (XI. 8.) OGY határozat az állami intézményeknek és szervezeteknek az „Együtt Egymásért, Egy-másért Alapítvány” működésével kapcsolatos korrupciógyanús ügyekben való részvételének körülményeit és az „Együtt Egymásért, Egy-másért Alapítvány” működésének nemzetbiztonsági kockázatait vizsgáló bizottság tisztségviselőinek és tagjainak megválasztásáról
- 99/2007. (XI. 8.) OGY határozat az Országgyűlés bizottságainak létrehozásáról, tisztségviselőinek és tagjainak megválasztásáról szóló 14/2006. (V. 31.) OGY határozat módosításáról
- 100/2007. (XI. 14.) OGY határozat a Magyar Köztársaság hosszú távú fenntartható fejlődésével kapcsolatos tervezési és egyeztetési folyamat feladatairól
- 101/2007. (XI. 22.) OGY határozat az Országgyűlés bizottságainak létrehozásáról, tisztségviselőinek és tagjainak megválasztásáról szóló 14/2006. (V. 31.) OGY határozat módosításáról
- 102/2007. (XI. 22.) OGY határozat az agrárgazdaság 2006. évi helyzetéről szóló jelentés elfogadásáról
- 103/2007. (XII. 6.) OGY határozat a Magyar Köztársaság Országgyűlésének Házszabályáról szóló 46/1994. (IX. 30.) OGY határozat módosításáról
- 104/2007. (XII. 6.) OGY határozat a Magyar Nemzeti Bank Felügyelő Bizottsága elnökének és tagjainak megválasztásáról
- 105/2007. (XII. 6.) OGY határozat népi kezdeményezésről
- 106/2007. (XII. 6.) OGY határozat a Magyar Honvédség részletes bontású létszámáról
- 107/2007. (XII. 14.) OGY határozat a Magyar Rádió Közalapítvány Kuratóriuma Elnöksége és a Hungária Televízió Közalapítvány Kuratóriuma Elnöksége tisztségviselőinek és tagjainak választásáról szóló 2/2004. (III. 2.) OGY határozat módosításáról
- 108/2007. (XII. 14.) OGY határozat dr. Juhászné Lévai Katalin országgyűlési képviselő mentelmi ügyében
- 109/2007. (XII. 19.) OGY határozat országos népszavazás elrendeléséről
- 110/2007. (XII. 19.) OGY határozat országos népszavazás elrendeléséről
- 111/2007. (XII. 19.) OGY határozat országos népszavazás elrendeléséről
- 112/2007. (XII. 19.) OGY határozat a Budapest VIII., Köztársaság tér 27. szám alatti, kincstári vagyon részét képező épület értékesítése tárgyában megkötött megállapodás állami számvevőszéki vizsgálatáról
- 113/2007. (XII. 22.) OGY határozat a Lisszaboni Szerződés kihirdetéséhez kapcsolódóan az Európai Unióról szóló szerződés 2. cikkéről

### Egyéb fontosabb jogszabályok

#### A köztársasági elnök határozatai
- 66/2007. (IV. 6.) KE határozat Dr. Molnár Lajos egészségügyi miniszter megbízatása megszűnéséről

#### A miniszterelnök rendeletei
- 2/2007. (IV. 6.) ME rendelet Az egészségügyi miniszteri feladatokat ideiglenesen ellátó miniszter megbízásáról

#### Miniszteri rendeletek

##### Január
- 1/2007. (I. 9.) FVM rendelet Az állatlétszámhoz kötött támogatási jogosultság országos tartalékáról szóló 93/2005. (X. 21.) FVM rendelet módosításáról
- 1/2007. (I. 9.) GKM rendelet A távhő- és villamosenergia-termelői engedélyekkel rendelkező engedélyes által közvetlenül vagy közvetve lakossági távhő-szolgáltatási célra értékesített melegített víz és gőz hatósági árának megállapításáról szóló 1/2006. (I. 18.) GKM rendelet módosításáról
- 2/2007. (I. 9.) GKM rendelet A belföldi közforgalmú menetrend szerinti vasúti személyszállítás legmagasabb díjairól szóló 28/1996. (XII. 20.) KHVM rendelet módosításáról
- 3/2007. (I. 9.) GKM rendelet A belföldi helyközi (távolsági) menetrend szerinti autóbusz-közlekedés, valamint a nevelési-oktatási intézmények által rendelt belföldi autóbusz különjáratok legmagasabb díjairól szóló 39/1999. (XII. 20.) KHVM rendelet módosításáról
- 1/2007. (I. 9.) MeHVM–GKM együttes rendelet' A Gazdasági Versenyképesség Operatív Program végrehajtásában közreműködő szervezetek kijelöléséről szóló 15/2004. (II. 16.) GKM–IHM–OM–PM–TNM együttes rendelet módosításáról
- 2/2007. (I. 10.) FVM rendelet A harmadik országokból az Európai Unió területére behozni kívánt termékek állategészségügyi ellenőrzéséről szóló 53/2004. (IV.24.) FVM rendelet módosításáról
- 1/2007. (I. 10.) HM rendelet A Magyar Honvédség, valamint a miniszter közvetlen irányítása (felügyelete) alá tartozó szervezetek hivatásos és szerződéses állományának beosztási kategóriába történő részletes besorolásáról, illetve az ezen beosztásokban elérhető rendfokozatokról szóló 30/2001. (XII. 27.) HM rendelet módosításáról
- 2/2007. (I. 10.) MeHVM–OKM–SZMM együttes rendelet Az Oktatási Minisztérium Alapkezelési Igazgatósága és az Európai Szociális Alap Nemzeti Programiroda Társadalmi Szolgáltató Közhasznú Társaság közreműködő szervezetté történő kijelöléséről, valamint a 2004–2006. évi Humánerőforrás-fejlesztési Operatív Program közoktatási, szakképzési és felsőoktatási intézkedéseinek végrehajtásáról szóló 22/2004. (VI. 8.) FMM–OM együttes rendelet módosításáról
- 1/2007. (I. 16.) MNB rendelet A „Libelle repülőgép” emlékérme kibocsátásáról
- 3/2007. (I. 16.) FVM rendelet Az intervenciós cukorraktárakkal szembeni követelményekről szóló 33/2005. (IV. 12.) FVM rendelet módosításáról
- 4/2007. (I. 16.) GKM rendelet A bányafelügyeleti hatósági eljárásokban a hatósági közvetítő díjazásáról
- 1/2007. (I. 18.) OKM rendelet a közoktatás minőségbiztosításáról és minőségfejlesztéséről szóló 3/2002. (II. 15.) OM rendelet módosításáról
- 4/2007. (I. 18.) FVM–KvVM együttes rendelet A védett őshonos mezőgazdasági állatfajták és a veszélyeztetett mezőgazdasági állatfajták körének megállapításáról
- 5/2007. (I. 18.) GKM–EüM együttes rendelet Egyes miniszteri rendeleteknek a Nemzeti Közlekedési Hatóság felállításával kapcsolatos módosításáról
- 6/2007. (I. 18.) GKM–KvVM együttes rendelet Egyes közlekedési tárgyú rendeleteknek a Nemzeti Közlekedési Hatóság felállításával kapcsolatos módosításáról
- 2/2007. (I. 18.) HM rendelet A Magyar Honvédség jelképeiről és jelzéseiről szóló 3/1996. (IV.12.) HM rendelet módosításáról
- 1/2007. (I. 18.) KvVM rendelet Az egyes veszélyes anyagok elektromos és elektronikai berendezésekben való alkalmazásának korlátozásáról szóló 16/2004. (X.8.) KvVM rendelet módosításáról
- 2/2007. (I. 18.) KvVM rendelet A Lampl Hugó-emlékplakett alapításáról
- 1/2007. (I. 18.) OKM rendelet A közoktatás minőségbiztosításáról és minőségfejlesztéséről szóló 3/2002. (II. 15.) OM rendelet módosításáról
- 2/2007. (I. 18.) OKM rendelet A nemzeti kulturális örökség minisztere által adományozható művészeti és egyéb szakmai díjakról szóló 3/1999. (II. 24.) NKÖM rendelet kiegészítéséről
- 5/2007. (I. 22.) FVM rendelet A növényvédő szerek forgalomba hozatalának és felhasználásának engedélyezéséről, valamint a növényvédő szerek csomagolásáról, jelöléséről, tárolásáról és szállításáról szóló 89/2004. (V. 15.) FVM rendelet módosításáról
- 7/2007. (I. 22.) GKM rendelet A mutatványos berendezések biztonságosságáról
- 3/2007. (I. 22.) KvVM rendelet A barlangok nyilvántartásáról, a barlangok látogatásának és kutatásának egyes feltételeiről, valamint a barlangok kiépítéséről szóló 13/1998. (V. 6.) KTM rendelet módosításáról
- 3/2007. (I. 24.) MeHVM–EüM együttes rendelet Az Egészségügyi, Szociális és Családügyi Minisztérium szervezeti egységének a 2004–2006. évi Humánerőforrás-fejlesztési Operatív Program egészségügyi és szociális intézkedései végrehajtásában közreműködő szervezetté történő kijelöléséről és feladatairól szóló 10/2004. (IV. 7.) FMM–ESZCSM együttes rendelet módosításáról
- 1/2007. (I. 24.) EüM rendelet Az emberen végzett orvostudományi kutatásokról szóló 23/2002. (V.9.) EüM rendelet módosításáról
- 2/2007. (I. 24.) EüM rendelet Az emberi vér és vérkomponensek gyűjtésére, vizsgálatára, feldolgozására, tárolására és elosztására vonatkozó minőségi és biztonsági előírásokról, valamint ezek egyes technikai követelményeiről szóló 3/2005. (II. 10.) EüM rendelet módosításáról
- 3/2007. (I. 24.) EüM rendelet Az orvosi, továbbá egyes pszichológiai és biológiai területeken végzett igazságügyi szakértői tevékenység folytatásához szükséges szakmai gyakorlat szakirányú jellege igazolásának rendjéről és eljárási szabályairól
- 4/2007. (I. 24.) EüM rendelet A társadalombiztosítási támogatással rendelhető, illetve kölcsönözhető gyógyászati segédeszközökről, a támogatás összegéről és mértékéről, valamint a rendelés, forgalmazás, kölcsönzés és javítás szakmai követelményeiről szóló 19/2003. (IV. 29.) ESZCSM rendelet módosításáról
- 5/2007. (I. 24.) EüM rendelet A társadalombiztosítási támogatással rendelhető gyógyszerek kereskedelmi árréséről
- 6/2007. (I. 24.) FVM rendelet A Nemzeti Vidékfejlesztési Terv alapján a központi költségvetés, valamint az Európai Mezőgazdasági Orientációs és Garancia Alap Garancia Részlege társfinanszírozásában megvalósuló agrár-környezetgazdálkodási támogatások igénybevételének részletes szabályairól szóló 150/2004. (X. 12.) FVM rendelet módosításáról
- 8/2007. (I. 24.) GKM rendelet A Kormány egyedi döntésével megítélhető támogatások nyújtásának szabályairól
- 3/2007. (I. 24.) OKM rendelet Az érettségi vizsga részletes követelményeiről szóló 40/2002. (V.24.) OM rendelet módosításáról
- 1/2007. (I. 25.) IRM rendelet A büntető ügyekben alkalmazható közvetítői tevékenységgel összefüggésben egyes igazságügy-miniszteri rendeletek módosításáról [1]

##### Február
- 7/2007. (II. 13.) OKM rendelet a képzési kötelezettségről és a pedagógiai szakszolgálatokról szóló 14/1994. (VI. 24.) MKM rendelet módosításáról
- 8/2007. (II. 15.) OKM rendelet a nemzetiségi nevelési, oktatási feladatokhoz nyújtott kiegészítő támogatás igénylésének, döntési rendszerének, folyósításának és elszámolásának rendjéről
- 9/2007. (II. 27.) OKM rendelet a kerettantervek kiadásának és jóváhagyásának rendjéről, valamint egyes oktatási jogszabályok módosításáról szóló 17/2004. (V. 20.) OM rendelet, továbbá a nevelési-oktatási intézmények működéséről szóló 11/1994. (VI. 8.) MKM rendelet módosításáról

##### Március
- 13/2007. (III. 1.) FVM rendelet A zöldség-gyümölcs termelői értékesítő szervezetek támogatásáról
- 14/2007. (III. 1.) FVM rendelet A 2004. évi nemzeti hatáskörben nyújtott agrár- és vidékfejlesztési támogatások igénybevételének feltételeiről szóló 25/2004. (III.3.) FVM rendelet módosításáról
- 26/2007. (III. 1.) GKM–HM–KvVM együttes rendelet A magyar légtér légiközlekedés céljára történő kijelöléséről
- 27/2007. (III. 2.) GKM rendelet A földgáz árakkal, díjakkal kapcsolatos egyes miniszteri rendeletek módosításáról
- 6/2007. (III. 2.) IRM rendelet A büntetés-végrehajtási szervezet Szolgálati Szabályzatáról szóló 21/1997. (VII. 8.) IM rendelet módosításáról
- 11/2007. (III. 6.) EüM rendelet Az emberi felhasználásra kerülő gyógyszerek és a gyógyászati segédeszközök reklámozásáról és ismertetéséről
- 12/2007. (III. 6.) EüM rendelet A különleges táplálkozási célú élelmiszerekről szóló 36/2004. (IV. 26.) ESZCSM rendelet módosításáról
- 7/2007. (III. 6.) IRM rendelet A nukleáris anyagok nyilvántartásának és ellenőrzésének szabályairól
- 8/2007. (III. 6.) IRM rendelet Egyes miniszteri rendeleteknek a Bevándorlási és Állampolgársági Hivatal és a Közigazgatási és Elektronikus Közszolgáltatások Központi Hivatala megjelölésére vonatkozó módosításáról
- 9/2007. (III. 6.) IRM rendelet Az anyakönyvi szakvizsgáról
- 10/2007. (III. 6.) IRM rendelet Az anyakönyvekről, a házasságkötési eljárásról és a névviselésről szóló 6/2003. (III. 7.) BM rendelet módosításáról
- 13/2007. (III. 7.) EüM rendelet Az egészségügyi szakellátás társadalombiztosítási finanszírozásának egyes kérdéseiről szóló 9/1993. (IV. 2.) NM rendelet módosításáról
- 28/2007. (III. 7.) GKM rendelet Az öngyújtók forgalomba hozatalának egyes követelményeiről
- 11/2007. (III. 7.) IRM rendelet A fogvatartottak egészségügyi ellátásáról szóló 5/1998. (III. 6.) IM rendelet módosításáról
- 5/2007. (III. 7.) ÖTM rendelet A pincerendszerek, természetes partfalak és földcsuszamlások veszélyelhárítási munkálatainak 2006. évi költségvetési támogatása igénylésének, döntési rendszerének, folyósításának, felhasználásának és elszámolásának részletes szabályairól szóló 6/2006. (II. 8.) BM rendelet módosításáról
- 11/2007. (III. 7.) SZMM–EüM együttes rendelet A tengeri halászhajók fedélzetén dolgozók munkavédelmi követelményeinek minimális szintjéről szóló 4/2001. (IX. 26.) SZCSM–EüM együttes rendelet módosításáról
- 12/2007. (III. 7.) SZMM rendelet A kollektív szerződések bejelentésének és nyilvántartásának részletes szabályairól szóló 2/2004. (I. 15.) FMM rendelet módosításáról
- 29/2007. (III. 9.) GKM rendelet A felügyeleti díj mértékéről és a felügyeleti díjjal kapcsolatos adatszolgáltatásról és hatósági feladatokról szóló 15/2004. (IV. 24.) IHM rendelet módosításáról
- 3/2007. (III. 9.) PM rendelet A Rendkívüli beruházási tartalék előirányzat átcsoportosításának rendjéről szóló 9/2006. (III. 23.) PM rendelet módosításáról
- 30/2007. (III. 13.) GKM rendelet A szénipari szerkezetátalakítási támogatás mértékének megállapításáról
- 31/2007. (III. 13.) GKM rendelet A belföldi menetrend szerinti személyszállítás ingyenes utazásai után járó fogyasztói árkiegészítés megállapításáról
- 8/2007. (III. 13.) HM rendelet A Honvédelmi Minisztérium fejezet felügyeletét ellátószerv egyes belső ellenőrzési jogosítványainak átruházásáról szóló 23/2004. (IX. 3.) HM rendelet módosításáról
- 12/2007. (III. 13.) IRM rendelet A megkülönböztető és figyelmeztető jelzést adó készülékek felszerelésének és használatának szabályairól
  - 13/2007. (III. 13.) IRM rendelet Az igazságügyi és rendészeti miniszter által rendvédelmi célra feleslegesnek minősített tárgyi eszközök és készletek térítésmentes átadásáról
- 14/2007. (III. 13.) IRM rendelet A fogyasztói érdekek védelme érdekében a jogsértés megszüntetésére irányuló eljárásokról szóló 98/27/EK irányelv mellékletében meghatározott irányelvekkel összeegyeztethetőséget teremtő jogszabályok felsorolásáról szóló 13/2004.(IV. 16.)IM rendelet módosításáról
- 15/2007. (III. 13.) IRM rendelet Az egyes igazgatási hatósági eljárások díjairól, valamint az adatszolgáltatásért fizetendő igazgatási szolgáltatási díjakról rendelkező egyes belügyminiszteri rendeletek módosításáról
- 16/2007. (III. 13.) IRM–MeHVM együttes rendelet A polgárok személyi adatainak és lakcímének nyilvántartásából teljesített adatszolgáltatásért, a kapcsolatfelvétel céljából való megkeresésért, valamint értesítésért fizetendő igazgatási szolgáltatási díjról
- 17/2007. (III. 13.) IRM rendelet A rendőrség és a határőrség áldozatsegítő feladatairól
- 6/2007. (III. 13.) ÖTM rendelet A tűzvédelmi szakértői tevékenység szabályairól
- 4/2007. (III. 13.) PM rendelet A költségvetési viszontgarancia vállalásának és érvényesítésének részletes szabályairól szóló 48/2002.(XII. 28.) PM rendelet módosításáról
- 14/2007. (III. 14.) EüM rendelet A gyógyászati segédeszközök társadalombiztosítási támogatásba történő befogadásáról, forgalmazásáról, javításáról és kölcsönzéséről
- 11/2007. (III. 14.) OKM rendelet a nevelési-oktatási intézmények működéséről szóló 11/1994.(VI: 8.) MKM rendelet módosításáról, valamint a tankönyvvé nyilvánítás, a tankönyvtámogatás, valamint az iskolai tankönyvellátás rendjéről szóló 23/2004. (VIII. 27.) OM rendelet módosításáról
- 12/2007.(III. 14.) OKM rendelet az esélyegyenlőséget, felzárkóztatást segítő támogatások igénylésének, folyósításának és elszámolásának rendjéről
- 13/2007. (III. 14.) OKM rendelet a szakmai vizsgák lebonyolítására nyújtott támogatás igénylésének, folyósításának és elszámolásának rendjéről
- 14/2007. (III. 14.) OKM rendelet az alapfokú művészetoktatási intézmények támogatása igénylésének, döntési rendszerének, folyósításának, elszámolásának és ellenőrzésének részletes szabályairól
- 15/2007. (III. 14.) OKM rendelet az egyes pedagógiai szakszolgálatok támogatása igénylésének, döntési rendszerének, folyósításának, elszámolásának és ellenőrzésének részletes szabályairól
- 16/2007. (III. 14.) OKM rendelet a szakmai és informatikai fejlesztési feladatok támogatása igénylésének, döntési rendszerének, folyósításának, elszámolásának és ellenőrzésének részletes szabályairól
- 17/2007. (III. 14.) OKM rendelet a minőségbiztosítás, mérés, értékelés, ellenőrzés támogatása és a teljesítmény motivációs pályázati alap igénylésének, döntési rendszerének, folyósításának, elszámolásának és ellenőrzésének részletes szabályairól
- 4/2007. (III. 19.) MNB rendelet A Római Szerződés aláírásának 50. évfordulója alkalmából 50 forintos címletű érme kibocsátásáról
- 7/2007. (III. 19.) MeHVM rendelet A Központi Szolgáltatási Főigazgatóság által nyújtott ellátási szolgáltatások köréről, terjedelméről, valamint az igénybevétel rendjéről
- 8/2007. (III. 19.) MeHVM rendelet A Gazdasági Versenyképesség Operatív Program 4. prioritására, a Gazdaságfejlesztési Operatív Programra és a Közép-Magyarországi Operatív Program 1. prioritására vonatkozó részletes szabályokról
- 32/2007. (III. 19.) GKM rendelet A haditechnikai termékek jelöléséről, valamint a haditechnikai termékek és szolgáltatások nyilvántartásáról
- 33/2007. (III. 19.) GKM rendelet Az egyes fejezeti kezelésű előirányzatokkal kapcsolatos eljárási rendről szóló 58/2006. (VIII. 11.) GKM rendelet módosításáról
- 34/2007. (III. 19.) GKM rendelet A közforgalmú, közútpótló folyami révek, kompok és az azokhoz szükséges parti létesítmények, kiszolgáló utak fenntartási, felújítási támogatása igénybevételének részletes szabályairól
- 18/2007. (III. 19.) IRM rendelet Az európai közösségi jogászok szakmai megnevezéseiről
- 18/2007. (III. 19.) OKM rendelet Az alap- és mesterképzési szakok képzési és kimeneti követelményeiről szóló 15/2006. (IV. 3.) OM rendelet módosításáról
- 15/2007. (III. 20.) FVM rendelet A növényvédő szerek forgalomba hozatalának és felhasználásának engedélyezéséről, valamint a növényvédő szerek csomagolásáról, jelöléséről, tárolásáról és szállításáról szóló 89/2004. (V. 15.) FVM rendelet módosításáról
- 9/2007. (III. 22.) MeHVM rendelet A Nemzeti Fejlesztési Ügynökség felügyelete alá, a XIX. EU Integráció fejezetbe tartozó egyes fejezeti kezelésű előirányzatok 2007. évi felhasználásának rendjéről
- 16/2007. (III. 22.) FVM rendelet A szőlőtermelési potenciálra, a szőlőültetvények szerkezetátalakítására és -átállítására vonatkozó szabályozásról szóló 7/2007. (I.30.) FVM rendelet módosításáról
- 7/2007. (III. 22.) KvVM rendelet A magyarországi bioszféra-rezervátumokról
- 10/2007. (III. 23.) MeHVM rendelet A Magyar Közigazgatási Minőség Díjról
- 17/2007. (III. 23.) FVM rendelet A birtokfejlesztési hitel kamattámogatásáról
- 18/2007. (III. 23.) FVM rendelet A cukoripar szerkezetátalakítási támogatásának egyes kérdéseiről szóló 80/2006. (XI. 23.) FVM rendelet módosításáról
- 35/2007. (III. 23.) GKM–ÖTM együttes rendelet A helyi közforgalmú közlekedés normatív támogatásáról szóló 10/2006. (II. 28.) GKM–BM együttes rendelet módosításáról
- 9/2007. (III. 23.) HM rendelet A kedvezményes üdültetés rendjéről szóló 35/2002. (V. 10.) HM rendelet módosításáról
- 19/2007. (III. 23.) IRM rendelet Az igazságügyi és rendészeti miniszter ágazati irányítása alá tartozó közigazgatási hatósági eljárásokban közreműködő tolmácsok, jelnyelvi tolmácsok díjazásáról
- 8/2007. (III. 23.) KvVM rendelet A környezet- és természetvédelem, a vízügy, továbbá a meteorológia területén adományozható miniszteri elismerésekről szóló 6/2003. (IV. 28.) KvVM rendelet módosításáról
- 19/2007. (III. 23.) OKM rendelet a 2007/2008. tanév rendjéről
- 20/2007. (III. 23.) OKM rendelet az Országos szakértői, az Országos vizsgáztatási, az Országos szakmai szakértői és az Országos szakmai vizsgaelnöki névjegyzékről, valamint a szakértői tevékenységről szóló 31/2004. (XI. 13.) OM rendelet és a külföldön kiállított, idegennyelv-tudást igazoló nyelvvizsga-bizonyítványok Magyarországon történő honosításáról szóló 26/2000. (VIII. 31.) OM rendelet módosításáról
- 36/2007. (III. 26.) GKM rendelet  Az autópályák, autóutak és főutak használatának díjáról
- 37/2007. (III. 26.) GKM rendelet A díjfizetés ellenében használható autópályákról, autóutakról és főutakról
- 21/2007. (III. 26.) OKM rendelet A régészeti lelőhelyek feltárásának, illetve a régészeti lelőhely, lelet megtalálója anyagi elismerésének részletes szabályairól szóló 18/2001. (X. 18.) NKÖM rendelet módosításáról
- 7/2007. (III. 26.) ÖTM–IRM együttes rendelet A belügyi ágazatba tartozó közigazgatási hatósági eljárásban közreműködő tolmácsok, jeltolmácsok díjazásáról szóló 12/2006. (III. 14.) BM rendelet hatályon kívül helyezéséről
- 8/2007. (III. 26.) ÖTM rendelet Az önkormányzati és területfejlesztési miniszter ágazati irányítása alá tartozó közigazgatási hatósági eljárásokban közreműködő tolmácsok, jelnyelvi tolmácsok díjazásáról
- 11/2007. (III. 28.) MeHVM–ÖTM együttes rendelet Az Államreform operatív program és az Elektronikus közigazgatás operatív program végrehajtásában közreműködő szervezet kijelöléséről
- 12/2007. (III. 28.) MeHVM–SZMM együttes rendelet A 2002–2006. évi Humánerőforrás Operatív Program 1.1. intézkedése: a munkanélküliség megelőzése és kezelése keretében nyújtható támogatások felhasználásának részletes szabályairól szóló 5/2006. (VIII. 11.) MeHVM–SZMM együttes rendelet módosításáról
- 15/2007. (III. 28.) EüM rendelet Az egészségügyi szakellátás társadalombiztosítási finanszírozásának egyes kérdéseiről szóló 9/1993. (IV. 2.) NM rendelet módosításáról
- 38/2007. (III. 28.) GKM rendelet A közúti járművezetők és a közúti közlekedési szakemberek képzésének és vizsgáztatásának részletes szabályairól szóló 24/2005. (IV. 21.) GKM rendelet módosításáról
- 39/2007. (III. 28.) GKM rendelet A közúti járművezetői vizsga és az egyes közúti közlekedési szakképesítésekkel összefüggő vizsgák díjairól szóló 34/1998. (XII. 2 3.) KHVM rendelet módosításáról
- 22/2007. (III. 28.) OKM rendelet Egyes régészeti lelőhelyek védetté nyilvánításáról, illetve régészeti védettség megszüntetéséről
- 5/2007. (III. 28.) PM rendelet A származtatott (derivatív) ügyletek fedezetbe vonásáról és nyilvántartásáról
- 13/2007. (III. 28.) SZMM rendelet A regionális munkaügyi központok illetékességéről
- 19/2007. (III. 29.) FVM rendelet A Magyar Élelmiszerkönyv közösségi előírások átvételét megvalósító kötelező előírásairól szóló 56/2004. (IV. 24.) FVM rendelet módosításáról
- 1/2007. (III. 29.) KüM rendelet A Külügyminisztérium fejezetnél az egyes fejezeti kezelésű előirányzatok felhasználásának, ellenőrzésének szabályairól
- 20/2007. (III. 30.) FVM rendelet Az egyes állati eredetű melléktermékek ártalmatlanításának támogatásáról
- 21/2007. (III. 30.) FVM rendelet A Nemzeti Vidékfejlesztési Terv alapján az Európai Unió által társfinanszírozott mezőgazdasági területek erdősítéséhez nyújtott támogatás igénybevételének részletes szabályairól szóló 132/2004. (IX. 11.) FVM rendelet módosításáról
- 9/2007. (III. 30.) KvVM rendelet Az Érdi Kakukk-hegy természetvédelmi terület létesítéséről
- 10/2007. (III. 30.) KvVM rendelet A Mura-menti Tájvédelmi Körzet létesítéséről
- 11/2007. (III. 30.) KvVM rendelet A Bükkhát természetvédelmi terület létesítéséről és erdőrezervátummá nyilvánításáról
- 12/2007. (III. 30.) KvVM rendelet A Kelemér-Serényfalva természetvédelmi terület létesítéséről és erdőrezervátummá nyilvánításáról
- 13/2007. (III. 30.) KvVM rendelet A Dénesmajori Csigás-erdő Természetvédelmi Terület létesítéséről szóló 27/1997. (VIII. 1.) KTM rendelet módosításáról
- 14/2007. (III. 30.) KvVM rendelet A Belsőbárándi-tátorjános természetvédelmi terület létesítéséről
- 15/2007. (III. 30.) KvVM rendelet A Bölcskei-nőszirmos természetvédelmi terület létesítéséről

##### Április
- 16/2007. (IV. 2.) EüM rendelet A törzskönyvezett gyógyszerek és a különleges táplálkozási igényt kielégítő tápszerek társadalombiztosítási támogatásba való befogadásának szempontjairól és a befogadás vagy a támogatás megváltoztatásáról szóló 32/2004. (IV. 26.) ESZCSM rendelet módosításáról
- 23/2007. (IV. 2.) OKM rendelet A mozgóképszakmai és a sajtónyilvántartási hatóság Magyar Államkincstárnál vezetett számlaszámának módosításáról
- 24/2007. (IV. 2.) OKM rendelet a közoktatás minőségbiztosításáról és minőségfejlesztéséről szóló 3/2002. (II. 15.) OM rendelet módosításáról
- 9/2007. (IV. 3.) ÖTM rendelet A területek biológiai aktivitásértékének számításáról
- 17/2007. (IV. 4.) EüM–FVM együttes rendelet A növényekben, a növényi termékekben és a felületükön megengedhető növényvédőszer-maradék mértékéről szóló 5/2002. (II. 22.) EüM–FVM együttes rendelet módosításáról
- 40/2007. (IV. 4.) GKM rendelet A bérelt járművekkel végzett közúti áruszállítás külön feltételeiről szóló 4/2000. (II. 16.) KHVM rendelet módosításáról
- 41/2007. (IV. 4.) GKM rendelet A közúti közlekedéssel kapcsolatos egyes bírságok kivetésének részletes szabályairól és a bírságok felhasználásának rendjéről szóló 45/2005. (VI. 23.) GKM rendelet módosításáról
- 42/2007. (IV. 4.) GKM rendelet A közúti közlekedésben használt menetíró készülékekről szóló, 1985. december 20-i 3821/85/EGK tanácsi rendelet végrehajtásáról szóló 124/2005. (XII. 29.) GKM rendelet módosításáról
- 43/2007. (IV. 4.) GKM rendelet A közúti szállításra vonatkozó egyes szociális jogszabályok alapján végzett közlekedési hatósági ellenőrzés részletes szabályairól
- 44/2007. (IV. 4.) GKM rendelet A közúti járművek műszaki megvizsgálásáról szóló 5/1990. (IV. 12.) KöHÉM rendelet módosításáról
- 45/2007. (IV. 4.) GKM rendelet A közúti járművek forgalomba helyezésének és forgalomban tartásának műszaki feltételeiről szóló 6/1990. (IV. 12.) KöHÉM rendelet módosításáról
- 46/2007. (IV. 4.) GKM rendelet A közúthálózat finanszírozási célokat szolgáló egyes fejezeti kezelésű előirányzatok felhasználásának szabályozásáról, valamint az országos közúthálózattal összefüggő feladatok ellátásáról
- 14/2007. (IV. 11.) SZMM rendelet A fontos és bizalmas munkakörökről, valamint a biztonsági ellenőrzés szintjéről
- 6/2007. (IV. 13.) PM rendelet A kincstári rendszer működésével kapcsolatos pénzügyi szolgáltatások teljesítésének rendjéről szóló 36/1999. (XII. 27.) PM rendelet módosításáról
- 15/2007. (IV. 13.) SZMM rendelet A Munkaerőpiaci Alap képzési alaprészéből felnőttképzési célra nyújtható támogatások részletes szabályairól
- 16/2007. (IV. 13.) SZMM rendelet A szakképzési hozzájárulásról és a képzés fejlesztésének támogatásáról szóló 2003. évi LXXXVI. törvény végrehajtásáról szóló 13/2004. (IV. 27.) OM rendelet módosításáról
- 22/2007. (IV. 14.) FVM rendelet Az egyes tengeri puhatestű állatokat érintő egyes betegségek elleni védekezésről szóló 14/2004. (II. 6.) FVM rendelet módosításáról
- 10/2007. (IV. 14.) ÖTM rendelet Az állami sportcélú támogatások felhasználásáról és elosztásáról
- 18/2007. (IV. 17.) EüM r.

Az egészségügyi szakképesítéssel rendelkező személyek alap- és működési nyilvántartásáról, valamint a működési nyilvántartásban nem szereplő személyek tevékenységének engedélyezéséről
3006
19/2007. (IV. 17.) EüM r.	
A klinikai sugárfizikus egészségügyi felsőfokú szakirányú szakképesítés megszerzéséről
3014
23/2007. (IV. 17.) FVM r.	
Az Európai Mezőgazdasági Vidékfejlesztési Alap társfinanszírozásában megvalósuló támogatások igénybevételének általános szabályairól
3017
24/2007. (IV. 17.) FVM r.	
Az Európai Mezőgazdasági Vidékfejlesztési Alap társfinanszírozásában megvalósuló támogatások esetében a kedvezőtlen adottságú területek és az azokhoz tartozó települések megállapításáról
- 25/2007. (IV. 17.) FVM rendelet Az Európai Mezőgazdasági Vidékfejlesztési Alapból a kedvezőtlen adottságú területeken történő gazdálkodáshoz nyújtandó kompenzációs támogatások részletes szabályairól
- 26/2007. (IV. 17.) FVM rendelet Az Európai Mezőgazdasági Vidékfejlesztési Alapból önálló, építéssel nem járó gépek, technológiai berendezések beszerzéséhez nyújtandó támogatások részletes feltételeiről
- 27/2007. (IV. 17.) FVM rendelet Az Európai Mezőgazdasági Vidékfejlesztési Alapból az állattartó telepek korszerűsítéséhez nyújtandó támogatások részletes feltételeiről
- 47/2007. (IV. 17.) GKM rendelet A hazai közutakon használható elektronikus útdíjszedő rendszerekről

##### Május
- 51/2007. (V. 17.) GKM rendelet a gázüzemű munkagép gázüzemanyag-ellátó berendezései beszerelésének, karbantartásának, javításának, a belső égésű motorral üzemelő munkagép gázüzeműre történo utólagos átalakításának műszaki-biztonsági követelményeiről.
- 25/2007. (V. 31.) IRM rendelet a szabad mozgás és tartózkodás jogával rendelkező személyek beutazásáról és tartózkodásáról szóló 2007. évi I. törvény, valamint a harmadik országbeli állampolgárok beutazásáról és tartózkodásáról szóló 2007. évi II. törvény végrehajtásáról
- 26/2007. (V. 31.) IRM rendelet a kitoloncolás végrehajtásának szabályairól
- 27/2007. (V. 31.) IRM rendelet az idegenrendészeti eljárásban elrendelt őrizet végrehajtásának szabályairól
- 28/2007. (V. 31.) IRM rendelet a szabad mozgás és tartózkodás jogával rendelkező személyek, valamint a harmadik országbeli állampolgárok beutazásával és tartózkodásával kapcsolatos eljárások díjáról

##### Június
- 28/2007. (VI. 13.) EüM–KvVM együttes rendelet Az egyes veszélyes anyagokkal, illetve veszélyes készítményekkel kapcsolatos egyes tevékenységek korlátozásáról szóló 41/2000. (XII. 20.) EüM–KöM együttes rendelet módosításáról
- 58/2007. (VI. 15.) GKM rendelet A MÁV Kórház és Központi Rendelőintézet megszüntetéséről és jogutódlásáról
- 59/2007. (VI. 15.) GKM rendelet A Budai MÁV Kórház megszüntetéséről és jogutódlásáról
- 26/2007. (VI. 15.) OKM rendelet A bizonyítványok besorolásáról szóló 8/2004. (III. 8.) OM rendelet módosításáról
- 27/2007. (VI. 15.) OKM rendelet A Klebelsberg Kuno ösztöndíjról
- 28/2007. (VI. 15.) OKM rendelet A XX. Oktatási és Kulturális Minisztérium költségvetési fejezethez tartozó fejezeti kezelésű előirányzatok pályázat útján történő felhasználásának szabályairól
- 29/2007. (VI. 18.) EüM rendelet Az étrend-kiegészítőkről szóló 37/2004. (IV. 26.) ESZCSM rendelet módosításáról
- 31/2007. (VI. 18.) IRM rendelet 	A megyei (budapesti) rendőr-főkapitányságok és rendőrkapitányságok illetékességi területének megállapításáról szóló 22/2004. (VI. 2.) BM rendelet módosításáról
- 32/2007. (VI. 18.) IRM rendelet A szabadságvesztés és az előzetes letartóztatás végrehajtásának szabályairól szóló 6/1996. (VII. 12.) IM rendelet módosításáról
- 8/2007. (VI. 20.) FVM rendelet Az Európai Mezőgazdasági Vidékfejlesztési Alapból és az Európai Mezőgazdasági Garancia Alapból finanszírozott egyes támogatások tekintetében átruházott, valamint egyéb, szakértő szervezetek közreműködésével ellátott feladatokról
- 26/2007. (VI. 20.) HM rendelet A Magyar Honvédség külföldi szolgálatot teljesítő és külföldi tanulmányokat folytató személyi állománya devizaellátmányáról és egyes ellátmányon kívüli pénzbeli járandóságairól
- 21/2007. (VI. 20.) KvVM rendelet A védett ásványok és ásványtársulások köréről és pénzben kifejezett értékéről
- 30/2007. (VI. 22.) EüM rendelet Az egészségügyi dolgozók rendtartásáról
- 33/2007. (VI. 22.) IRM rendelet Az igazságügyi szakértői testületek szervezetéről és működéséről
- 22/2007. (VI. 22.) KvVM rendelet Az európai közösségi jelentőségű természetvédelmi rendeltetésű területekkel érintett földrészletekről szóló 45/2006. (XII. 8.) KvVM rendelet módosításáról
- 7/2007. (VI. 25.) MNB rendelet A jegybanki alapkamat mértékéről
- 49/2007. (VI. 26.) FVM rendelet Az egyes mezőgazdasági állatfajok spermatároló központjainak létesítéséről és üzemeltetésüknek rendjéről
- 15/2007. (VI. 26.) ÖTM rendelet A közigazgatási hivatalokat és a kormányzati szervezetalakítást érintő egyes miniszteri rendeletek módosításáról
- 13/2007. (VI. 26.) PM rendelet A jövedéki adóról és a jövedéki termékek forgalmazásának különös szabályairól szóló 2003. évi CXXVII. törvény egyes rendelkezéseinek végrehajtásáról szóló 8/2004. (III. 10.) PM rendelet módosításáról
- 24/2007. (VI. 26.) SZMM rendelet A Gyermek és Ifjúsági Alapprogram és a Regionális Ifjúsági Irodák működéséről szóló 2/1999. (IX. 24.) ISM rendelet módosításáról
- 31/2007. (VI. 27.) EüM rendelet Az Európai Közösségi irányelvek hatálya alá tartozó, feltétel nélkül elismerésre kerülő, egyes egészségügyi oklevelek, bizonyítványok és a képesítés megszerzéséről szóló egyéb tanúsítványok megnevezéséről szóló 30/2004. (IV. 26.) ESZCSM rendelet módosításáról
- 32/2007. (VI. 27.) EüM rendelet A szabad mozgás és tartózkodás jogával rendelkező személyek és a harmadik országbeli állampolgárok magyarországi tartózkodásával összefüggő közegészséget veszélyeztető betegségekről
- 50/2007. (VI. 27.) FVM rendelet A mezőgazdasági vállalkozások által de minimis támogatásként igénybe vehető intézményi kezességvállalásról
- 51/2007. (VI. 27.) FVM rendelet A nemzeti agrárkár-enyhítési rendszerről szóló 2006. évi LXXXVIII. törvény végrehajtásának szabályairól szóló 88/2006. (XII. 28.) FVM rendelet módosításáról
- 27/2007. (VI. 27.) HM rendelet A honvédelmi ágazat katasztrófák elleni védekezésének irányításáról és feladatairól szóló 23/2005. (VI. 16.) HM rendelet módosításáról
- 23/2007. (VI. 27.) KvVM rendelet A védett és a fokozottan védett növény- és állatfajokról, a fokozottan védett barlangok köréről, valamint az Európai Közösségben természetvédelmi szempontból jelentős növény- és állatfajok közzétételéről szóló 13/2001. (V. 9.) KöM rendelet módosításáról
- 17/2007. (VI. 28.) MeHVM rendelet Az állami vezetők üdültetését biztosító üdültetési intézmények igénybevételi rendjéről szóló 7/2001. (III. 5.) MeHVM rendelet módosításáról
- 33/2007. (VI. 28.) EüM rendelet Az egészségügyi szakellátás társadalombiztosítási finanszírozásának egyes kérdéseiről szóló 9/1993.(IV. 2.) NM rendelet módosításáról
- 52/2007. (VI. 28.) FVM rendelet Az Európai Mezőgazdasági Vidékfejlesztési Alapból a szaktanácsadási szolgáltatások igénybevételéhez nyújtandó támogatások részletes feltételeiről
- 34/2007. (VI. 28.) IRM rendelet A Tiszalöki Országos Büntetés-végrehajtási Intézet alapításáról
- 35/2007. (VI. 28.) IRM rendelet A Határőrség Szolgálati Szabályzatáról szóló 40/2001.(XII. 23.) BM rendelet módosításáról
- 16/2007. (VI. 28.) ÖTM rendelet A választási eljárásról szóló 1997. évi C. törvény végrehajtásáról a helyi népszavazáson és a helyi népi kezdeményezésen című 29/2000. (X. 27.) BM rendelet, valamint a választási eljárásról szóló 1997. évi C. törvénynek a helyi önkormányzati képviselők és polgármesterek, valamint a kisebbségi önkormányzati képviselők választásán történő végrehajtásáról szóló 29/2006. (V. 30.) BM rendelet módosításáról
- 25/2007. (VI. 28.) SZMM rendelet A külföldiek magyarországi foglalkoztatásának engedélyezéséről szóló 8/1999. (XI. 10.) SZCSM rendelet módosításáról
- 34/2007. (VI. 29.) EüM rendelet Az egészségügyi ellátás folyamatos működtetésének egyes szervezési kérdéseiről szóló 47/2004. (V. 11.) ESZCSM rendelet módosításáról
- 60/2007. (VI. 29.) GKM rendelet A Veszélyes Áruk Nemzetközi Közúti Szállításáról szóló Európai Megállapodás „A” és „B” Melléklete módosításának és kiegészítésének kihirdetéséről
- 61/2007. (VI. 29.) GKM rendelet A Veszélyes Áruk Nemzetközi Közúti Szállításáról szóló Európai Megállapodás „A” és „B” Mellékletének belföldi alkalmazásáról
- 62/2007. (VI. 29.) GKM rendelet A MÁV Kórház és Központi Rendelőintézet fekvőbeteg és járóbeteg szakellátási feladatainak kiszervezéséről
- 63/2007. (VI. 29.) GKM rendelet A Budai MÁV Kórház fekvőbeteg és járóbeteg szakellátási feladatainak kiszervezéséről
- 14/2007. (VI. 29.) PM rendelet A START-kártya felhasználásának, a járulékkedvezmény érvényesítésének, továbbá elszámolásának részletes szabályairól szóló 31/2005. (IX. 29.) PM rendelet módosításáról
- 15/2007. (VI. 29.) PM–MeHVM együttes rendelet A bevallási és adatszolgáltatási kötelezettségek elektronikus úton történő teljesítésének szabályairól szóló 13/2006. (IV. 28.) PM–IHM–MeHVM együttes rendelet módosításáról

##### Július
- 18/2007. (VII. 2.) MeHVM rendelet A polgári nemzetbiztonsági szolgálatoknál más keresőfoglalkozást nem folytatható vezetők körének meghatározásáról, a más kereső foglalkozás bejelentésével, engedélyezésével, az összeférhetetlenség megszüntetésével és tilalma megszegése következményeivel kapcsolatos eljárás rendjéről szóló 2/1997. (II. 26.) TNM rendelet módosításáról
- 53/2007. (VII. 2.) FVM rendelet Az egyes állatbetegségek megelőzésével, illetve leküzdésével kapcsolatos támogatások igénylésének és kifizetésének rendjéről
- 54/2007. (VII. 2.) FVM rendelet Az Európai Mezőgazdasági Garancia Alapból finanszírozott egységes területalapú támogatás (SAPS) 2007. évi igénybevételével kapcsolatos egyes kérdésekről szóló 28/2007. (IV. 20.) FVM rendelet, illetve az Európai Mezőgazdasági Garancia Alapból finanszírozott egységes területalapú támogatásokhoz (SAPS) kapcsolódó 2007. évi kiegészítő nemzeti támogatások (top up) igénybevételével kapcsolatos egyes kérdésekről szóló 29/2007. (IV.20.) FVM rendelet egyes jogcímeihez kapcsolódó támogatási összegekről
- 55/2007. (VII. 2.) FVM rendelet Az anyajuhtartás „de minimis” támogatásáról
- 56/2007. (VII. 2.) FVM rendelet Az anyakecsketartás „de minimis” támogatásáról
- 64/2007. (VII. 2.) GKM rendelet A közúti jelzőtáblák méreteiről és műszaki követelményeiről szóló 4/2001. (I. 31.) KöViM rendelet módosításáról
- 65/2007. (VII. 2.) GKM rendelet Az útburkolati jelek tervezési és létesítési előírásairól szóló 11/2001. (III. 13.) KöViM rendelet módosításáról
- 8/2007. (VII. 3.) MNB rendelet A „Kodály Zoltán születésének 125. évfordulója” emlékérme kibocsátásáról
- 35/2007. (VII. 3.) EüM–FVM együttes rendelet A növényekben, a növényi termékekben és a felületükön megengedhető növényvédőszer-maradék mértékéről szóló 5/2002. (II. 22.) EüM–FVM együttes rendelet módosításáról
- 36/2007. (VII. 3.) EüM rendelet Az orvostechnikai eszközökről szóló 16/2006. (III. 27.) EüM rendelet módosításáról
- 24/2007. (VII. 3.) KvVM rendelet A Vízügyi Biztonsági Szabályzat kiadásáról
- 36/2007. (VII. 4.) IRM rendelet A pénzbírságot kiszabó jogerős szabálysértési határozat végrehajtásának átvételére, illetve átadására jogosult központi hatóság kijelöléséről és a formanyomtatvány tanúsítványról
- 66/2007. (VII. 5.) GKM rendelet A Veszélyes Áruk Nemzetközi Vasúti Fuvarozásáról szóló Szabályzat (RID) belföldi alkalmazásáról
- 57/2007. (VII. 6.) FVM rendelet A Magyar Élelmiszerkönyv közösségi előírások átvételét megvalósító kötelező előírásairól szóló 56/2004. (IV. 24.) FVM rendelet módosításáról
- 8/2007. (VII. 9.) FVM rendelet Egyes állategészségügyi tárgyú miniszteri rendeleteknek Bulgária és Románia Európai Unióhoz történő csatlakozásából eredő kiegészítéséről
- 28/2007. (VII. 9.) HM rendelet A hivatásos és szerződéses katonai szolgálat létesítéséről, módosításáról, megszüntetéséről, tartalmáról, valamint az integrált személyügyi igazgatás és egységes nyilvántartás rendjéről szóló 10/2002. (III. 5.) HM rendelet módosításáról
- 29/2007. (VII. 9.) HM rendelet A hivatásos, szerződéses és hadköteles katonák, a honvédségi közalkalmazottak egyes illetményen kívüli pénzbeli szociális juttatásairól szóló 14/2002. (III. 29.) HM rendelet módosításáról
- 17/2007. (VII. 9.) ÖTM rendelet Az egyes önkormányzati támogatásokat szabályozó miniszteri rendeletek módosításáról
- 59/2007. (VII. 10.) FVM rendelet Az Európai Mezőgazdasági Vidékfejlesztési Alapból a termelői csoportok létrehozásához és működéséhez nyújtandó támogatások részletes feltételeiről
- 67/2007. (VII. 10.) GKM–EüM–FVM–SZMM együttes rendelet A vendéglátó termékek előállításának feltételeiről
- 16/2007. (VII. 10.) PM–HM együttes rendelet Egyes katonai vonatkozású PM–HM együttes rendeletek módosításáról
- 60/2007. (VII. 11.) FVM rendelet A polgári nemzetbiztonsági szolgálatok létesítményeibe történő belépés rendjéről szóló 1/1996. (VI. 19.) TNM rendelet módosításáról
- 1/2007. (VII. 11.) TNM rendelet Tájékoztató az Országos Érdekegyeztető Tanács 2007. június 7-i üléséről
- 61/2007. (VII. 13.) FVM rendelet A vad védelméről, a vadgazdálkodásról, valamint a vadászatról szóló 1996. évi LV. törvény végrehajtásának szabályairól szóló 79/2004. (V. 4.) FVM rendelet módosításáról
- 62/2007. (VII. 13.) FVM rendelet A Nemzeti Vidékfejlesztési Terv alapján a központi költségvetés, valamint az Európai Mezőgazdasági Orientációs és Garancia Alap Garancia Részlege társfinanszírozásában megvalósuló, az Európai Unió környezetvédelmi, állatjóléti és -higiéniai előírásainak való megfeleléshez nyújtott támogatás igénybevételének részletes szabályairól szóló 139/2004. (IX. 24.) FVM rendelet módosításáról
- 63/2007. (VII. 13.) FVM rendelet Az Európai Mezőgazdasági Vidékfejlesztési Alap társfinanszírozásában megvalósuló támogatások igénybevételének általános szabályairól szóló 23/2007. (IV. 17.) FVM rendelet módosításáról
- 68/2007. (VII. 18.) GKM rendelet Az autópályák, autóutak és főutak használatának díjáról szóló 36/2007. (III. 26.) GKM rendelet, valamint a díjfizetés ellenében használható autópályákról, autóutakról és főutakról szóló 37/2007. (III. 26.) GKM rendelet módosításáról
- 30/2007. (VII. 18.) HM rendelet A védelmi célokat szolgáló földmérési és térképészeti szakigazgatási feladatokról, valamint a honvédelmi célú térképellátásról szóló 35/2000. (XII. 20.) HM rendelet módosításáról
- 37/2007. (VII. 18.) IRM–PM együttes rendelet A fogvatartottak foglalkoztatására jóváhagyott költségvetési előirányzat felhasználási rendjéről szóló 2/1996. (III. 13.) IM–PM együttes rendelet módosításáról
- 30/2007. (VII. 31.) OKM rendelet a fontos és bizalmas munkakörök megállapításáról és a biztonsági ellenőrzés szintjéről szóló 13/2006. (XII. 7.) OKM rendelet módosításáról

##### Augusztus
- 33/2007. (VIII. 31.) OKM rendelet egyes közoktatási feladatokhoz nyújtott kiegészítő támogatások igénylésének, döntési rendszerének, folyósításának és elszámolásának rendjéről szóló OKM rendeletek módosításáról

##### Szeptember
- 21/2007. (IX. 15.) PM rendelet a hitelintézetek befektetési szabályzatáról

##### Október
- 35/2007. (XI. 13.) OKM rendelet a 2001. évi C. törvény III. részének hatálya alá tartozó, végbizonyítványnak minősülő képzések és bizonyítványok felsorolásáról

##### November
- 34/2007. (XI. 6.) OKM rendelet az esélyegyenlőséget, felzárkóztatást segítő támogatások igénylésének, folyósításának és elszámolásának rendjéről szóló 12/2007. (III. 14.) OKM rendelet módosításáról
- 131/2007. (XI. 8.) FVM rendelet a 2007. évi iskolatej program szabályozásáról szóló 85/2006. (XII. 20.) FVM rendelet módosításáról
- 36/2007. (XI. 13.) OKM rendelet a szakmai tapasztalat elismerésének szabályai alá tartozó egyes szakmai tevékenységek felsorolásáról
- 37/2007. (XI. 13.) OKM rendelet azon szervezetek felsorolásáról, amelyek tagjai által gyakorolt szakmák az európai közösségi jog alapján szabályozott szakmának minősülnek
- 38/2007. (XI. 13.) OKM rendelet az érettségi vizsga részletes követelményeiről szóló 40/2002. (V. 24.) OM rendelet módosításáról
- 14/2007. (XI. 29.) MNB rendelet A jegybanki információs rendszerhez szolgáltatandó információk köréről, a szolgáltatás módjáról és határidejéről
- 50/2007. (XI. 29.) EüM rendelet A gyógyászati segédeszközök társadalombiztosítási támogatásba történő befogadásáról, támogatással történő rendeléséről, forgalmazásáról, javításáról és kölcsönzéséről szóló 14/2007. (III. 14.) EüM rendelet módosításáról
- 35/2007. (XI. 29.) ÖTM rendelet A Riasztási és Segítségnyújtási Tervről, a hivatásos önkormányzati és az önkéntes tűzoltóságok működési területéről, valamint a tűzoltóságok vonulásaival kapcsolatos költségek megtérítéséről szóló 57/2005. (XI. 30.) BM rendelet módosításáról
- 51/2007. (XI. 30.) EüM rendelet A népjóléti ágazatba tartozó egyes államigazgatási eljárásokért és igazgatási jellegű szolgáltatásokért fizetendő díjakról szóló 50/1996. (XII. 27.) NM rendelet módosításáról
- 52/2007. (XI. 30.) EüM rendelet A veszélyes anyagokkal és a veszélyes készítményekkel kapcsolatos egyes eljárások, illetve tevékenységek részletes szabályairól szóló 44/2000. (XII. 27.) EüM rendelet módosításáról

##### December
- 97/2007. (XII. 1.) GKM rendelet A földgáz közüzemi díjainak megállapításáról szóló 96/2003. (XII.18.) GKM rendelet, valamint a földgáz rendszerhasználati díjak megállapításáról szóló 70/2003. (X. 28.) GKM rendelet módosításáról
- 143/2007. (XII. 4.) FVM rendelet a madárinfluenza elleni védekezés részletes szabályairól
- 144/2007. (XII. 4.) FVM rendelet A szőlőfeldolgozás és a borkészítés során keletkező melléktermékek lepárlásáról és kivonásáról szóló 75/2004. (V. 4.) FVM rendelet módosításáról
- 145/2007. (XII. 4.) FVM rendelet Az Európai Mezőgazdasági Vidékfejlesztési Alap társfinanszírozásában megvalósuló támogatások esetében a kedvezőtlen adottságú területek és az azokhoz tartozó települések megállapításáról szóló 24/2007. (IV. 17.) FVM rendelet módosításáról
- 146/2007. (XII. 4.) FVM rendelet Az erdők közjóléti célú védelmét és bővítését szolgáló feladatok ellátásának 2007. évi csekély összegű (de minimis) támogatásáról, a személyi jövedelemadó 1%-ának adófizetők által felajánlott részéből képzett bevételből című 91/2007. (VIII. 23.) FVM rendelet módosításáról
- 147/2007. (XII. 4.) FVM rendelet Az Európai Mezőgazdasági Vidékfejlesztési Alapból nyújtandó vidékfejlesztési támogatásról szóló 1698/2005/EK tanácsi rendelet 3. és 4. tengelyének keretében megalakuló helyi akciócsoportok elismerési rendjével kapcsolatos egyes kérdésekről szóló 93/2007. (VIII. 29.) FVM rendelet alapján előzetesen elismert helyi közösségek tervezési folyamatával, és a LEADER csoportok kiválasztásával kapcsolatos egyes kérdésekről
- 36/2007. (XII. 6.) ÖTM rendelet A hivatásos önkormányzati tűzoltóságok egyes kiadásai támogatásának igénylési, folyósítási és elszámolási rendjéről
- 53/2007. (XII. 7.) EüM rendelet A gyógyszerrendeléshez használandó számítógépes program minősítésének szabályairól
- 98/2007. (XII. 7.) GKM rendelet A víziközlekedés rendjéről szóló 39/2003. (VI. 13.) GKM rendelet módosításáról
- 148/2007. (XII. 8.) FVM rendelet Az egyes állatbetegségek megelőzésével, illetve leküzdésével kapcsolatos támogatások igénylésének és kifizetésének rendjéről
- 51/2007. (XII. 11.) IRM rendelet A szabad mozgás és tartózkodás jogával rendelkező személyek beutazásáról és tartózkodásáról szóló 2007. évi I. törvény, valamint a harmadik országbeli állampolgárok beutazásáról és tartózkodásáról szóló 2007. évi II. törvény végrehajtására kiadott egyes IRM rendeletek módosításáról
- 52/2007. (XII. 11.) IRM rendelet A menekültügy szervezeti rendszeréről
- 29/2007. (XII. 11.) SZMM rendelet A Gyermek és Ifjúsági Alapprogram és a Regionális Ifjúsági Irodák működéséről szóló 2/1999.(IX. 24.) ISM rendelet módosításáról
- 37/2007. (XII. 13.) ÖTM rendelet az építésügyi hatósági eljárásokról, valamint a telekalakítási és az építészeti-műszaki dokumentációk tartalmáról
- 54/2007. (XII. 14.) EüM rendelet A törzskönyvezett gyógyszerek és a különleges táplálkozási igényt kielégítő tápszerek társadalombiztosítási támogatásba való befogadásának szempontjairól és a befogadás vagy a támogatás megváltoztatásáról szóló 32/2004. (IV. 26.) ESZCSM rendelet módosításáról
- 41/2007. (XII. 14.) HM rendelet A fontos és bizalmas munkakörökről, valamint a biztonsági ellenőrzések szintjéről
- 38/2007. (XII. 14.) ÖTM rendelet Az állami sportcélú támogatások felhasználásáról és elosztásáról szóló 10/2007. (IV. 14.) ÖTM rendelet módosításáról
- 149/2007. (XII. 15.) FVM rendelet A szőlőültetvények országos térinformatikai nyilvántartásáról (VINGIS) szóló 102/2004.(VI.3.)FVM rendelet módosításáról
- 150/2007. (XII. 18.) FVM rendelet Az ingatlan-nyilvántartásról szóló 1997. évi CXLI. törvény végrehajtására kiadott 109/1999. (XII. 29.) FVM rendelet módosításáról
- 151/2007. (XII. 18.) FVM rendelet Az Európai Mezőgazdasági Vidékfejlesztési Alapból a szaktanácsadási szolgáltatások igénybevételéhez nyújtandó támogatások részletes feltételeiről szóló 52/2007. (VI. 28.) FVM rendelet módosításáról
- 93/2007. (XII. 18.) KvVM rendelet A zajkibocsátási határértékek megállapításának, valamint a zaj- és rezgéskibocsátás ellenőrzésének módjáról
- 25/2007. (XII. 18.) PM rendelet Az ingatlanértékelői névjegyzékbe történő felvételről és a névjegyzék vezetéséről
- 26/2007. (XII. 18.) PM–ÖTM együttes rendelet A helyi önkormányzatokat és a többcélú kistérségi társulásokat 2006. évben egyes központi költségvetési kapcsolatokból megillető forrásokról szóló 4/2006. (I. 26.) PM–BM együttes rendelet végrehajtásáról
- 55/2007. (XII. 19.) EüM rendelet Az egészségügyről szóló 1997. évi CLIV. törvénynek a szerv- és szövetátültetésre, valamint -tárolásra és egyes kórszövettani vizsgálatokra vonatkozó rendelkezései végrehajtásáról szóló 18/1998. (XII. 27.) EüM rendelet módosításáról
- 99/2007. (XII. 19.) GKM rendelet Az ipari szakterületek körébe tartozó, továbbá egyes épületnek nem minősülő építményekre (sajátos építményfajtákra) vonatkozó önálló műszaki szakértői tevékenység végzésének feltételeiről szóló 39/1999. (VII. 6.) GM rendelet módosításáról
- 100/2007. (XII. 19.) GKM rendelet A belföldi fenntartott postai szolgáltatások legmagasabb hatósági díjairól szóló 85/2006. (XII. 15.) GKM rendelet módosításáról
- 53/2007. (XII. 19.) IRM rendelet A Cégközlönyben megjelenő közlemények közzétételéről és költségtérítéséről szóló 22/2006. (V. 18.) IM rendelet módosításáról
- 30/2007. (XII. 19.) SZMM rendelet A szociális és munkaügyi miniszter hatáskörébe tartozó szociális szakképesítések megszerzésére irányuló szakmai vizsga szervezésére feljogosított intézményekről
- 27/2007. (XII. 20.) PM rendelet az összevont alapú szavatoló tőke és az összevont alapon számított tőkekövetelmény számításáról
- 28/2007. (XII. 20.) PM rendelet A jövedéki termékek veszteségnormáiról szóló 43/1997. (XII. 30.) PM rendelet módosításáról
- 29/2007. (XII. 20.) PM rendelet Az adójegy igénylésére, visszavételére, alkalmazására vonatkozó részletes szabályokról szóló 14/1998. (IV. 30.) PM rendelet módosításáról
- 30/2007. (XII. 20.) PM rendelet A bírósági eljárási illeték utólagos elszámolással történő megfizetése iránt kezdeményezett eljárásért fizetendő igazgatási szolgáltatási díjról szóló 51/2004. (XII. 29.) PM rendelet módosításáról
- 56/2007. (XII. 21.) EüM rendelet A népjóléti ágazatba tartozó egyes államigazgatási eljárásokért és igazgatási jellegű szolgáltatásokért fizetendő díjakról szóló 50/1996. (XII. 27.) NM rendelet módosításáról
- 57/2007. (XII. 21.) EüM rendelet Az emberi felhasználásra kerülő vizsgálati készítmények klinikai vizsgálatáról és a helyes klinikai gyakorlat alkalmazásáról szóló 35/2005. (VIII. 26.) EüM rendelet módosításáról
- 54/2007. (XII. 21.) IRM rendelet A jogügyletek biztonságának erősítése érdekében az ügyvéd által végzendő személyazonosság- és igazolvány-ellenőrzéssel kapcsolatos eljárás részletes szabályairól és az ellenőrzéssel kapcsolatos ügyek nyilvántartásáról
- 55/2007. (XII. 21.) IRM rendelet A közjegyzőket és a közvetítőket érintő egyes igazságügy-miniszteri rendeletek módosításáról
- 31/2007. (XII. 21.) PM rendelet Az illetékekkel kapcsolatos ügyiratok kezeléséről, valamint az illetékek kiszabásáról, elszámolásáról és könyveléséről szóló 40/2006. (XII. 25.) PM rendelet módosításáról
- 32/2007. (XII. 21.) PM rendelet Az egyes szerencsejátékok engedélyezésével, lebonyolításával és ellenőrzésével kapcsolatos feladatok végrehajtásáról szóló 32/2005. (X. 21.) PM rendelet módosításáról
- 31/2007. (XII. 21.) SZMM rendelet Az akkreditációs eljárás és követelményrendszer részletes szabályairól szóló 24/2004. (VI. 22.) FMM rendelet módosításáról
- 32/2007. (XII. 21.) SZMM rendelet A felnőttképzést folytató intézmények nyilvántartásba vételének részletes szabályairól szóló 48/2001. (XII. 29.) OM rendelet módosításáról
- 33/2007. (XII. 21.) SZMM rendelet A felnőttképzést folytató intézmények ellenőrzése során kiszabható bírságról szóló 1/2005. (I. 19.) FMM rendelet módosításáról
- 34/2007. (XII. 21.) SZMM rendelet A korkedvezmény-biztosítási járulék megfizetési kötelezettsége alól történő mentesítéshez szükséges állapotfelmérésről, valamint a mentesítési eljárás szakértői, illetve hatósági közvetítői díjairól
- 35/2007. (XII. 21.) SZMM rendelet Az Országos Képzési Jegyzékről és az Országos Képzési Jegyzékbe történő felvétel és törlés eljárási rendjéről szóló 1/2006. (II. 17.) OM rendelet módosításáról
- 58/2007. (XII. 22.) EüM–SZMM együttes rendelet A munkahelyek kémiai biztonságáról szóló 25/2000. (IX. 30.) EüM–SZCSM együttes rendelet módosításáról
- 152/2007. (XII. 22.) FVM rendelet A Magyar Méhészeti Nemzeti Program alapján a központi költségvetés, valamint az Európai Mezőgazdasági Garancia Alap társfinanszírozásában megvalósuló támogatások igénybevételének általános szabályairól
- 153/2007. (XII. 22.) FVM rendelet A Magyar Méhészeti Nemzeti Program alapján 2007/2008. évi végrehajtási időszakban nyújtott méhészeti támogatások igénybevételének részletes szabályairól
- 154/2007. (XII. 22.) FVM rendelet A 2007. évben tavaszi fagykárt szenvedett mezőgazdasági termelők hitelhez jutási lehetőségéről szóló 66/2007. (VII. 26.) FVM rendelet módosításáról
- 155/2007. (XII. 22.) FVM rendelet Az Európai Mezőgazdasági Vidékfejlesztési Alap társfinanszírozásában megvalósuló támogatások igénybevételének általános szabályairól szóló 23/2007. (IV. 17.) FVM rendelet módosításáról
- 156/2007. (XII. 22.) FVM rendeletAz Európai Mezőgazdasági Garancia Alapból finanszírozott egységes területalapú támogatásokhoz (SAPS) kapcsolódó 2007. évi kiegészítő nemzeti támogatások (top up) igénybevételével kapcsolatos egyes kérdésekről szóló 29/2007. (IV. 20.) FVM rendelet módosításáról
- 157/2007. (XII. 22.) FVM rendelet Az egyszerűsített területalapú támogatások és a vidékfejlesztési támogatások igényléséhez teljesítendő „Helyes Mezőgazdasági és Környezeti Állapot”, illetve a „Helyes Gazdálkodási Gyakorlat” feltételrendszerének meghatározásáról szóló 4/2004. (I. 13.) FVM rendelet módosításáról
- 101/2007. (XII. 22.) GKM rendelet A vasúti pályahálózathoz történő nyílt hozzáférés részletes szabályairól
- 102/2007. (XII. 22.) GKM rendelet A hagyományos vasúti rendszer kölcsönös átjárhatóságáról szóló 36/2006. (VI. 21.) GKM rendelet módosításáról
- 103/2007. (XII. 22.) GKM rendelet A nagysebességű transzeurópai vasúti rendszer kölcsönös átjárhatóságáról szóló 37/2006. (VI. 21.) GKM rendelet módosításáról
- 104/2007. (XII. 22.) GKM rendelet A vasútbiztonsági tanúsítványra, a biztonsági engedélyre, a biztonságirányítási rendszerekre, a biztonsági jelentésre, valamint az egyes hatósági engedélyezési eljárásokra vonatkozó részletes szabályokról szóló 40/2006. (VI. 26.) GKM rendelet módosításáról
- 56/2007. (XII. 22.) IRM rendelet A jogi segítségnyújtás igénybevételének részletes szabályairól
- 57/2007. (XII. 22.) IRM–PM együttes rendelet A pártfogó ügyvéd és a kirendelt védő részére megállapítható díjról és költségekről szóló 7/2002. (III. 30.) IM rendelet, a személyes költségmentesség alkalmazásáról a büntetőeljárásban szóló 9/2003. (V. 6.) IM–BM–PM együttes rendelet, valamint a bűnügyi költségek előlegezéséről szóló 21/2003. (VI. 24.) IM– PM–BM együttes rendelet módosításáról
- 39/2007. (XII. 22.) OKM rendelet Az alap- és mesterképzési szakok képzési és kimeneti követelményeiről szóló 15/2006. (IV. 3.) OM rendelet módosításáról
- 40/2007. (XII. 22.) OKM rendelet A tankönyvvé nyilvánítás, a tankönyvtámogatás, valamint az iskolai tankönyvellátás rendjéről szóló 23/2004. (VIII. 27.) OM rendelet módosításáról
- 41/2007. (XII. 22.) OKM rendelet A nevelési-oktatási intézmények működéséről szóló 11/1994. (VI.8.) MKM rendelet és a szakmai és vizsgakövetelmények kiadásáról, valamint a szakmai vizsga szervezésére feljogosított intézményekről szóló 9/2002. (IV. 5.) NKÖM rendelet módosításáról
- 36/2007. (XII. 22.) SZMM rendelet A gondozási szükséglet, valamint az egészségi állapoton alapuló szociális rászorultság vizsgálatának és igazolásának részletes szabályairól
- 37/2007. (XII. 22.) SZMM rendelet Egyes szociális tárgyú miniszteri rendeletek módosításáról
- 38/2007. (XII. 22.) SZMM rendelet A szociális és munkaügyi miniszter felügyelete alá tartozó fejezeti kezelésű előirányzatok felhasználásáról szóló 17/2007. (V. 3.) SZMM rendelet módosításáról
- 105/2007. (XII. 23.) GKM rendelet A közúti járművek műszaki megvizsgálásáról szóló 5/1990. (IV. 12.) KöHÉM rendelet módosításáról
- 106/2007. (XII. 23.) GKM rendelet A közúti járművek forgalomba helyezésének és forgalomban tartásának műszaki feltételeiről szóló 6/1990. (IV. 12.) KöHÉM rendelet módosításáról
- 107/2007. (XII. 23.) GKM rendelet A víziközlekedés irányítására és a hajóút kitűzésére szolgáló jelekről, valamint e jelek létesítéséről, üzemeltetéséről, módosításáról és megszüntetéséről szóló 27/2002. (XII. 5.) GKM rendelet módosításáról
- 108/2007. (XII. 23.) GKM rendelet Az autópályák, autóutak és főutak használatának díjáról szóló 36/2007. (III. 26.) GKM rendelet módosításáról
- 109/2007. (XII. 23.) GKM rendelet Az átvételi kötelezettség alá eső villamos energiának az átviteli rendszerirányító által történő szétosztásáról és a szétosztás során alkalmazható árak meghatározásának módjáról
- 110/2007. (XII. 23.) GKM rendelet A nagy hatásfokú, hasznos hőenergiával kapcsoltan termelt villamos energia és a hasznos hő mennyisége megállapításának számítási módjáról
- 42/2007. (XII. 23.) HM rendelet A külföldi szolgálatba vezényeltekkel kapcsolatos személyügyi feladatokról és jogállásuk egyes kérdéseiről szóló 26/2002. (IV. 12.) HM rendelet módosításáról
- 58/2007. (XII. 23.) IRM rendelet A büntető ügyekben közvetítői tevékenységet végző ügyvéd képesítési követelményeiről, díjazásáról és iratkezeléséről
- 59/2007. (XII. 23.) IRM rendelet Az egységes nyomozó hatósági és ügyészségi bűnügyi statisztikáról
- 60/2007. (XII. 23.) IRM rendelet Az ügyészség és a Rendőrség szerveinek az ügyészségi nyomozásban való együttműködéséről és az ennek során felmerült költségekről
- 61/2007. (XII. 23.) IRM rendelet Egyes büntetés-végrehajtási tárgyú igazságügy-miniszteri rendeletek módosításáról
- 62/2007. (XII. 23.) IRM rendelet A Rendőrség Szolgálati Szabályzatáról
- 63/2007. (XII. 23.) IRM rendelet A Rendőrségnél rendszeresített kényszerítő eszközök típusairól és fajtáiról
- 64/2007. (XII. 23.) IRM rendelet A helyszíni bírságolás részletes szabályairól szóló 10/2000. (II. 23.) BM rendelet módosításáról
- 65/2007. (XII. 23.) IRM rendelet Az igazságügyi szakértők díjazásáról szóló 3/1986. (II. 21.) IM rendelet módosításáról
- 94/2007. (XII. 23.) KvVM rendelet A vízgazdálkodás egyes szakmai követelményeiről
- 95/2007. (XII. 23.) KvVM rendelet A környezetvédelmi, természetvédelmi, valamint a vízügyi hatósági eljárások igazgatási szolgáltatási díjairól szóló 33/2005. (XII. 27.) KvVM rendelet módosításáról
- 96/2007. (XII. 23.) KvVM rendelet A környezetvédelmi felülvizsgálat végzéséhez szükséges szakmai feltételekről és a feljogosítás módjáról, valamint a felülvizsgálat dokumentációjának tartalmi követelményeiről szóló 12/1996. (VII. 4.) KTM rendelet, valamint a környezeti állapotvizsgáló szakértői tevékenységről szóló 15/1997. (V. 28.) KTM rendelet módosításáról
- 97/2007. (XII. 23.) KvVM rendelet Az egyes kiemelt jelentőségű vízilétesítmények rendszeres műszaki megfigyeléséről
- 98/2007. (XII. 23.) KvVM rendelet Az Abaújkéri Aranyos-völgy természetvédelmi terület létesítéséről
- 99/2007. (XII. 23.) KvVM rendelet A Debreceni Nagyerdő Természetvédelmi Terület létesítéséről szóló 10/1992. (III. 25.) KTM rendelet módosításáról
- 100/2007. (XII. 23.) KvVM rendelet Az ár- és belvízvédekezésről szóló 10/1997. (VII. 17.) KHVM rendelet módosításáról
- 101/2007. (XII. 23.) KvVM rendelet A felszín alatti vízkészletekbe történő beavatkozás és a vízkútfúrás szakmai követelményeiről
- 33/2007. (XII. 23.) PM rendelet Ingatlanok forgalmi értékadatainak szolgáltatási rendjéről és az adat-szolgáltatás igazgatási szolgáltatási díjáról
- 102/2007. (XII. 27.) KvVM rendelet A környezetvédelmi termékdíjról, továbbá egyes termékek környezetvédelmi termékdíjáról szóló 1995. évi LVI. törvény végrehajtásáról szóló 10/1995. (IX. 28.) KTM rendelet módosításáról
- 103/2007. (XII. 27.) KvVM rendelet A Balatonfüredi-erdő természetvédelmi terület védettségének fenntartásáról
- 104/2007. (XII. 27.) KvVM rendelet A Balatonkenesei-tátorjános természetvédelmi terület védettségének fenntartásáról
- 105/2007. (XII. 27.) KvVM rendelet A Devecseri Széki-erdő természetvédelmi terület védettségének fenntartásáról
- 106/2007. (XII. 27.) KvVM rendelet A Darvas-tó lefejtett bauxitlencse természetvédelmi terület védettségének fenntartásáról
- 107/2007. (XII. 27.) KvVM rendelet A Farkasgyepűi kísérleti erdő természetvédelmi terület védettségének fenntartásáról
- 108/2007. (XII. 27.) KvVM rendelet A Fenyőfői-ősfenyves természetvédelmi terület védettségének fenntartásáról
- 109/2007. (XII. 27.) KvVM rendelet A Jeli arborétum természetvédelmi terület védettségének fenntartásáról
- 110/2007. (XII. 27.) KvVM rendelet A Keszthelyi-kastélypark természetvédelmi terület védettségének fenntartásáról
- 111/2007. (XII. 27.) KvVM rendelet A Nagybereki Fehér-víz természetvédelmi terület védettségének fenntartásáról
- 112/2007. (XII. 27.) KvVM rendelet A Nemesmedves történelmi emlékhely természetvédelmi terület védettségének fenntartásáról
- 113/2007. (XII. 27.) KvVM rendelet A Sághegyi Tájvédelmi Körzet védettségének fenntartásáról
- 114/2007. (XII. 27.) KvVM rendelet A Sárvári arborétum természetvédelmi terület védettségének fenntartásáról
- 115/2007. (XII. 27.) KvVM rendelet A Somogyvári Kupavár-hegy természetvédelmi terület védettségének fenntartásáról
- 116/2007. (XII. 27.) KvVM rendelet A Sümegi Mogyorós-domb természetvédelmi terület védettségének fenntartásáról
- 117/2007. (XII. 27.) KvVM rendelet A Szelestei arborétum természetvédelmi terület védettségének fenntartásáról
- 118/2007. (XII. 27.) KvVM rendelet A Szentgáli-tiszafás természetvédelmi terület védettségének fenntartásáról
- 119/2007. (XII. 27.) KvVM rendelet A Tapolcai-tavasbarlang felszíni védőterülete természetvédelmi terület védettségének fenntartásáról
- 120/2007. (XII. 27.) KvVM rendelet Az Úrkúti-őskarszt természetvédelmi terület védettségének fenntartásáról
- 121/2007. (XII. 27.) KvVM rendelet A Várpalotai homokbánya természetvédelmi terület védettségének fenntartásáról
- 122/2007. (XII. 27.) KvVM rendelet Az Uzsai csarabos erdő természetvédelmi terület védettségének fenntartásáról
- 123/2007. (XII. 27.) KvVM rendelet A Zalakomári madárrezervátum természetvédelmi terület védettségének fenntartásáról
- 124/2007. (XII. 27.) KvVM rendelet A Zirci Arborétum természetvédelmi terület védettségének fenntartásáról
- 125/2007. (XII. 27.) KvVM rendelet A Budai Tájvédelmi Körzet védettségének fenntartásáról
- 126/2007. (XII. 27.) KvVM rendelet A Bükki Nemzeti Park védettségének fenntartásáról
- 127/2007. (XII. 27.) KvVM rendelet A Csólyospálosi földtani feltárás természetvédelmi terület védettségének fenntartásáról
- 128/2007. (XII. 27.) KvVM rendelet Az Erdőtelki-égerláp természetvédelmi terület védettségének fenntartásáról
- 129/2007. (XII. 27.) KvVM rendelet A Gerecsei Tájvédelmi Körzet védettségének fenntartásáról
- 130/2007. (XII. 27.) KvVM rendelet A Hajdúsági Tájvédelmi Körzet védettségének fenntartásáról
- 131/2007. (XII. 27.) KvVM rendelet A Hortobágyi Nemzeti Park védettségének fenntartásáról
- 132/2007. (XII. 27.) KvVM rendelet A Karancs–Medves Tájvédelmi Körzet védettségének fenntartásáról
- 133/2007. (XII. 27.) KvVM rendelet A Kéleshalomi-homokbuckák természetvédelmi terület védettségének fenntartásáról
- 134/2007. (XII. 27.) KvVM rendelet A Kiskunsági Nemzeti Park védettségének fenntartásáról
- 135/2007. (XII. 27.) KvVM rendelet A Kunfehértói holdrutás erdő természetvédelmi terület védettségének fenntartásáról
- 136/2007. (XII. 27.) KvVM rendelet A Lázbérci Tájvédelmi Körzet védettségének fenntartásáról
- 137/2007. (XII. 27.) KvVM rendelet A Mátrai Tájvédelmi Körzet védettségének fenntartásáról
- 138/2007. (XII. 27.) KvVM rendelet Az Ócsai Tájvédelmi Körzet védettségének fenntartásáról
- 139/2007. (XII. 27.) KvVM rendelet A Péteri-tavi madárrezervátum természetvédelmi terület védettségének fenntartásáról
- 140/2007. (XII. 27.) KvVM rendelet A Pusztaszeri Tájvédelmi Körzet védettségének fenntartásáról
- 141/2007. (XII. 27.) KvVM rendelet A Soproni Tájvédelmi Körzet védettségének fenntartásáról
- 142/2007. (XII. 27.) KvVM rendelet A Szatmár-beregi Tájvédelmi Körzet védettségének fenntartásáról
- 143/2007. (XII. 27.) KvVM rendelet A Szigetközi Tájvédelmi Körzet védettségének fenntartásáról
- 144/2007. (XII. 27.) KvVM rendelet A Szőlőskei-erdő természetvédelmi terület védettségének fenntartásáról
- 145/2007. (XII. 27.) KvVM rendelet A Tiszadobi-ártér természetvédelmi terület védettségének fenntartásáról
- 146/2007. (XII. 27.) KvVM rendelet A Vértesi Tájvédelmi Körzet védettségének fenntartásáról
- 147/2007. (XII. 27.) KvVM rendelet A Zempléni Tájvédelmi Körzet védettségének fenntartásáról
- 148/2007. (XII. 27.) KvVM rendelet A Hollókői Tájvédelmi Körzet védettségének fenntartásáról
- 149/2007. (XII. 27.) KvVM rendelet Az Ipolytarnóci ősmaradványok természetvédelmi terület védettségének fenntartásáról
- 150/2007. (XII. 27.) KvVM rendelet A Kelet-cserháti Tájvédelmi Körzet védettségének fenntartásáról
- 151/2007. (XII. 27.) KvVM rendelet A Kerecsendi-erdő természetvédelmi terület védettségének fenntartásáról
- 152/2007. (XII. 27.) KvVM rendelet A Körmendi-kastélypark természetvédelmi terület védettségének fenntartásáról
- 153/2007. (XII. 27.) KvVM rendelet A Mártélyi Tájvédelmi Körzet védettségének fenntartásáról
- 154/2007. (XII. 27.) KvVM rendelet A Pannonhalmi arborétum természetvédelmi terület védettségének fenntartásáról
- 155/2007. (XII. 27.) KvVM rendelet A Siroki Nyírjes-tó természetvédelmi terület védettségének fenntartásáról
- 156/2007. (XII. 27.) KvVM rendelet A Szelidi-tó természetvédelmi terület védettségének fenntartásáról
- 157/2007. (XII. 27.) KvVM rendelet A Szomolyai-kaptárkövek természetvédelmi terület védettségének fenntartásáról
- 158/2007. (XII. 27.) KvVM rendelet A Velencei-tavi madárrezervátum természetvédelmi terület védettségének fenntartásáról
- 159/2007. (XII. 27.) KvVM rendelet A Nagycenki-hársfasor természetvédelmi terület védettségének fenntartásáról
- 160/2007. (XII. 27.) KvVM rendelet A Soproni botanikus kert természetvédelmi terület védettségének fenntartásáról
- 161/2007. (XII. 27.) KvVM rendelet A Borsodi-Mezőség Tájvédelmi Körzet védettségének fenntartásáról
- 162/2007. (XII. 27.) KvVM rendelet A Kámoni arborétum természetvédelmi terület védettségének fenntartásáról
- 163/2007. (XII. 27.) KvVM rendelet A Kiskőrösi-turjános természetvédelmi terület védettségének fenntartásáról
- 164/2007. (XII. 27.) KvVM rendelet A Kőszegi Tájvédelmi Körzet védettségének fenntartásáról
- 165/2007. (XII. 27.) KvVM rendelet A Tokaj–Bodrogzug Tájvédelmi Körzet védettségének fenntartásáról
- 158/2007. (XII. 28.) FVM rendelet A 2008. évi iskolatej program szabályozásáról
- 66/2007. (XII. 28.) IRM rendelet A cégbejegyzési eljárás és cégnyilvántartás egyes kérdéseiről szóló 21/2006. (V. 18.) IM rendelet módosításáról
- 67/2007. (XII. 28.) IRM rendelet A Rendőrség szervei illetékességi területének megállapításáról
- 68/2007. (XII. 28.) IRM rendelet A katonai alakulatok és szállítmányok államhatáron történő átléptetéséről, a nemzetközi forgalom számára ideiglenesen megnyitott repülőtéren közlekedő légi járművek határforgalmi ellenőrzéséről, valamint a menet közbeni ellenőrzésre kijelölt vasútvonalakról és víziutakról
- 69/2007. (XII. 28.) IRM rendelet A Rendőrség és a büntetés-végrehajtási szervezet hivatásos állományú tagjai szolgálati és kiegészítő igazolványainak rendszeresítéséről, kiadásának és nyilvántartásának eljárási rendjéről
- 42/2007. (XII. 28.) OKM rendelet A Nemzeti Kulturális Alapról szóló 1993. évi XXIII. törvény végrehajtásáról szóló 9/2006. (V. 9.) NKÖM rendelet módosításáról
- 59/2007. (XII. 29.) EüM rendelet A határon túli magyarok magyarországi egészségügyi ellátásának támogatásáról
- 60/2007. (XII. 29.) EüM rendelet A betegszállításról szóló 19/1998. (VI. 3.) NM rendelet módosításáról
- 61/2007. (XII. 29.) EüM rendelet A mentésről szóló 5/2006. (II. 7.) EüM rendelet módosításáról
- 111/2007. (XII. 29.) GKM rendelet A légiközlekedési balesetek, a repülőesemények és a légiközlekedési rendellenességek szakmai vizsgálatának szabályairól szóló 123/2005. (XII. 29.) GKM rendelet módosításáról
- 112/2007. (XII. 29.) GKM rendelet A magyar légtér igénybevételéért fizetendő díjról szóló 116/2005. (XII. 27.) GKM rendelet módosításáról
- 113/2007. (XII. 29.) GKM rendelet A légiközlekedési bírság kivetésének részletes szabályairól és a beszedett bírság összegének felhasználási rendjéről
- 70/2007. (XII. 29.) IRM rendelet A Határőrség költségvetési szerveinek megszüntetéséről és a jogutódlásról
- 43/2007. (XII. 29.) OKM rendelet A képzési kötelezettségről és a pedagógiai szakszolgálatokról szóló 14/1994. (VI. 24.) MKM rendelet módosításáról
- 44/2007. (XII. 29.) OKM rendelet A katasztrófák elleni védekezés és a polgári védelem ágazati feladatairól
- 45/2007. (XII. 29.) OKM rendelet Az oktatási és kulturális miniszter ágazati irányítása alá tartozó igazságügyi szakértői szakterületeken az igazságügyi szakértői tevékenység folytatásához szükséges szakmai gyakorlat szakirányú jellege igazolásának eljárási rendjéről
- 46/2007. (XII. 29.) OKM rendelet Az „art” mozik minősítésének és a filmalkotások korhatár szerinti megjelölésének feltételeiről
- 34/2007. (XII. 29.) PM rendelet Az adóügyek elektronikus intézésének szabályairól
- 35/2007. (XII. 29.) PM rendelet A pénzmosás és a terrorizmus finanszírozása megelőzéséről és megakadályozásáról szóló 2007. évi CXXXVI. törvény alapján elkészítendő belső szabályzat kötelező tartalmi elemeiről
- 36/2007. (XII. 29.) PM rendelet A belföldön nem letelepedett adóalany általános forgalmiadó-visszatéríttetési jogának gyakorlásához fűződő igazolási kötelezettségekről, az általános forgalmiadó-visszatéríttetési kérelem kötelező adattartalmáról és egyes eljárási szabályokról
- 37/2007. (XII. 29.) PM rendelet Egyes szolgáltatásnyújtásoknak az általános forgalmi adózás szerinti teljesítési helyéről
- 38/2007. (XII. 29.) PM–MeHVM együttes rendeletA jövedékiadó- és energiaadó-bevallási kötelezettség elektronikus úton történő teljesítésének szabályairól
- 39/2007. (XII. 29.) PM rendelet A kötelező gépjármű-felelősségbiztosítás 1991. július 1. előtti rendszere alapján fizetett baleseti kártérítési járadékok emeléséről szóló 2/1997. (I. 31.) PM rendelet, valamint a gépjármű-szavatossági károk 1971. január 1. előtti rendszere alapján fizetett baleseti kártérítési járadékokról szóló 12/1998. (III. 27.) PM rendelet módosításáról
- 40/2007. (XII. 29.) PM rendelet A jövedéki adóról és a jövedéki termékek forgalmazásának különös szabályairól szóló 2003. évi CXXVII. törvény egyes rendelkezéseinek végrehajtásáról szóló 8/2004. (III. 10.) PM rendelet módosításáról
- 41/2007. (XII. 29.) PM rendelet Az eljárási illetékek megfizetésének és a megfizetés ellenőrzésének részletes szabályairól szóló 44/2004. (XII. 20.) PM rendelet módosításáról
- 42/2007. (XII. 29.) PM rendelet A pénzügyi vállalkozások által a Pénzügyi Szervezetek Állami Felügyelete részére szolgáltatandó adatok köréről és az adatszolgáltatás módjáról szóló 52/2005.(XII.28.) PM rendelet módosításáról
- 43/2007. (XII. 29.) PM rendelet A biztosítók belső adatszolgáltatásának rendjéről és tartalmáról szóló 5/2006. (II. 7.) PM rendelet módosításáról
- 44/2007. (XII. 29.) PM rendelet A települési önkormányzat hatáskörébe tartozó adók és adók módjára behajtandó köztartozások nyilvántartásáról, kezeléséről és elszámolásáról szóló 13/1991. (V. 21.) PM rendelet módosításáról
- 45/2007. (XII. 29.) PM rendelet A független biztosításközvetítői (alkuszi vagy többes ügynöki) jelentés szabályairól
- 39/2007. (XII. 29.) SZMM rendelet A külföldiek magyarországi foglalkoztatásának engedélyezéséről szóló 8/1999. (XI. 10.) SZCSM rendelet módosításáról
- 40/2007. (XII. 29.) SZMM rendelet A regionális munkaügyi központok illetékességéről szóló 13/2007. (III. 28.) SZMM rendelet módosításáról
- 62/2007. (XII. 29.) EüM rendelet Az egészségügyi szakellátás társadalombiztosítási finanszírozásának egyes kérdéseiről szóló 9/1993. (IV. 2.) NM rendelet és az egészségügyi ellátásban használt szakmai kódrendszerek és finanszírozási paraméterek karbantartásának jogi szabályozásáról szóló 6/1998. (III. 11.) NM rendelet módosításáról
- 114/2007. (XII. 29.) GKM rendelet A digitális archiválás szabályairól
- 115/2007. (XII. 29.) GKM rendelet A villamosenergia-piaci egyetemes szolgáltatás árképzéséről, valamint az egyetemes szolgáltatás keretében nyújtandó termékcsomagokról
- 116/2007. (XII. 29.) GKM rendelet A villamosenergia-iparban fennálló vagy eltöltött munkaviszonnyal összefüggésben igénybe vehető villamosenergia-vásárlási kedvezményről
- 117/2007. (XII. 29.) GKM rendelet A közcélú villamos hálózatra csatlakozás pénzügyi és műszaki feltételeiről
- 118/2007. (XII. 29.) GKM rendelet Egyes miniszteri rendeleteknek a Rendőrség és a Határőrség integrációjával összefüggő módosításáról
- 119/2007. (XII. 29.) GKM rendelet A villamos energia rendszerhasználati díjakról
- 120/2007. (XII. 29.) GKM rendelet A külgazdaság fejlesztési célelőirányzat felhasználásáról, kezeléséről, működtetéséről és ellenőrzéséről
- 46/2007. (XII. 29.) PM rendelet Az elektronikus számlával kapcsolatos egyes rendelkezésekről
- 47/2007. (XII. 29.) PM rendelet A számla, egyszerűsített számla és nyugta adóigazgatási azonosításáról, valamint a nyugta adását biztosító pénztárgép és taxaméter alkalmazásáról szóló 24/1995. (XI. 22.) PM rendelet módosításáról
- 48/2007. (XII. 29.) PM rendelet Egyes PM rendeleteknek a vámszervezeti átalakításokkal összefüggő módosításáról

#### Kormányhatározatok

##### Január (1000−1004)
- 1001/2007. (I. 16.) Korm. határozat Az új Kormányzati Negyed létrehozásával kapcsolatos intézkedésekről
- 1002/2007. (I. 18.) Korm. határozat a Kábítószerügyi Koordinációs Bizottságról
- 1003/2007. (I. 24.) Korm. határozat A Tisza-völgy árvízi biztonságának növelését, valamint az érintett térség terület- és vidék fejlesztését szolgáló program (a Vásárhelyi-terv továbbfejlesztése) árvízvédelmi fejlesztéseinek megvalósításáról és a további feladatokról
- 1004/2007. (I. 30.) Korm. határozat A 2007–2013 közötti időszakban megvalósítani tervezett közlekedésfejlesztési projektek indikatív listájáról

##### Február (1005−1008)
- 1005/2007. (II. 6.) Korm. határozat A Nemzet Sportolója Cím adományozásáról
- 1006/2007. (II. 12.) Korm. határozat Az Új Magyarország Fejlesztési Terv operatív programjai keretében 2007. februárban megindítandó támogatási konstrukciókról
- 1007/2007. (II. 20.) Korm. határozat A Biztonságos Magyarországért Közalapítvány megszüntetéséről
- 1008/2007. (II. 28.) Korm. határozat A díjfizetési rendszerbe bevont úthálózat kiterjesztésének elveiről

##### Március (1008−1022)
- 1009/2007. (III. 7.) Korm. határozat Az Új Magyarország Fejlesztési Terv Regionális Fejlesztési Programjainak előzetes akcióterveiről és első körben indítandó támogatási konstrukcióiról
- 1010/2007. (III. 13.) Korm. határozat A sportlétesítmények fejlesztési és működtetési rendszerének átalakításáról szóló 1055/2004. (VI. 8.) Korm. határozat 1. b) és c)pontjai végrehajtását szolgáló kormányhatározatok módosításáról
- 1011/2007. (III. 13.) Korm. határozat A közszolgálati ellenőrzések 2007. évi vizsgálati tárgyköreiről és a vizsgálat alá vont közigazgatási szervekről
- 1012/2007. (III. 13.) Korm. határozat A cégeljárással, a cégek adminisztratív terheinek csökkentésével összefüggő egyes feladatokról
- 1013/2007. (III. 13.) Korm. határozat A 2006. szeptember–októberi fővárosi demonstrációkkal, utcai rendzavarásokkal és rendfenntartó intézkedésekkel kapcsolatos eseményekről készült vizsgálati jelentés alapján végrehajtandó feladatokról
- 1014/2007. (III. 13.) Korm. határozat A televíziózás és a rádiózás digitális átállásának kormányzati feladatairól
- 1015/2007. (III. 20.) Korm. határozat A „Sikeres Magyarországért” Lakossági Energiatakarékossági Hitelprogram és a Lakossági energiamegtakarítás és a megújuló energiahordozó-felhasználás növelés című pályázat együttes meghirdetéséről
- 1016/2007. (III. 20.) Korm. határozat A társadalmi bűnmegelőzés nemzeti stratégiája céljainak végrehajtásából származó 2007-ben megvalósítandó feladatokról
- 1017/2007. (III. 20.) Korm. határozat A Magyar Köztársaság Kiváló Művésze, a Magyar Köztársaság Érdemes Művésze és a Magyar Köztársaság Babérkoszorúja díjak 2007. évi adományozásáról
- 1018/2007. (III. 26.) Korm. határozat A munkavédelem országos programja 2007. évi intézkedési és ütemtervéről
- 1019/2007. (III. 28.) Korm. határozat Az Új Magyarország Fejlesztési Terv Államreform Operatív Programja keretében megindítandó kiemelt projektről
- 1020/2007. (III. 28.) Korm. határozat Fogyatékos Személyek Esélyegyenlőségéért Közalapítvány létrehozásáról
- 1021/2007. (III. 31.) Korm. határozat A Prümi Szerződéshez való magyar csatlakozás előkészítéséről
- 1022/2007. (III. 31.) Korm. határozat A tizenharmadik havi illetmény kifizetéséről

##### Április (1023−1027)
- 1023/2007. (IV. 5.) Korm. határozat a Kormány középtávú tudomány-, technológia és innováció-politikai stratégiájáról
- 1024/2007. (IV. 5.) Korm. határozat Az Állami Privatizációs és Vagyonkezelő Részvénytársaság Szervezeti és Működési Szabályzatának jóváhagyásáról szóló 1125/1999. (XII. 13.) Korm. határozat módosításáról
- 1025/2007. (IV. 11.) Korm. határozat A „Sikeres Magyarországért” Lakossági Energiatakarékossági Hitelprogram és a Lakossági energiamegtakarítás és a megújuló energiahordozó-felhasználás növelés című pályázat együttes meghirdetéséről szóló 1015/2007. (III. 20.) Korm. határozat módosításáról
- 1026/2007. (IV. 11.) Korm. határozat a közigazgatási informatikai feladatok kormányzati koordinációjáról
- 1027/2007. (IV. 14.) Korm. határozat A köztisztviselők jogállásáról szóló 1992. évi XXIII. törvény hatálya alá tartozó szervek jegyzékéről szóló 1085/2004. (VIII. 27.) Korm. határozat módosításáról

##### Május (1028−1034)
- 1028/2007. (V. 3.) Korm. határozat A Nemzeti Fenntartható Fejlődési Stratégia elsőolvasatban történő megtárgyalásáról éstársadalmi egyeztetésre bocsátásáról
- 1029/2007. (V. 9.) Korm. határozat A kormányzati deregulációs programról
- 1030/2007. (V. 9.) Korm. határozat Az elektronikus kereskedelemmel kapcsolatos jogszabályok módosításával összefüggő kormányzati feladatokról
- 1031/2007. (V. 11.) Korm. határozat Az új Kormányzati Negyed fejlesztés megvalósítási és finanszírozási konstrukcióiról és a megvalósítás egyes kérdéseiről
- 1032/2007. (V. 15.) Korm. határozat Az egységes digitális rádió-távközlő rendszer (EDR) folyamatos működtetéséhez kapcsolódó feladatokról
- 1033/2007. (V. 23.) Korm. határozat A III. középtávú fogyasztóvédelmi politika megvalósítására irányuló, 2007–2010 közötti időszakra szóló cselekvési program végrehajtásához szükséges kormányzati intézkedésekről
- 1034/2007. (V. 31.) Korm. határozat A hajléktalan ellátórendszer 2007–2013. közötti fejlesztéséről

##### Június (1035−1043)
- 1035/2007. (VI. 8.) Korm. határozat Az Emberi Jogok Magyar Központja Közalapítvány AlapítóOkiratának módosításáról
- 1036/2007. (VI. 8.) Korm. határozat a Nemzetközi Pető András Közalapítvány Alapító Okiratának módosításáról
- 1037/2007. (VI. 18.) Korm. határozat A korrupció elleni küzdelemmel kapcsolatos feladatokról
- 1038/2007. (VI. 18.) Korm. határozat A „Sikeres Magyarországért” Önkormányzati Infrastruktúrafejlesztési Hitelprogram hitelkeretének bővítéséről, a „Sikeres Magyarországért” Vállalkozásfejlesztési Hitelprogram és a „Sikeres Magyarországért” Agrár Fejlesztési Hitelprogram hitelcéljainak kiegészítéséről
- 1039/2007. (VI. 27.) Korm. határozat Gripen Vadászrepülőgépek Beszerzését Vizsgáló Bizottság létrehozásáról
- 1040/2007. (VI. 28.) Korm. határozat A köztisztviselők jogállásáról szóló 1992. évi XXIII. törvény hatálya alá tartozó szervek jegyzékéről szóló 1085/2004. (VIII. 27.) Korm. határozat módosításáról
- 1041/2007. (VI. 28.) Korm. határozat A fejlesztéspolitikáért felelős kormánybiztos felmentéséről
- 1042/2007. (VI. 28.) Korm. határozat A Roma Integráció Évtizede Program Stratégiai Tervről szóló 68/2007. (VI. 28.) OGY határozatból eredő kormányzati teendőkről
- 1043/2007. (VI. 29.) Korm. határozat A MÁV ZRt. és a GySEV ZRt. nyugdíj-igazgatási feladatainak az Országos Nyugdíjbiztosítási Főigazgatóság részére történő átadásáról

##### Július (1044−1061)
- 1044/2007. (VII. 1.) Korm. határozat A Kormánykabinetről
- 1045/2007. (VII. 1.) Korm. határozat A Kormány kabinetjeiről szóló 1068/2006. (VII. 13.) Korm. határozat módosításáról
- 1046/2007. (VII. 1.) Korm. határozat A polgári nemzetbiztonsági szolgálatokat irányító miniszter, továbbá az irányításban közreműködő államtitkár kijelöléséről
- 1047/2007. (VII. 1.) Korm. határozat Kormánybiztos felmentéséről
- 1048/2007. (VII. 2.) Korm. határozat Az Új Magyarország Fejlesztési Terv 2007. júliusban induló pályázatairól és projektjeiről
- 1049/2007. (VII. 3.) Korm. határozat A Fogyatékos Személyek Esélyegyenlőségéért Közalapítvány Alapító Okiratának módosításáról
- 1050/2007. (VII. 3.) Korm. határozat Az egyéni vállalkozóról és az egyéni cégről szóló törvény koncepciójáról
- 1051/2007. (VII. 3.) Korm. határozat Az Európai Unió Megújított Fenntartható Fejlődési Stratégiájának (EU FFS) végrehajtásáról készített jelentésről
- 1052/2007. (VII. 3.) Korm. határozat Egyes kormányhatározatok hatályon kívül helyezéséről
- 1053/2007. (VII. 5.) Korm. határozat a Magyary Zoltán Felsőoktatási Közalapítvány Alapító Okiratának módosításáról
- 1054/2007. (VII. 9.) Korm. határozat a Nemzeti Fenntartható Fejlődési Stratégia elfogadásáról
- 1055/2007. (VII. 9.) Korm. határozat A szolgálati nyugdíjszabályok átalakítása során figyelembe veendő szempontokról
- 1056/2007. (VII. 18.) Korm. határozat Az európai területi együttműködés célkitűzés operatív programjainak, valamint az előcsatlakozási támogatási eszközből támogatott operatív programok elfogadásáról
- 1057/2007. (VII. 18.) Korm. határozat Az Új Magyarország Fejlesztési Terv 2007. júliusban induló két konstrukciójáról
- 1058/2007. (VII. 23.) Korm. határozat Az Új Magyarország Fejlesztési Terv Gazdaságfejlesztési Operatív Program, valamint a Végrehajtás Operatív Program 2007–2008. évekre vonatkozó Akcióterveinek elfogadásáról
- 1059/2007. (VII. 26.) Korm. határozat A Kormány ügyrendjéről szóló 1088/1994.(IX.20.)Korm. határozat módosításáról
- 1060/2007. (VII. 30.) Korm. határozat A Magyar CERN (Európai Nukleáris Kutatási Szervezet) Bizottság elnökének felmentéséről és az új elnök kinevezéséről
- 1061/2007. (VII. 30.) Korm. határozat a Magyarországi Református Egyház és a Magyarországi Evangélikus Egyház számára a 2007. évben rendezésre javasolt ingatlanokról

##### Augusztus (1062-1066)
- 1062/2007. (VIII. 7.) Korm. határozat Az új Országos Fogyatékosügyi Program végrehajtásának 2007-2010. évekre vonatkozó középtávú intézkedési tervéről
- 1063/2007. (VIII. 15.) Korm. határozat Az Új Magyarország Fejlesztési Terv Közlekedés Operatív Programja 2007–2008. évekre vonatkozó Akcióterveinek, valamint aKözép-magyarországi Operatív Program kiemelt projekt listája kiegészítésének jóváhagyásáról
- 1064/2007. (VIII. 23.) Korm. határozat A Népművészet Mestere díj 2007. évi adományozásáról
- 1065/2007. (VIII. 23.) Korm. határozat a kormányzati civil kapcsolatok fejlesztését szolgáló egyes intézkedésekről
- 1066/2007. (VIII. 29.) Korm. határozat a Kormány 2007-2010-re vonatkozó tudomány-, technológia és innováció-politikai (TTI) intézkedési tervéről

##### Szeptember (1067−1073)
- 1067/2007. (IX. 4.) Korm. határozat A Magyar Nemzeti Üdülési Alapítványt érintő intézkedésről
- 1068/2007. (IX. 4.) Korm. határozat A Természet- és Társadalombarát Fejlődésért Közalapítvány megszüntetéséről
- 1069/2007. (IX. 4.) Korm. határozat Az ENSZ Menekültügyi Főbiztossága budapesti adminisztrációs és szolgáltató központjának elhelyezéséről
- 1070/2007. (IX. 15.) Korm. határozat A Gripen Vadászrepülőgépek Beszerzését Vizsgáló Bizottság létrehozásáról szóló 1039/2007. (VI. 27.) Korm. határozat módosításáról
- 1071/2007. (IX. 21.) Korm. határozat Az euró gyakorlati bevezetésével kapcsolatos felkészülés megkezdéséről és szervezeti kereteiről
- 1072/2007. (IX. 25.) Korm. határozat A nyári aszály következményeiről és az azokkal összefüggésben szükséges intézkedésekről
- 1073/2007. (IX. 26.) Korm. határozat A Betegjogi, Ellátottjogi és Gyermekjogi Közalapítvány Alapító Okiratának módosításáról

##### Október (1074−1083)
- 1074/2007. (X. 1.) Korm. határozat Az „Új rend és szabadság” programért felelős kormánybiztos kinevezéséről és feladatairól
- 1075/2007. (X. 1.) Korm. határozat A nemzetközi gazdasági kapcsolatok összehangolásáért felelős kormánybiztos kinevezéséről és feladatairól
- 1076/2007. (X. 1.) Korm. határozat Az audiovizuális médiapolitikáért felelős kormánybiztos kinevezéséről és feladatairól
- 1077/2007. (X. 4.) Korm. határozat a 2008-ban a felsőoktatásban felvehető, államilag támogatott hallgatói létszámkeretről
- 1078/2007. (X. 4.) Korm. határozat Az Állami Privatizációs és Vagyonkezelő Részvénytársaság Versenyeztetési Szabályzatának jóváhagyásáról szóló 1057/1996. (V.30.) Korm. határozat hatályon kívül helyezéséről
- 1079/2007. (X. 10.) Korm. határozat A Bay Zoltán Alkalmazott Kutatási Közalapítvány Alapító Okiratának módosításáról
- 1080/2007. (X. 10.) Korm. határozat Az Állami Privatizációs és Vagyonkezelő Zártkörűen Működő Részvénytársaság felügyelő bizottsága tagjának kinevezéséről
- 1081/2007. (X. 12.) Korm. határozat A Munkavédelmi Kutatási Közalapítvány jogutód nélküli megszüntetéséről
- 1082/2007. (X. 12.) Korm. határozat Az Állami Privatizációs és Vagyonkezelő Zártkörűen működő Részvénytársaság Alapító Okiratának módosításáról
- 1083/2007. (X. 17.) Korm. h. A Magyar Nemzeti Vagyonkezelő Zártkörűen működő Részvénytársaság Alapító Okiratának elfogadásáról

##### November (1084−1093)
- 1084/2007. (XI. 9.) Korm. határozat Életmentő Emlékérem adományozásáról
- 1085/2007. (XI. 9.) Korm. határozat A Külső Határok Alap intézményi rendszeréről
- 1086/2007. (XI. 17.) Korm. határozat  Kormányzati Negyed kialakításánál kortárs képzőművészeti alkotások elhelyezéséről
- 1087/2007. (XI. 17.) Korm. határozat A vezetői munkakörbe kinevezett közalkalmazottakra vonatkozó szabályok megalkotásáról
- 1088/2007. (XI. 21.) Korm. határozat A Hadigondozottak Közalapítványa létrehozásáról szóló 1116/1994. (XII. 9.) Korm. határozat módosításáról
- 1089/2007. (XI. 22.) Korm. határozat a Budapesti Német Nyelvű Egyetemért Közalapítvány Alapító Okiratának módosításáról
- 1090/2007. (XI. 27.) Korm. határozat Az új Kormányzati Negyed létrehozásával kapcsolatos intézkedésekről szóló 1001/2007. (I. 16.) Korm. határozat módosításáról
- 1091/2007. (XI. 27.) Korm. határozat az örökös nélkül elhalt zsidó származású, vallás sérelmet szenvedett személyek után a zsidó közösségi vagyoni igények rendezését koordináló Tárcaközi Bizottság létrehozásáról
- 1092/2007. (XI. 29.) Korm. határozat a "Legyen jobb a gyermekeknek!" Nemzeti Stratégiáról, 2007-2032 szóló 47/2007. (V. 31.) OGY határozat végrehajtásával kapcsolatos kormányzati feladatokról (2007-2010)
- 1093/2007. (XI. 29.) Korm. határozat a Tempus Közalapítvány Alapító okiratának módosításáról

##### December (1094−1106)
- 1094/2007. (XII. 5.) Korm. határozat a kábítószer-probléma visszaszorításáról szóló nemzeti stratégiai program céljainak végrehajtásával kapcsolatos kormányzati feladatokról
- 1095/2007. (XII. 5.) Korm. határozat egyes kiemelt projekt-javaslatok akciótervi nevesítésének jóváhagyásáról
- 1096/2007. (XII. 5.) Korm. határozat A Nemzetközi Pikler Emmi Közalapítvány Alapító Okiratának módosításáról
- 1097/2007. (XII. 11.) Korm. határozat A Kormánykabinetről szóló 1044/2007.(VII. 1.) Korm. határozat módosításáról
- 1098/2007. (XII. 13.) Korm. határozat a Magyarországi Református Egyház és a Magyarországi Evangélikus Egyház számára a 2008. évben rendezésre javasolt ingatlanokról, az e célra elkülönített költségvetési keret elosztásáról, illetve az egyházi ingatlanrendezéssel összefüggő egyéb kérdésekről
- 1099/2007. (XII. 15.) Korm. határozat A Szabadságharcosokért Közalapítvány Alapító Okiratának módosításáról
- 1100/2007. (XII. 19.) Korm. határozat Az Európai Innovációs és Technológiai Intézet tevékenységébe való bekapcsolódás lehetőségeiről és feladatairól
- 1101/2007. (XII. 19.) Korm. határozat A Nemzet Sportolója Cím adományozásáról
- 1102/2007. (XII. 23.) Korm. határozat a Magyar Köztársaság Külső Határok Alap Nemzeti Programjáról
- 1103/2007. (XII. 23.) Korm. határozat Az Európai Neutronkutató Központ (ESS) projekt magyarországi befogadásával kapcsolatos előkészítő feladatokról
- 1104/2007. (XII. 23.) Korm. határozat A Hajléktalanokért Közalapítvány Alapító Okiratának módosításáról
- 1105/2007. (XII. 27.) Korm. határozat a Roma Integráció Évtizede Program Stratégiai Tervhez kapcsolódó, 2008-2009. évekre szóló kormányzati intézkedési tervről
- 1106/2007. (XII. 27.) Korm. határozat Az Európai Összehasonlító Kisebbségkutatások Közalapítvány alapító okiratának módosításáról

## Európai Unió

### A Tanács rendeletei
- A Tanács 1234/2007/EK rendelete (2007. október 22.) a mezőgazdasági piacok közös szervezésének létrehozásáról, valamint egyes mezőgazdasági termékekre vonatkozó egyedi rendelkezésekről („az egységes közös piacszervezésről szóló rendelet”)